# إسبانيا في العصور الوسطى

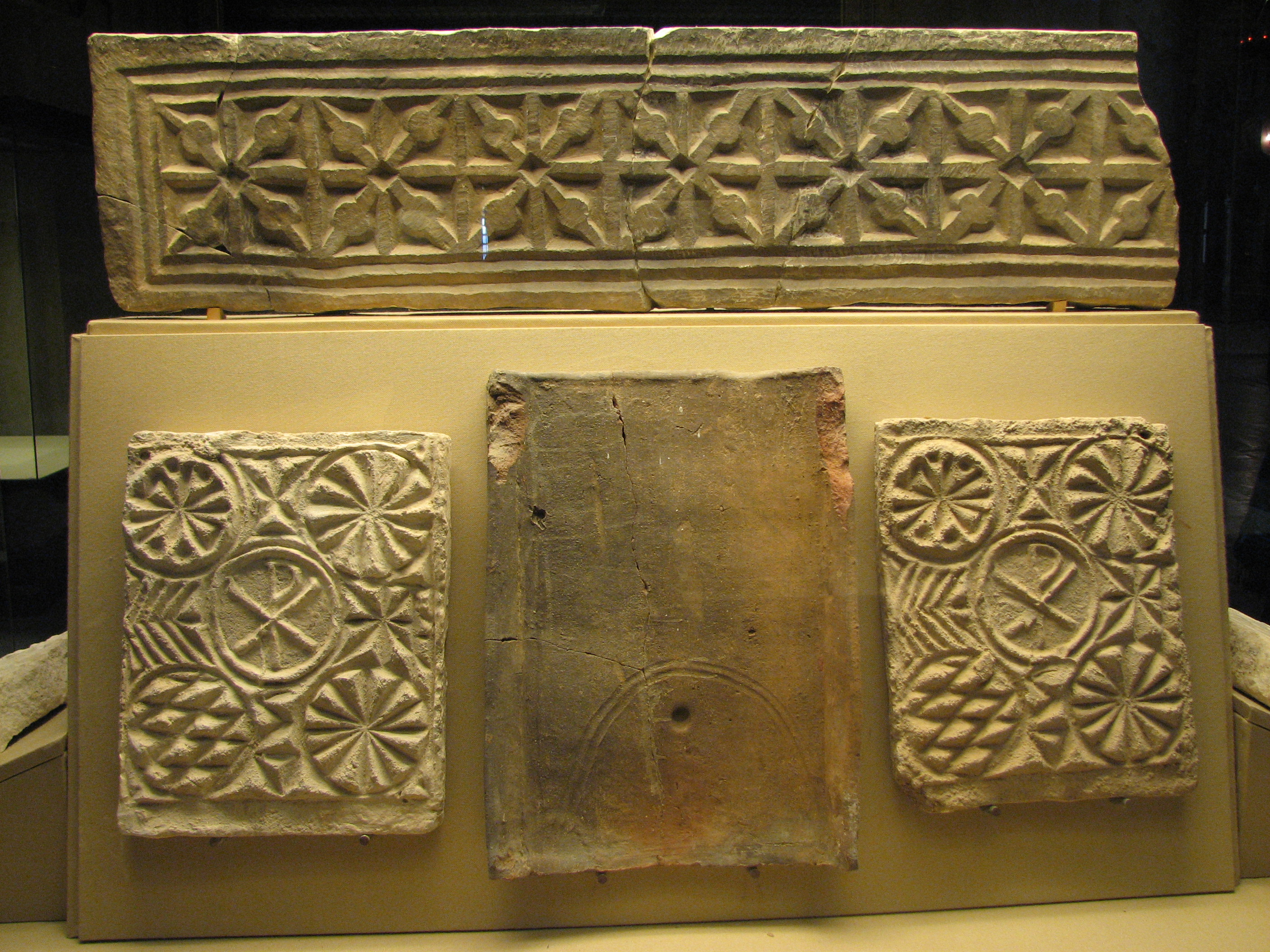
نقوش من كنيسة سان فيسينت (إسبانيا القوطية في القرن السادس) التي أصبحت مسجد قرطبة (إسبانيا العربية من القرن الثامن إلى القرن الثالث عشر) ثم أصبحت بعدها كاتدرائية قرطبة (من القرن الثالث عشر).

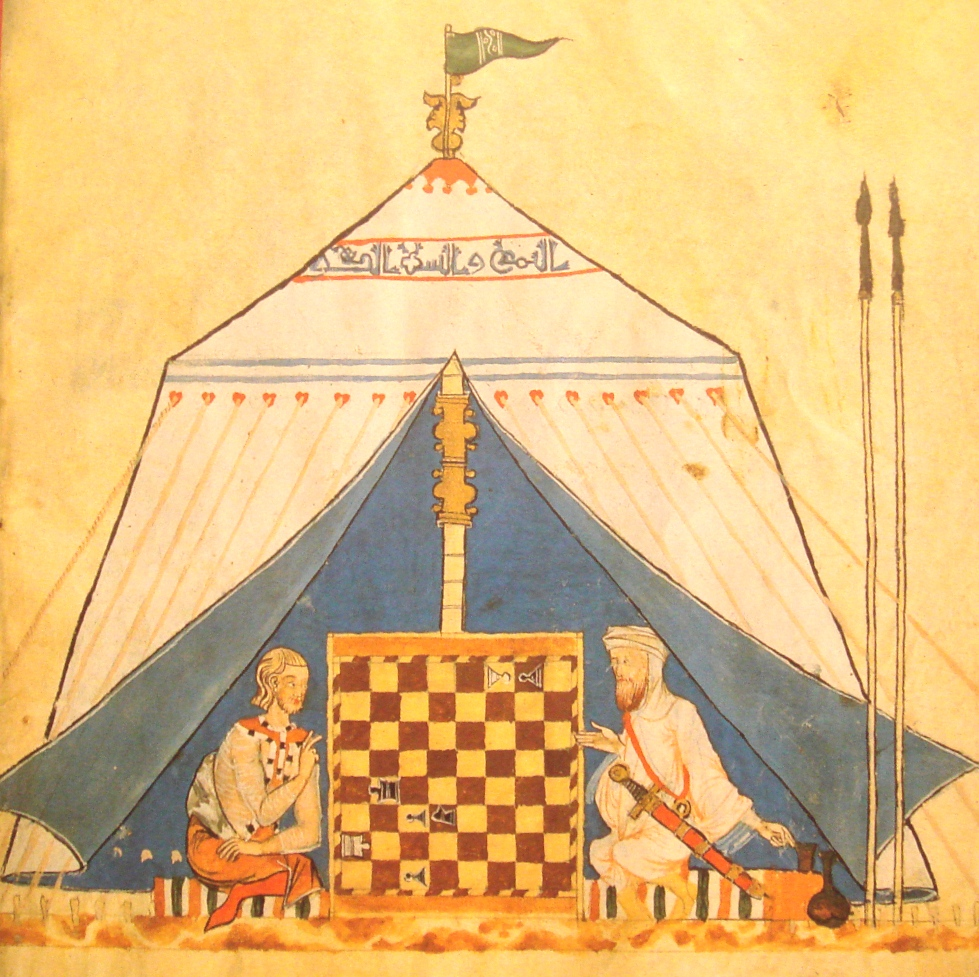
مسيحي ومسلم يلعبان شطرنج في خيمة. رسم توضيحي لكتاب الألعاب، النصف الثاني من القرن الثالث عشر.

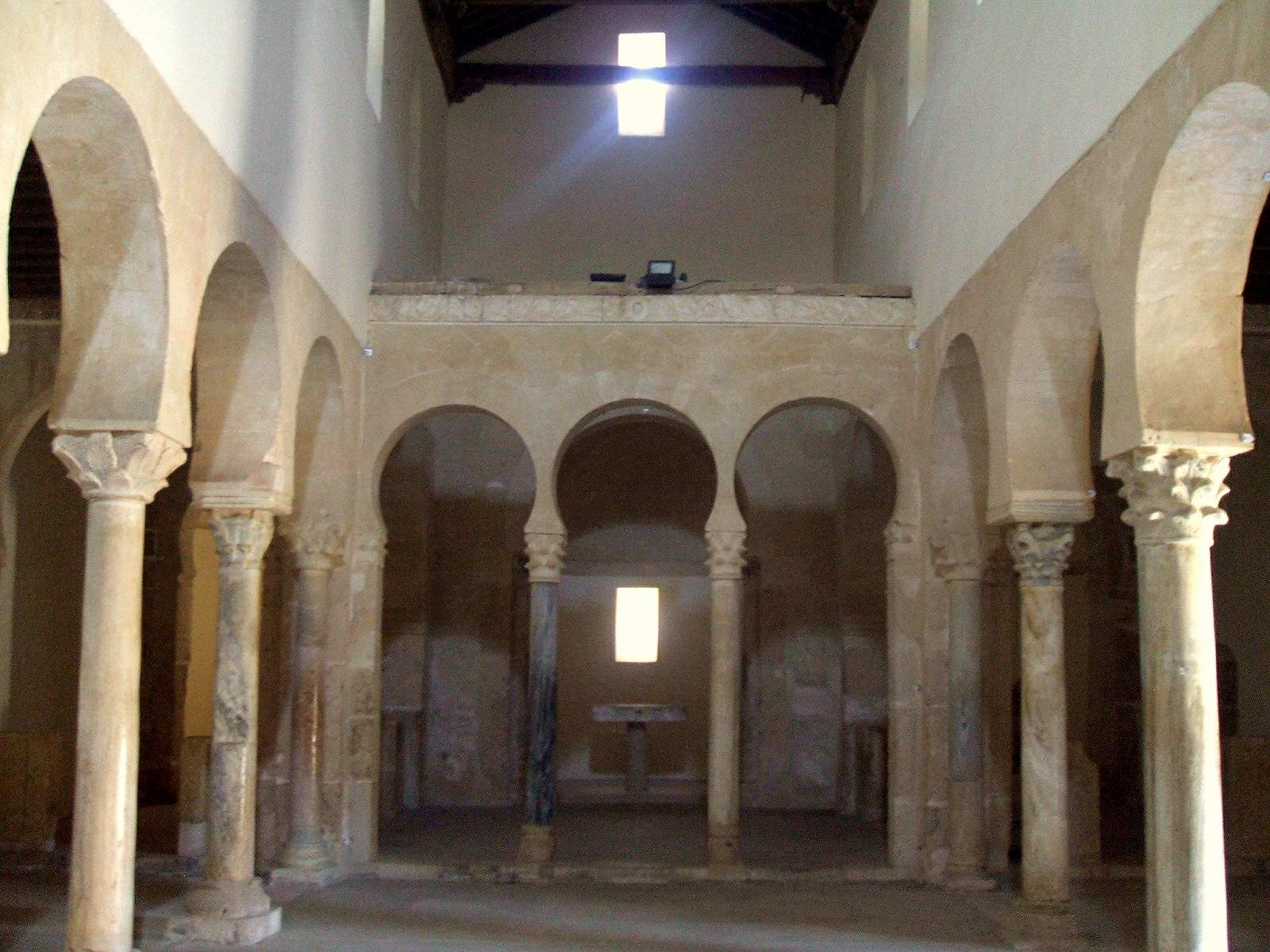
داخل دير سان ميغيل دي إسكالادا، بهندسة المستعربون. يظهر التراث القوطي ويظهر أيضًا الفن الأندلسي (قوس حدوة الحصان).

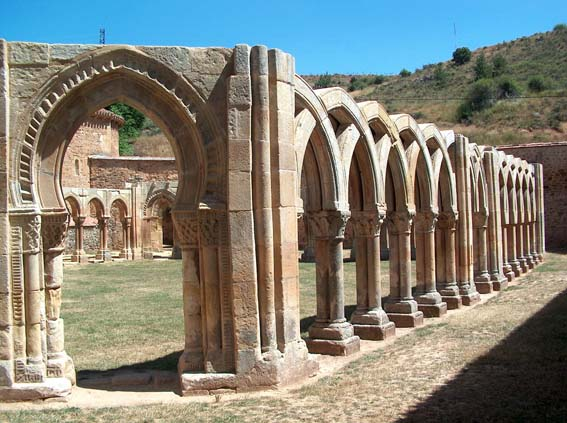
بقايا أنقاض دير سان خوان دي دويرو، وهو دير مسيحي إسباني من القرون الوسطى، وتبدو أشكاله وضوح تأثير العمارة الأندلسية العربية (تشابك أقواس حدوة الحصان المدببة).

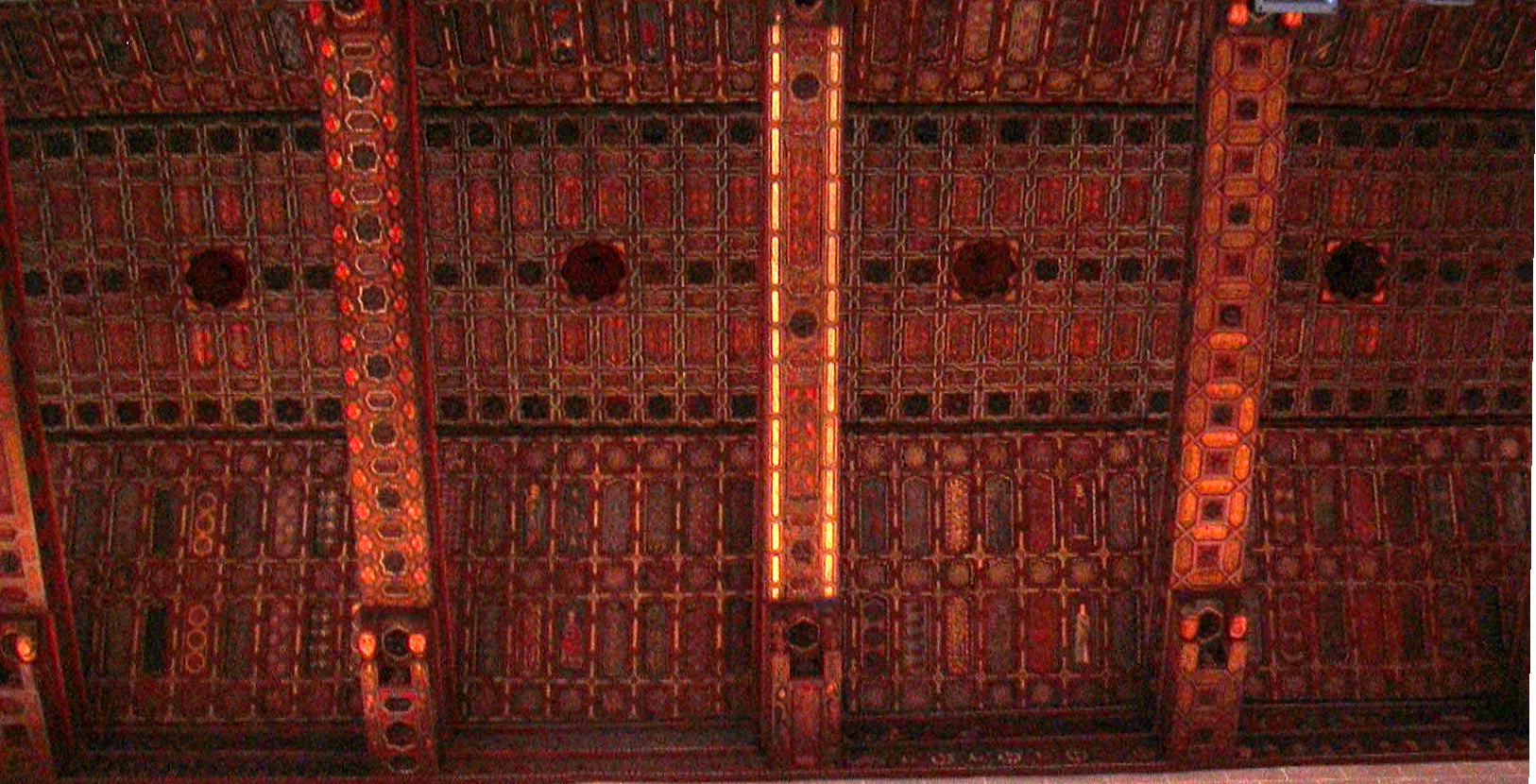
كاتدرائية ترويل حيث بنى المدجنون سقف ذو التجاويف وهي عينة أخرى من التعايش الثقافي بين مجتمعات معرفة بالعرقية الدينية.

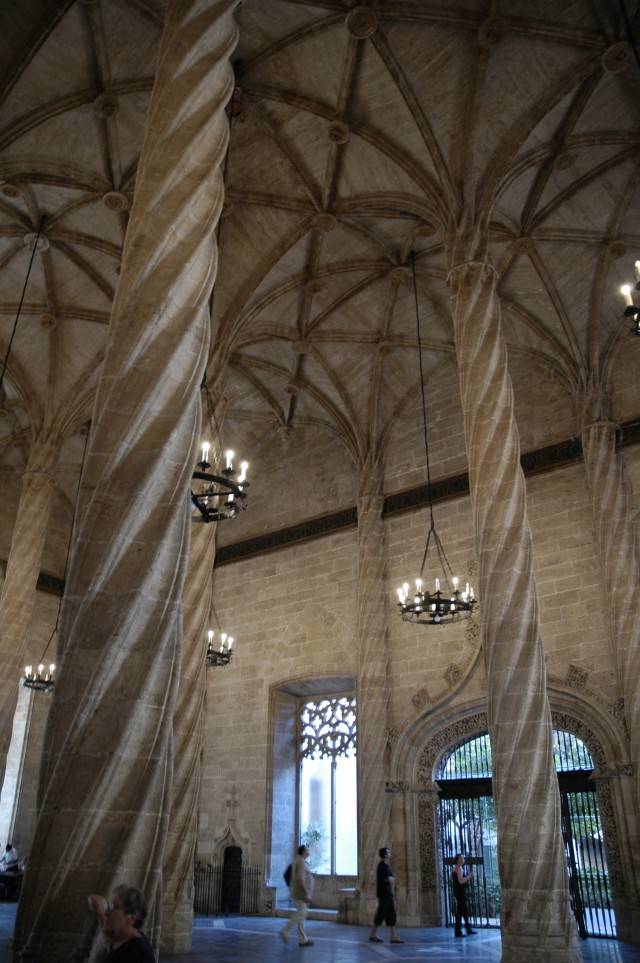
سوق الحرير في بلنسية، وهو تجسيد للقوة الاقتصادية والاجتماعية للبرجوازية المتأخرة في العصور الوسطى.

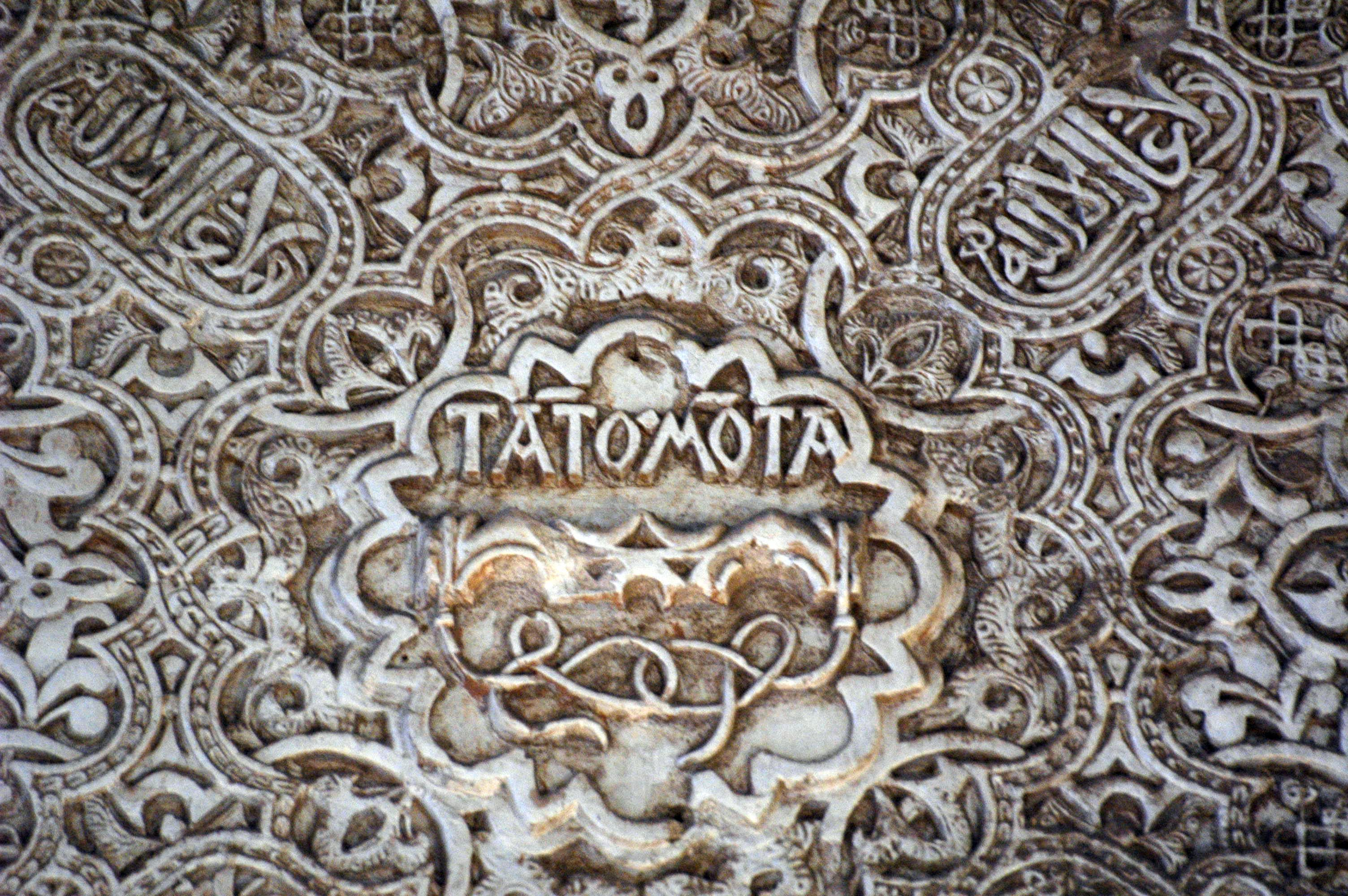
شعار تانتو مونتا (في الصورة <TÃTO MÕTA>) التي فرضها للملكين الكاثوليكيين على الزخرفة العربية في قصر الحمراء في غرناطة.

إسبانيا في العصور الوسطى هو تأريخ الطوائف الموجودة في الإطار الإقليمي لكامل شبه الجزيرة الإيبيرية، وحدد بإسبانيا الحالية لفترة تزيد عن ألف عام، أي بين القرنين الخامس والخامس عشر، وهو موضوع نقاش أساسي حول ماهية إسبانيا [الإسبانية].
اعتبرت غزوات الجرمان على شبه الجزيرة الايبيرية سنة 409 هي بداية الأحداث. بينما سقوط غرناطة سنة 1492 هي علامة انتهاء تلك الحقبة.
بعد معركة فوييه (507) تخلت مملكة القوط الغربيين عن وجودها في بلاد الغال وركزت على المقاطعات الرومانية القديمة في هسبانيا. فجرت عدة محاولات فاشلة لبناء مجتمع مزدوج، كانت فيه أقلية القوط الغربيين منفصلة عن الغالبية الإسبانية، فجاء المجلس الثالث لطليطلة [الإنجليزية] (589) الذي حث على بناء مجتمع وثقافة مشتركة، مع زيادة ثقل المؤسسات الكنسية في المجتمع. فتكيفت تكيفا جيدا مع هياكل ماقبل الإقطاعية التي فرضت تدريجيا منذ أواخر العصر الروماني [الإسبانية]. إلا أن نقاط الضعف الداخلية لم تختف، مما سمح بنجاح للفتح الإسلامي سنة 711، الذي استهل وجودًا إسلاميًا طويلًا في إسبانيا، أطلق على تلك الحقبة اسم الأندلس. وصلت قمة ازدهارها في فترة الخلافة الأموية في قرطبة (929-1031) فأصبحت قوة اقتصادية وعسكرية، وبدأت عصرًا ذهبيًا ثقافيًا حقيقيًا استمر لفترة طويلة حتى بعد اختفاء كيان الخلافة السياسي.
استمر ظهور ونمو وتوحيد الممالك الإسبانية [الإسبانية] المسيحية لفترة قاربت ثمانية قرون، وسميت من وجهة نظرهم بحروب الاسترداد أو إعادة الانتشار لكامل شبه الجزيرة التي سميت "إسبانيا" [الإسبانية] باللغات الرومانسية الناشئة. وتم بناء جماعات منفصلة داخل طوائف مقسمة حسب عرقياتها الدينية (المسيحيين والمور واليهود حسب تعبير أميريكو كاسترو)؛ وبناء قوة عسكرية (في المناظر الطبيعية التي امتلئت بالقلاع)؛ وخضع استخدام مصطلح الإقطاع [الإسبانية] للمناقشة التاريخية. في ما يوجد إجماع عام هو أن الظروف الحدودية المتغيرة التي جرت في جميع المناطق بمناسبة أو بأخرى كانت حاسمة لتكوين شخصية الجماعات التاريخية. ومع ذلك لم تكن العلاقات دائمًا عنيفة: حيث تأرجحت بين المواجهة والتسامح، مما أتاح التبادلات الديموغرافية والاقتصادية والثقافية النشطة. في كثير من الأحيان كان المسيحيين يعملون عند المسلمين، والعكس بالعكس. وإن وقعت في بعض المناسبات اشتباكات بين أو داخل الطوائف الكبيرة التي تفاعلت بقوة مع الانقسام الديني.
استمرت هيمنة المسلمين واضحة حتى القرن الحادي عشر. وبعدها مر الوضع بنقاط توازن مختلفة في العصور الوسطى (فترة الحروب الصليبية) بين سقوط طليطلة (1085) ومعركة العقاب (1212)، حيث تحقق التقدم المسيحي المذهل أمام انقسام ملوك الطوائف الأندلسية حتى توقفه وانكساره بعد دخول الساحة الأندلسية دولتي المرابطون ثم الموحدون القادمين من شمال إفريقيا حيث فرضت على تلك الطوائف وحدة هشة. شهدت العقود الوسطى من القرن الثالث عشر غزوات مسيحية حاسمة قلصت أراضي المسلمين حتى وصلت إلى إمارة غرناطة وحكامها بني نصر، فانقسمت البنية الإقليمية لشبه الجزيرة مايسمى بـ «ممالك إسبانيا الخمس» (إمارة غرناطة والبرتغال ونافارا وتاج قشتالة وأرغون). خلال القرنين التاليين توقفت حروب الاسترداد فعليًا، وفي سياق الأزمة العامة التي احتوت على تحولات هيكلية كبيرة (بداية الانتقال من الإقطاعية إلى الرأسمالية [الإسبانية]) والصراعات الاجتماعية الخطيرة والحروب الأهلية المستمرة؛ فظهرت حينها مؤسسات النظام القديم في إسبانيا [الإسبانية] وظهور التشريع الكبير بعدها.
سمح اتحاد الملوك الكاثوليك وسياستهم الزوجية المعقدة من انتقال الدولة من العصور الوسطى إلى العصر الحديث، فطبيعة الملكية الهسبانية [الإسبانية] ومستويات تكاملها كانت في حد ذاتها مشكلة تاريخية أخرى. ثم ظهر عصر الاستكشاف في ذلك الوقت، وكانت البرتغال هي المستفيد الأول، ويمكن اعتبار أنها أول ملكية استبدادية شكلت الدولة الحديثة (أو الدولة القومية) في أوروبا الغربية، وهذا وضع سبب خصومة مع إسبانيا (الذي انفصل مصيرهما المشترك سنة 1640) وإنجلترا وفرنسا.

## العصور القديمة المتأخرة

### نهاية هسبانيا الرومانية
بعد أزمة القرن الثالث تجلت العناصر التي أدت إلى تحلل الإمبراطورية في هسبانيا الرومانية: الصراع الاجتماعي المتزايد (تمردات الفلاحين الباغادودس- Bagaudas [الإنجليزية]) الذين كانوا يقطعون الطرق، وفسرت على أنها أحد أعراض بداية التحول العامي من العبودية إلى الإقطاع)، وانحطاط الحياة الحضرية [الإسبانية] (الذي ترافق مع وجود أثري كبير لفيلات الريف)، والغزوات الجرمانية الأولى، مثل الفرنجة في سنوات 257-258 على طول النصف الشرقي من شبه الجزيرة، ذكر ذلك المؤرخون أوريليو فيكتور وأوتروبيو وأوروسيو وسان جيرونيمو وآخرين، حيث نُهبت طراغونة بشكل خاص. ونتج عن ذلك ظهور إمبراطورية الغال التي زالت بسرعة، واستحوذت بالإضافة إلى هسبانيا (غزتها سنة 261) بريطانيا والغال [الإنجليزية] واستمرت إلى سنة 274 عندما انتصر عليهم الإمبراطور أوريليان في (معركة شالون [الإنجليزية]) فأعاد تلك المقاطعات إلى روما. وعلى الرغم من عودة هسبانيا إلى روما سنة 269، إلا ان هناك غزو آخر لها في 270 من الفرنجة وألامانيون، وتلك المرة من جهة رونسيفاليس، وهو طريق روماني يقود من بوردو إلى أسترقة، ولكن على طريق آخر وهو الطريق الفضي [الإنجليزية] حيث نهبت بنبلونة وأسترقة وماردة ولشبونة والقرى الرومانية التي مروا عليها في طريقهم. ثم قامت إصلاحات دقلديانوس [الإسبانية] التي تعني تقوية السلطة الإمبريالية وتنشيط المؤسسات الرومانية وتحديدا في هسبانيا، وعلى المدى الطويل نقلت كثافة تلك العمليات الحضارة الرومانية إلى حقبة القرون الوسطى. وكان التنصير في بداياته الأولية في بعض المناطق الأسبانية، ثم انتشر بقوة مع القرن الرابع (انظر تاريخ المسيحية في إسبانيا [الإسبانية]).
ومع دخول القرن الخامس لم تعد روما قادرة على احتواء غزوات الجرمان من السويبيون والوندال والألان الذين عبروا نهر الراين (31 ديسمبر 406) ودمروا الغال. وافق ماكسيموس [الإنجليزية] (أحد القادة العسكريين الذين طالبوا بالهيبة الإمبريالية الرومانية، وعده خصومه أنه مغتصب سلطة) على دمج هذه الشعوب في جيشه كمساعدين (من خلال معاهدة فيوديراتي). وسمح لهم بعبور جبال البرانس. ولكن استحالة إعطائهم أجورهم يعني الموافقة الضمنية على أنشطة النهب على أرض الواقع، رغم أن التوزيع المكاني كان يجب تنظيمه من خلال نظام محدد سلفا: فنظام حسن الضيافة [الإسبانية] نص على منح تلك الأرتال الكثير من الأراضي التي أُجبِر أصحابها المحليين على نقلها إليهم.
استقر القوط الغربيون (وهو شعب جرماني أكثر رومانية من سابقيه بسبب قرون من وجوده داخل الإمبراطورية)، استقروا في مقاطعة تاراكونينسيس. وكانت أربونة وبرشلونة مقرًا لبلاط أتولف لفترة وجيزة، حيث كانت زوجته الملكة الرومانية غالا بلاسيديا (التي اتخذها من السبايا خلال اجتياح روما). بعد أن أطاحت العاصفة بأسطول الملك واليا [الإنجليزية] الذي حاول عبور مضيق جبل طارق لتستقر فيه في إفريقية قرر الاتفاق مع الإمبراطور هونوريوس حسب فيوديراتي (418) الذي كلفه باستعادة سلطة الإمبراطورية في هيسبانيا (بالإضافة إلى استعادة غالا بلاسيديا). تمكن السويبيون من مقاومة هجمات القوط الغربيين، حيث استقروا في الجزء الشمالي الغربي من شبه الجزيرة وشكلوا مملكة السويبيين؛ بينما تمكن وندال من عبور مضيق جبل طارق، واستمروا في مسيرتهم نحو شمال إفريقيا. لم تكن نتيجة استعادة السلطة اعطائها للرومان، لكن إنشاء كيان سياسي مستقل تمامًا عن روما: مملكة القوط الغربيين في تولوز [الإسبانية]. لم يكن لسقوط الإمبراطورية الرومانية الغربية (476) أي تأثير على المقاطعات السابقة.

## العصور الوسطى المبكرة

مقاطعة هسبانيا الرومانية 409-429.
مملكة القوط الغربيين في تولوز في منتصف القرن الخامس.
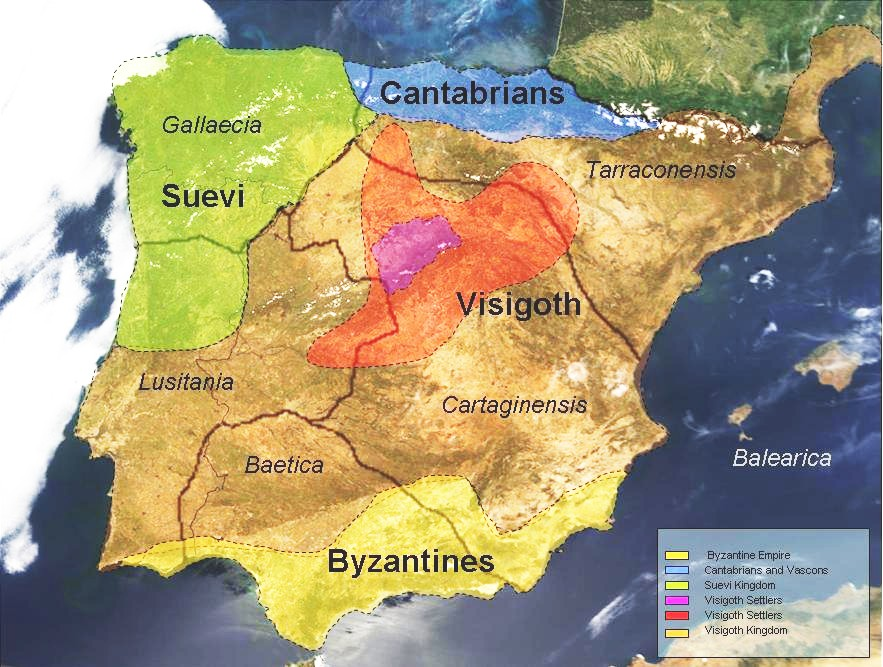
مناطق الاستيطان الرئيسية في القوط الغربيين باللون الأرجواني والأحمر.
في منتصف القرن السادس الميلادي كان نفوذ القوط الغربيين متمركز على الهضبة، ومقصورًا على قطاع عريض بين لوستانيا وسبتمانيا.
في عهد ليوفجيلد، فرض القوط الغربيون أنفسهم على السويبيين وبلدات من منطقة كانتابريا، واقتطعوا مناطق كبير من النفوذ البيزنطي.
التنظيم الإقليمي للمملكة القوطية في طليطلة في القرن السابع، والذي شمل فعليا كامل شبه الجزيرة.

### هسبانيا القوطية
أجبر القوط الغربيون بعد هزيمتهم أمام الفرنجة في معركة فوييه (507) على التراجع جنوبا. حيث استقروا بشكل رئيسي حول طليطلة ومناطق الهضبة (Campus Gothorum). وكانت هذه الاستراتيجية متوافقة مع المحافظة ليكونوا نخبة مهيمنة ومنفصلة بشكل صارم (بقوا في نسختهم الآريوسية للمسيحية ولم يُسمح بالزواج من السكان المحليين)، لكن أجبروا على ترك مساحات واسعة تحت سيطرة سيئة: ليست فقط مملكة السويبيين التي استقلت، ولكن أيضًا سلسلة جبال كانتابريا (التي تسكنها مجتمعات رومانية محلية صغيرة - أستوريين والكانتابريان وباسكونس) - وبييتيكا ولوستانيا (التي يسيطر عليها أرستقراطيين إسبان-رومان محليين الذين انتفضوا عدة مرات - إشبيلية وقرطبة وماردة). فقد عانت هسبانيا القوطية من حرب أهلية في عهد الملك أخيلا الأول (549–554)، فكان الشريط الساحلي بين أليكانتي وخليج قادس، إلى جانب جزر البليار وشمال إفريقيا هدفا لما أسماها جستينيان تجديد الإمبراطورية الرومانية فنظم حملة وأسس مقاطعة صغيرة أسماها مقاطعة إسبانيا تتبع الإمبراطورية البيزنطية على طول ساحل جنوب إسبانيا، وعاصمتها قرطاجو سبارتاريا [الإسبانية] حاليا كارتاخينا للسيطرة على طرق التجارة البعيدة. من خلال استثارة الحياة السياسية في تلك الفترة، تبيّن أنه في منتصف القرن السادس عشر قتل ملكان متعاقبان وعهدان قصيران للغاية (تيوديسيلو وأخيلا الأول).
اختار الملك أثاناجيلد [الإنجليزية] طليطلة لتكون عاصمته (سنة 567 وقد أشير إليها في كثير من الأحيان باسم مملكة القوط الغربيين في طليطلة [الإسبانية]. في فترة الملك ليوفجيلد (573-586) عزز سلطته ومملكته، فقام بالإصلاحات النقدية وأجرى سلسلة من الحملات العسكرية التي هزمت السويبيين والبيزنطيين. وقضى على تمرد ابنه هيرمينيجيلدو الذي اعتنق الكاثوليكية وحصل على دعم من بيتيكا في 584، حيث أعدمه بعد ذلك. ثم حكم بعده إبنه ريكاردو وشقيق هيرمينيجيلدو، فكان هناك التحول نحو الكاثوليكية عند الملك وزوجته الملكة بدو ومعظم طبقة النخبة القوطية (587)؛ لإحياء الدولة الطائفية الجديدة عقد المجلس الثالث لطليطلة (589)، الذي أدان الأريوسية رسميا. وكان عهد الحكام التاليين مختصرة ونهايات عنيفة. وتمكن سوينتيلا من طرد البيزنطيين سنة 620.
شهدت عهود شيندازيونث وابنه ريكسوينث [الإنجليزية] اتمام معظم كتاب قوانين القوط (اكتمل في 654). حيث اشتمل على القوانين القديمة التي وضعها الملوك السابقين، مثل ألاريك الثاني في كتابه قوانين ألاريك وليوفيغيلد، ولكنه ضم أيضًا العديد من القوانين الجديدة. يكاد هذا الكتاب ان يستند كليًا على القانون الروماني، مع اقتباسات نادرة من القانون الجرماني.
ثقافيًا كان هناك «إحياء قوطي» حقيقي مع شخصيات ذات تأثير مثل إلديفونسو دي توليدو أو براوليو دي سرقسطة أو إيزيدور الإشبيلي (علم أصول الكلام، 627-630) وإخوانه لياندرو وفولجينسيو وفلورنتينا (القديسين الأربعة في كارتاخينا)، وكان ذا تأثير على بقية أوروبا (من خلال إحياء عصر النهضة الكارولنجية) وحملات الاسترداد المستقبلية للممالك المسيحية. وتوسعت الحياة الرهبانية بخصوصياتها وطقوسها الإسبانية التي تطورت وظلت متباينة عن الرومانية. لقد كان تحويل السويبيون إلى الكاثوليكية قبل القوط الغربيين في سياق ديني متعدد الأوجه (وجود الآريوسية والبريسيلية والوثنية)، وشخصيات مثل القديس مارتن دي براغ ومجالس براغا.
تميز فن القوط الغربي وخصوصًا هندسته المعمارية وصياغة الذهب، بين المظاهر الفنية في الغرب في ذلك الوقت.
«لاينتمي الأندلس إلى إسبانيا المسيحية الرومانية، ولا إلى حضارة إسلامية موحدة متناسقة ومتجانسة. والسبب في ذلك هو أن خصوصية الأندلس أتت من الانصهار بين عناصر متعددة، والتي كان الكثير منها موجودًا فيها قبل 711، أما الآخرون فهم من أصول متنوعة مثل الجزيرة العربية وبلاد فارس وشمال أفريقيا والممتلكات البيزنطية القديمة في الشرق الأوسط والصقالبة».

### الأندلس

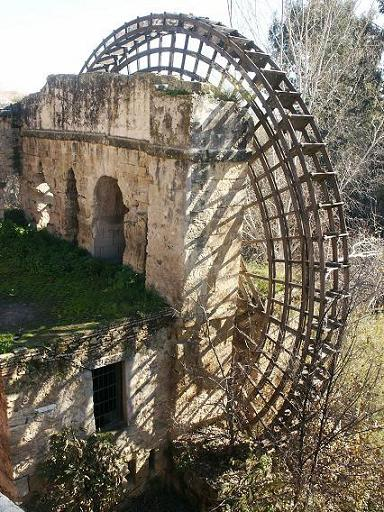
النواعير تضخ المياه لتشغيل مطحنة البولافيا (قرطبة) ذات أصل روماني وعدلت في زمن الخلافة. وعدت أهم مطحنة لصنع الورق في أوروبا في العصور الوسطى. كانت ثقافة المياه أساسية في أسبانيا المسلمة.

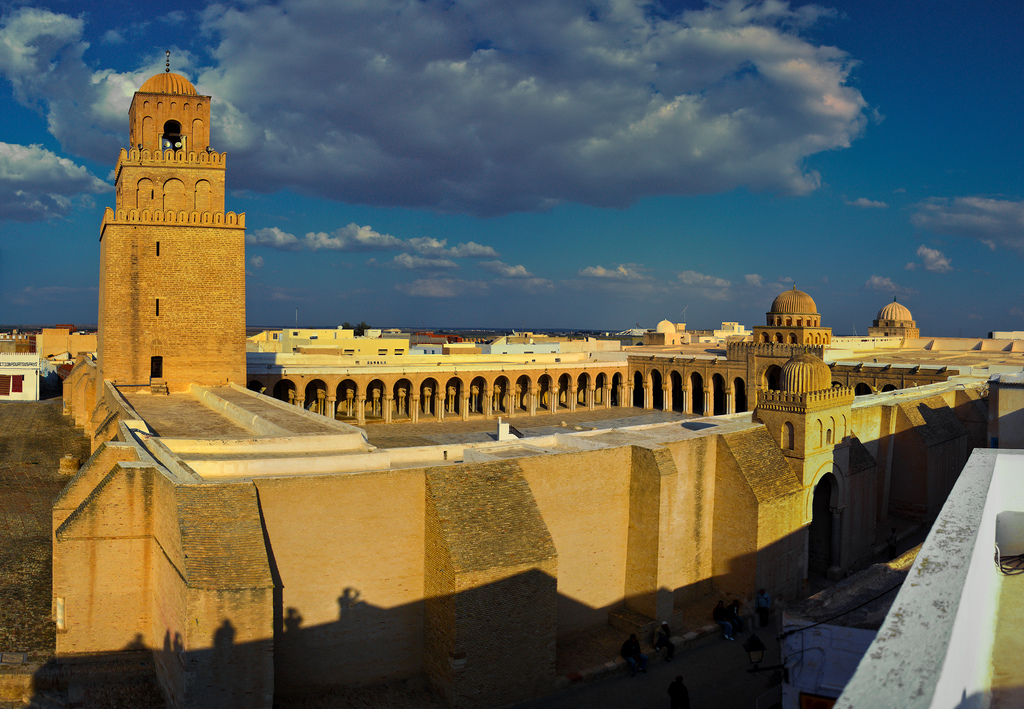
جامع القيروان الكبير في إفريقية (قرطاج السابقة تونس الآن)’ كانت المركز السياسي للغرب المسلم (المغرب العربي) في النصف الأول من القرن الثامن ونموذج لمسجد قرطبة.

#### الفتح الإسلامي
في سنة 702 تولى غيطشة العرش القوطي، وفي خضم مجاعة كبيرة اشتبك أنصاره مع أنصار الملك السابق إرفيجيو بقيادة لذريق وهو حفيد الملك شيندازيونث. وعند وفاة الملك غيطشة سنة 710 أعلن لذريق نفسه ملكًا على البلاد، بينما أعلن أنصار غيطشة بأن ابنه أخيلا الثاني هو الملك.
وبينما كان لذريق في طريقه إلى بنبلونة لإخماد التمرد، كانت الجيوش المسلمة بقيادة طارق بن زياد تعبر المضيق، بتواطؤ مع يوليان كونت سبتة (زعم أن لذريق كان قد أساء معاملة ابنته فلوريندا لا كافا في طليطلة). فجمع لذريق قواته لمعركة وادي لكة ولكنه تعرض للخيانة من أبناء غيطشة والأسقف أوباس الذين سهلوا انتصار المسلمين وتمددهم بالبلاد. قرر موسى بعد أن رأى أن الجيش الإسلامي لم يكن كافيًا للدفاع عن المنجزات المكتسبة، ولا بد من دعم طارق بن زياد بمدد عسكري رأسه بنفسه. فغادر القيروان في رجب 93هـ / أبريل 712م بجيش قوامه 18,000 رجل - وقيل عشرة آلاف - ومعظمهم من العرب. فعبر مضيق جبل طارق وعسكر في الجزيرة الخضراء في رمضان من نفس العام حيث وزع المهمات العسكرية على قادته. وبدأت رحلته الاستكشافية، التي كان هدفها طليطلة، ومضى عبر قرمونة وإشبيلية وماردة إلى أن التقى بطارق في مقاطعة طليطلة وواصلوا احتلال وادي إبرو وأستورياس وجليقية دون أن يجدوا أي مقاومة.
تمكن عبد العزيز بن موسى ومن تبعه من ولاة الدولة الأموية من السيطرة على جميع شبه الجزيرة تقريباً بحلول عام 714 أو 716. بل إنهم تجاوزوا جبال البرانس، وانتهوا بمركز القوط الغربي لأربونة (الملك أردون خليفة أخيلا الثاني سنة 720 مما جعلهم بمواجهة مملكة الفرنجة التي أوقفتهم في معركة بلاط الشهداء سنة 732.

#### ولاية الأندلس
تم تنظيم الأراضي التي تم فتحها عن طريق اتفاقيات الاستسلام التي سمحت بالفتح والتكامل السريع لمجتمعات كاملة دون تغيير عمليًا في الهيكل الاجتماعي أو السياسي الجديد. قامت مجموعات أخرى بتأسيس اتفاقيات مع الولاة، اعتناق الإسلام والحفاظ على التزامات معينة. تم منح درجات مختلفة من الحكم الذاتي المحلي للنبلاء ودفع الضرائب لكل السكان، وفقا لدرجة التقارب التي أظهروها. لم تكن هناك إرادة مبدئية لفرض الدين الإسلامي، على الرغم من الانتقال الكثيف للإسلام بين السكان، مما أدى إلى ظهور سكان مسلمين من أصول هسبان-رومان وقوط: وسموا بالمولدون (مثل كونت كاسيوس الذي ترجع إليه سلالة بنو قسي القوية، الذين سيطروا على وادي إبرو وحافظوا على علاقات لينة مع المسيحيين غير الخاضعين في الشمال - ممن لديهم علاقات القرابة- حتى تحالفوا ضد القوة المركزية في قرطبة). وأولئك الذين ظلوا مسيحيين، لكنهم وافقوا على الخضوع للحكم الإسلامي الجديد، يُطلق عليهم اسم المستعربون (مثل ثيوديمير، الذي سُمح له بالحفاظ على منطقة واسعة في الجنوب الشرقي - ماسمي كورة تدمير-).
احتفظ الحكام المسلمون ببعض الحاميات العسكرية في النقاط الإستراتيجية، (التي كان هدفها الرئيسي هو ضمان تحصيل الدخل). وتمكنوا من دراسة أسماء المواقع الجغرافية لبناء القلاع. في وادي نهر دويرة تمت محاولة توطين وحدات الآمازيغ؛ وإعادة تعمير مستوطنات مهجورة من سكانها الأصليين منذ فترات طويلة حتى من عصر ماقبل الرومان. وتقوية تلك الجيوب بالقلاع، ولكن كان توجيهها هو الحفاظ على استقلال معين ضد قرطبة أكثر من الدفاع عن المسيحيين في الشمال.
تم جمع الضرائب وتوزيع الغنائم عن طريق تقسيم الأصول إلى فئتين: الممتلكات المنقولة (أموال) والعقارات (الأراضي وخاصة المستزرعة) مع نظام ضريبي مختلف لكل حالة. تشدد النظام المالي بدءا من 730، في منعطف حرج من فترة محاصيل سيئة تزامنت مع انتفاضة البربر (التي بدأت في شمال أفريقيا وتحولت في عام 740 إلى ثورة كبيرة أثرت على شبه الجزيرة الإسبانية بأكملها). سعت الأقلية العربية الرائدة إلى الحصول على دعم من القاعدة السياسية للغرب الإسلامي (المغرب العربي)، التي كانت موجودة في إفريقية (القيروان - سابقا قرطاج - تونس الآن)، بما في ذلك المدد العسكري من الشام. تم القضاء على التمرد لكنه أدى إلى هجر البربر من النقاط الاستراتيجية في شبه الجزيرة مثل وادي دويرة، وتمركزوا حول ماردة. تسبب هجر البربر وادي دويرة بالإضافة إلى الحملات الأستورية (ألفونسو الأول) بأن حفزت السكان المحليين على النزوح نحو جبال كانتابريا. أدى ازدياد المطالبات المالية لتلبية احتياجات الحكومات المسلمة المحلية بسبب انخفاض عدد السكان غير المسلمين إلى خرق اتفاقيات الاستسلام القديمة لعدم الحاجة لها.

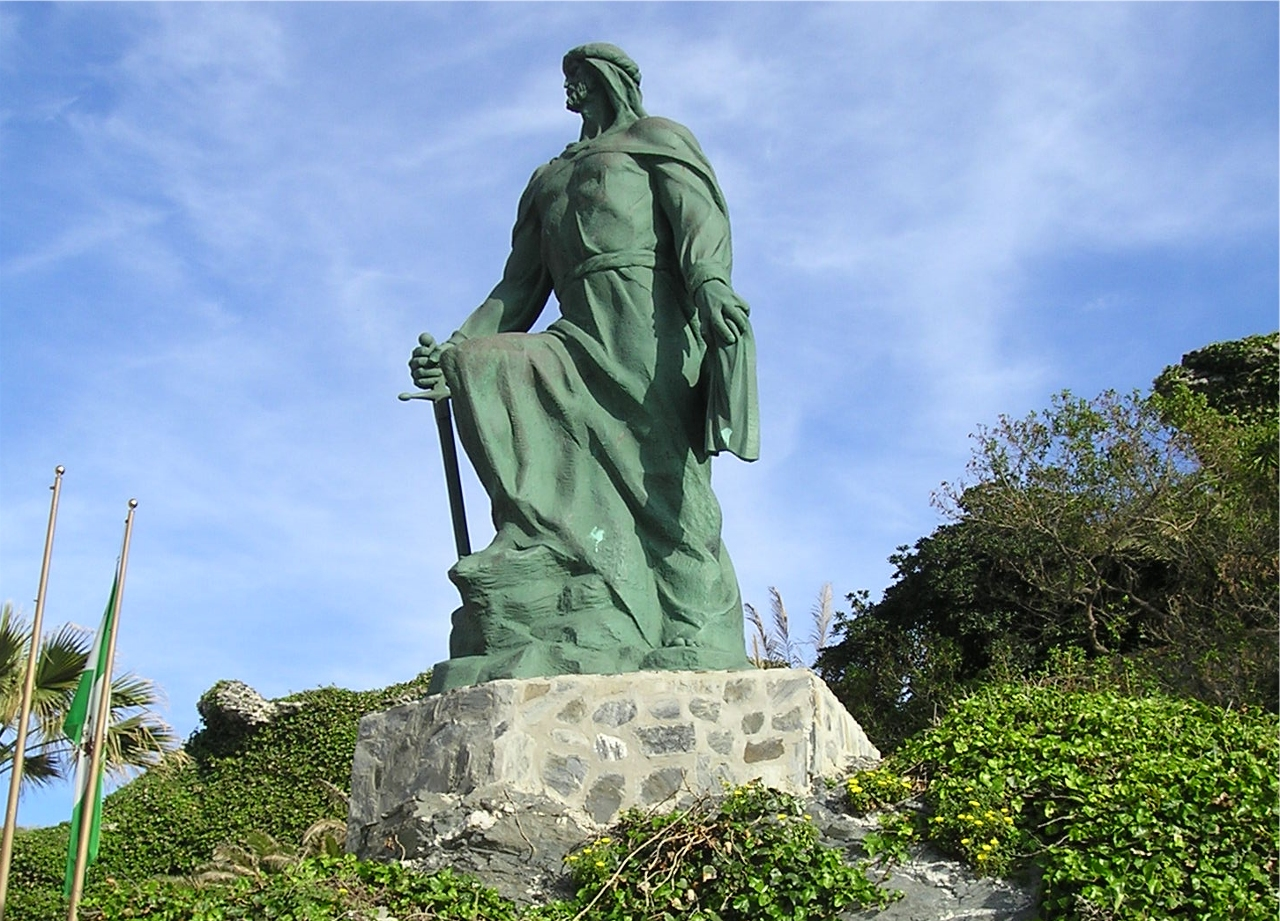
تمثال الأمير عبد الرحمن الداخل في المنكب.

التقسيم الإداري للكور في أواخر حكم الإمارة.

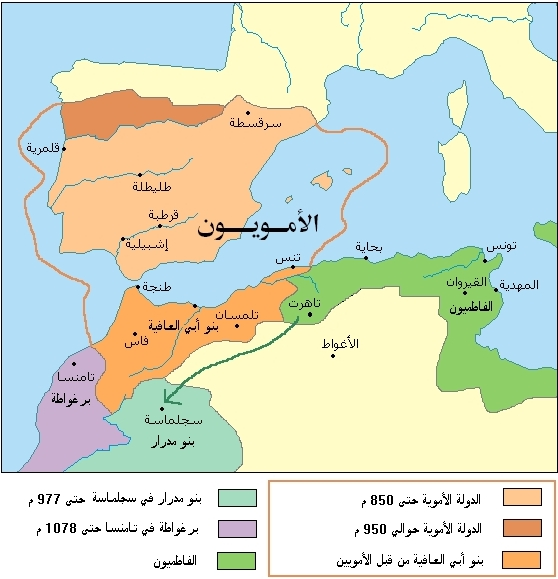
خريطة الدولة الأموية بالأندلس والدويلات التي عاصرتها بعد أن دب الضعف في الخلافة العباسية ببغداد.

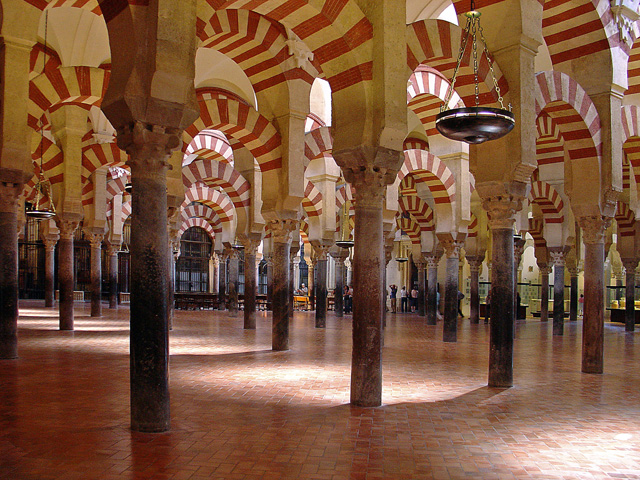
مسجد قرطبة.

#### الإمارة الأموية المستقلة
في 11 جمادى الآخرة 132هـ / 25 يناير 750م انهارت الدولة الأموية بعد هزيمة آخرُ الخلفاء الأمويين مروان بن محمد في معركة الزاب أمام العباسيين، ودخل هؤلاء دمشق للقضاء على من تبقى من أمراء بني أمية، لكن أحد هؤلاء الأُمراء وهو عبد الرحمن بن معاوية نجا من المذبحة ويمم وجهه صوب المغرب على أمل الاستقرار في ربوعه بعيدًا عن مركز نفوذ العباسيين في العراق. وكان عبد الرحمٰن هذا يخطط لِإنشاء دولة للأُمويين في ولاية أفريقية نظرًا لكثرة من هرب إليها من بني أُمية، لكن واليها الأساسي عبد الرحمن بن حبيب الفهري كان قد خطط للاستقلال بها أيضًا، وشدد في معاملة الأُمويين وصادر أموالهم وقتل بعضهم، فآثر عبد الرحمٰن بن معاوية مغادرة الولاية وتوجه بطموحه إلى ولاية الأندلس التي وجد فيها الفرصة الأكثر منالًا من المغرب وأفريقية. وكانت الأندلس في ذلك الوقت تتعرض لهجمات جيرانها المسيحيين في الشمال، وكان من العسير على الأندلُسيين الاتفاق على زعيمٍ يلتف الجميع حوله بسبب النزاعات المتواصلة بين القبائل المضريَّة واليمانيَّة. وشرع عبد الرحمٰن بن معاوية يعمل على استغلال الموقف لِمصلحته، فأرسل مولاهُ بدرًا إلى الأندلُس ليحشد أنصارا له، فاجتمع زُعماء الموالي فأرسلوا مركبا ينقله إلى الأندلس، فوصل إلى ثغر المنكب في ربيع الآخر سنة 138هـ / سپتمبر 755م. فأحدث دخوله الأندلُس رد فعل إيجابي فتوافدت عليه الناس للسلام والبيعة. ثم دخل قرطبة واستقر في قصر الإمارة، وبايعه الناس البيعة العامة، ثم أدى صلاة الجمعة في المسجد الجامع، وخطب بالناس معلنا قيام الإمارة الأُموية. واتبع سياسة حكيمة تجاه الدولة العباسية في بداية عهده، فلم يعلن الانفصال عنها بدايةً لكي لا يثير الشعور العام على الرغم من كرهه الشديد لهم، فدعا للخليفة العباسي أبي جعفر المنصور، ولكن لمدة قصيرة لم تتجاوز عشرة أشهر، حيث قطع الدعاء للعباسيين وأعلن انفصال الأندلس عنهم، واستقلالها بأُمورها، وأضحى اسمه، ومن جاء بعده من بنيه يذكر فوق منابر الأندلس.
وقد شهد عهد الإمارة الأموية عدد من القلاقل تمثلت بعدة ثورات، اتخذ بعضها طابعا عرقيا وبعضها كان ديني أو اجتماعي، ومن تلك الثورات على سبيل المثال: ثورة البربر في شنتبرية بِقيادة شقيا أوسفين بن عبد الواحد المكناسي البربري الذي ادعى أنه من نسل الإمام الحسين بن علي، فعُرف بالفاطمي، واستطاع من خلال اعتناق المذهب الشيعي أن يستغل الشعور الديني القوي في الثغرين الأوسط والأدنى، وتنظيم حركة سياسية دينية، وربما نسق مع الدعاة الفاطميين في شمالي أفريقيا. وقد امتدت تلك الثورة ثماني سنوات (152 - 160هـ / 769 - 777م). كذلك شهد هذا العهد محاولة الفرنجة بقيادة الإمبراطور شارلمان غزو الأندلس بعد أن اتفق مع سليمان الأعرابي حاكم برشلونة ومعه الحُسين بن يحيى الأنصاري زعيم سرقسطة اللذين ثارا على السلطة المركزية، لكن المحاولة فشلت، وأُخذ الأعرابي أسيرًا إلى بلاد الفرنجة، وقتل الأنصاري. عاود الفرنجة هُجومهم على الأندلُس بعد بضع سنوات، وفي هذه المرَّة تمكنوا من السيطرة على برشلونة، فكانت تلك ضربةً قاسية للمُسلمين، بحيث فقدوا شطرًا هامًا من ثُغورهم القريبة من جبال الپرينيه، وفشلت جميع مُحاولاتهم في استعادتها. بالمُقابل نجح الفرنجة في فرض سيطرتهم على الأراضي الإسلاميَّة المُمتدَّة على طول الحافَّة الجنوبيَّة من تلك الجبال، واتخذوا المدينة قاعدة انطلاق للاستيلاء على المُدن المُجاورة. وفي سنة 229هـ / 844م، حاول النورمان غزو الأندلُس عبر مدينة أشبونة الواقعة على السَّاحل الغربي، فصدَّهم والي المدينة، لكنَّ غاراتهم استمرَّت طيلة شهرين من الزمن وكادت أن تتعرَّض فيها سلامة البلاد لِخطرٍ مُحقَّق لولا يقظة الأمير عبدُ الرحمٰن الأوسط وقادته وحُسن استعدادهم العسكري، فهُزم النورمان شرَّ هزيمة واضطرَّ ملكهم إلى طلب الصُلح، وأُبرم تفاهمٌ بينهم وبين المُسلمين. كذلك شهدت هذه الفترة ثورةٌ لعلَّها الأشهر في تاريخ الأندلُس هي ثورة عُمر بن حفصون، التي استمرَّت حتَّى سنة 316هـ، بعد عشر سنواتٍ على وفاة عُمر بن حفصون نفسه. ومُنذُ أواخر القرن الثاني الهجري، نشط المُجاهدون الأندلُسيّون فكثَّفوا غاراتهم عبر البحر ضدَّ أراضي الإمبراطوريَّة الكارولنجيَّة. وتطوَّرت هذه الغارات في الرُبع الأخير من القرن الثالث الهجري نحو الاستقرار في جهات فرنسا الجنوبيَّة. ففي سنة 276هـ / 889م، اشتدَّ عود البحريَّة الإسلاميَّة، واضطربت الأوضاع في فرنسا بسبب انتقال السُلطة من الأُسرة الكارولنجيَّة إلى أُسرة كاپييه، فانقضَّ المُسلمون على إقليم پروڤانس وسيطروا عليه، ثُمَّ تخطوه في أواخر القرن الثالث الهجري وتقدموا شمالًا في عُمق الأراضي الفرنسيَّة، وأضحى نُفوذهم بِنهاية القرن سالِف الذكر يمتد من لانجدوك غربًا إلى مشارف الأراضي السويسريَّة شمالًا، ثُمَّ إلى الأطراف الغربيَّة من إيطاليا شرقًا، فتحكَّموا بذلك في مُعظم ممرات جبال الألب، وسيطروا على طريق المُواصلات بين فرنسا وإيطاليا.
تلى تلك المرحلة مرحلة من الاضطراب في عهد محمد بن عبد الرحمن وولديه المنذر وعبد الله نتجت عن ذلك تعرض الإمارة إلى عدد من الثورات الداخلية من المولدين والمستعربين والبربر وبعض القبائل العربية، والتي نجحت في تأسيس إماراتهم شبه المستقلة التي كانت لا تخضع لسلطة الدولة إلا بالاسم بنو قسي وبنو تجيب ومحمد بن عبد الملك الطويل وعبد الرحمن بن مروان الجليقي في الشمال، وأخطرهم عمر بن حفصون الذي تمرد على الدولة في الجنوب. إضافة إلى الهجمات الخارجية من النورمان والممالك المسيحية في الشمال في محاولة استعادة الأراضي التي دخلت تحت الحكم الإسلامي. وفي ظل حالة التمرد الداخلية والهجمات الخارجية ضعفت سلطة الدولة على أراضيها حتى انحسرت سلطة الأمير عبد الله بن محمد فقط على قرطبة وأحوازها.

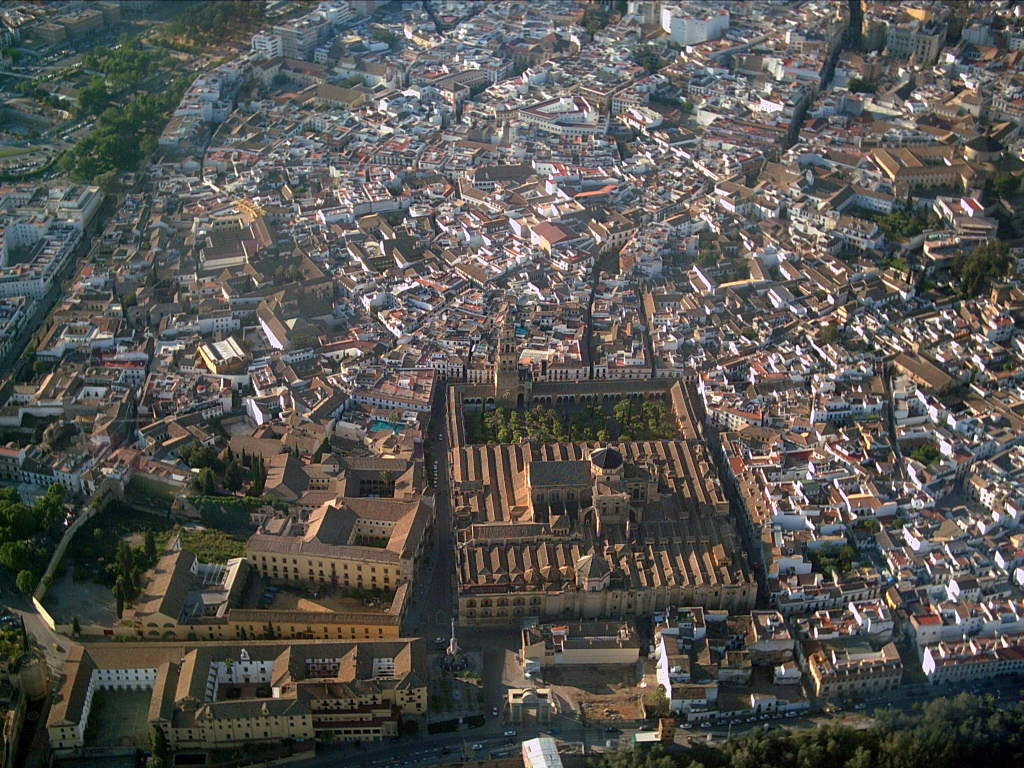
مشهد جوي لقرطبة. وكان تعداد سكانها في سنة 1000 أكثر من أربعمائة ألف نسمة، مما جعل عاصمة الخلافة الأموية أكبر مدينة في أوروبا وواحدة من أكبر مدن العالم، بل وأكثر سكانًا من قرطبة الحالية.

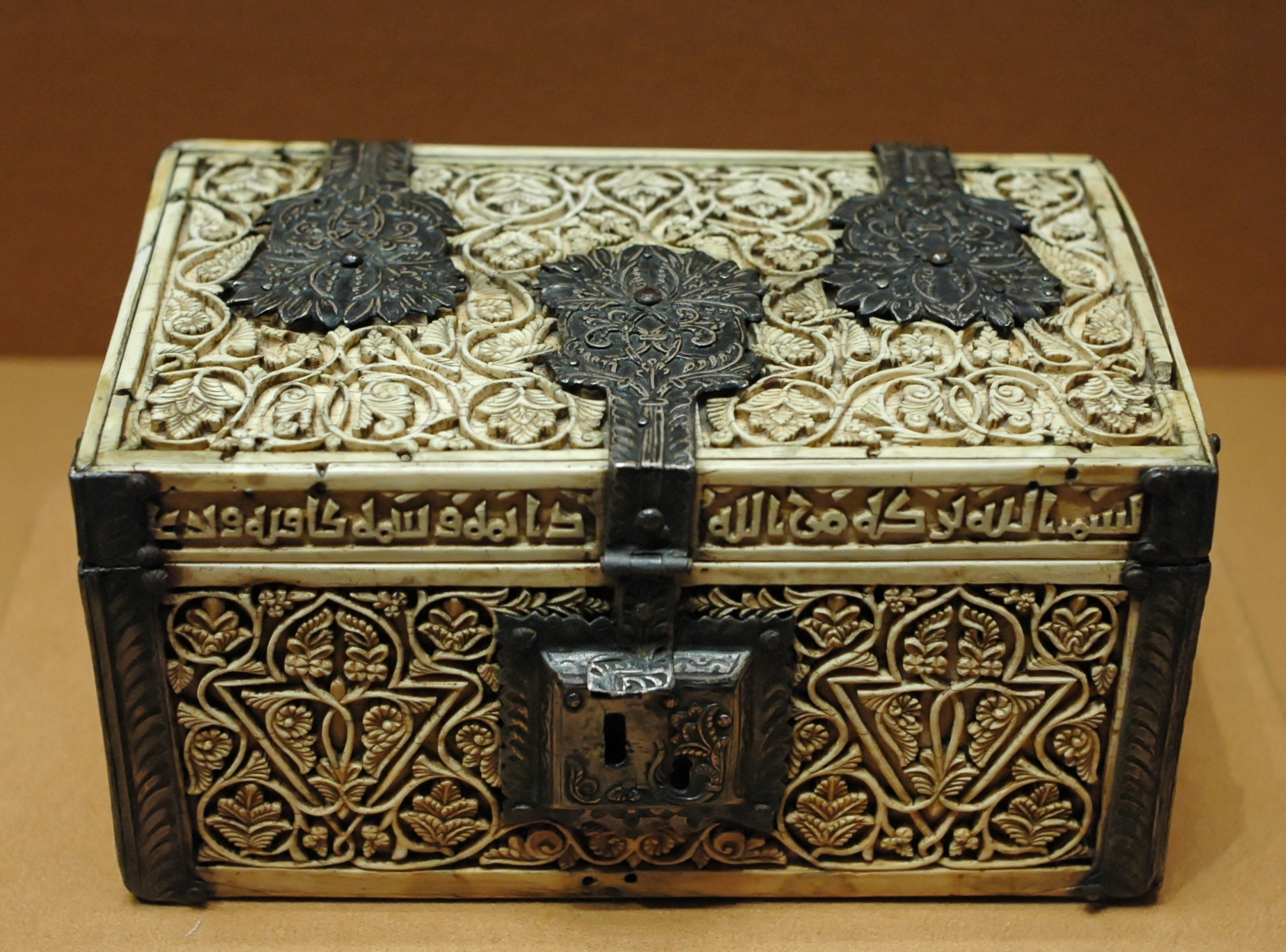
صندوق من مدينة الزهراء.

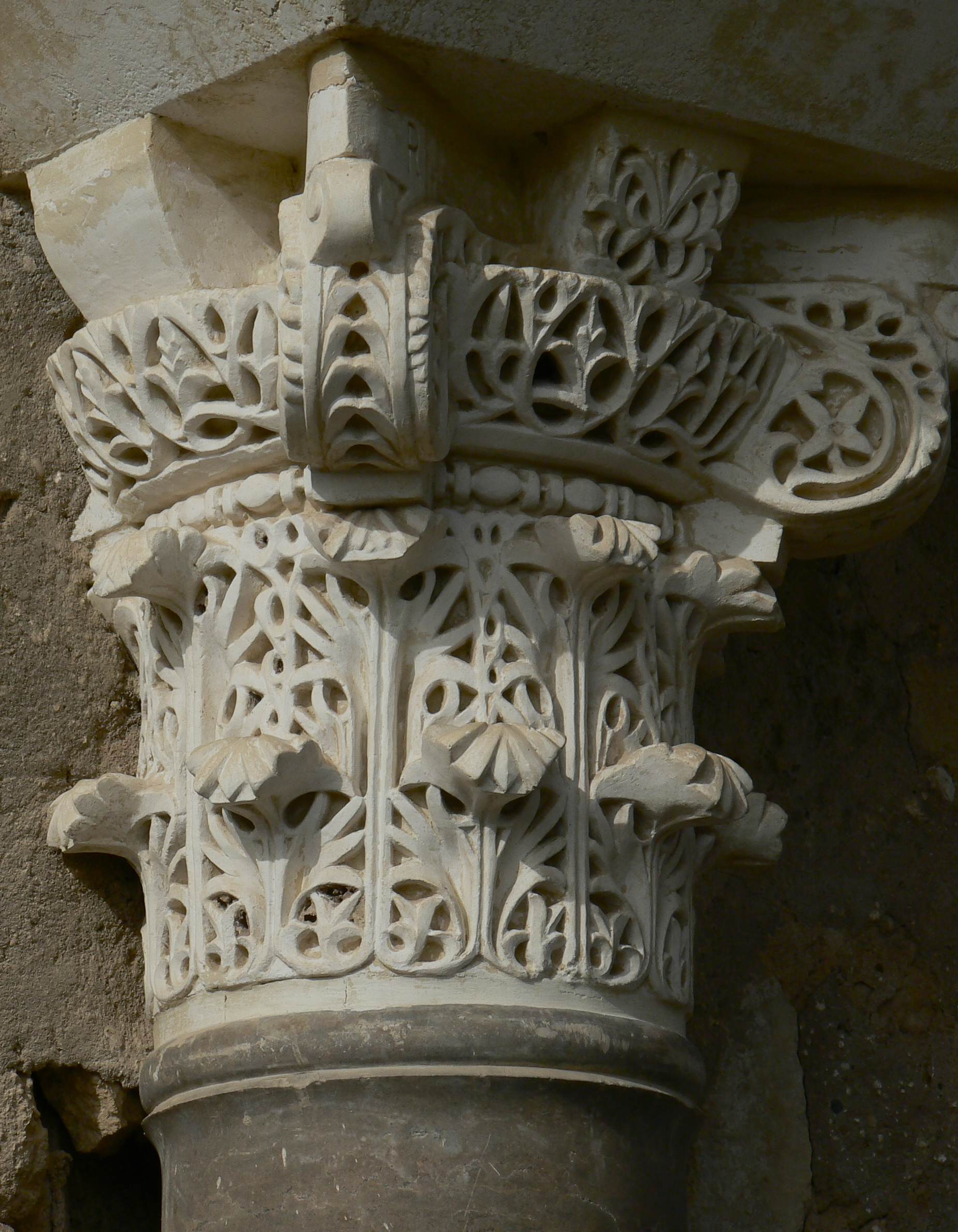
عمود رخام من مدينة الزهراء.

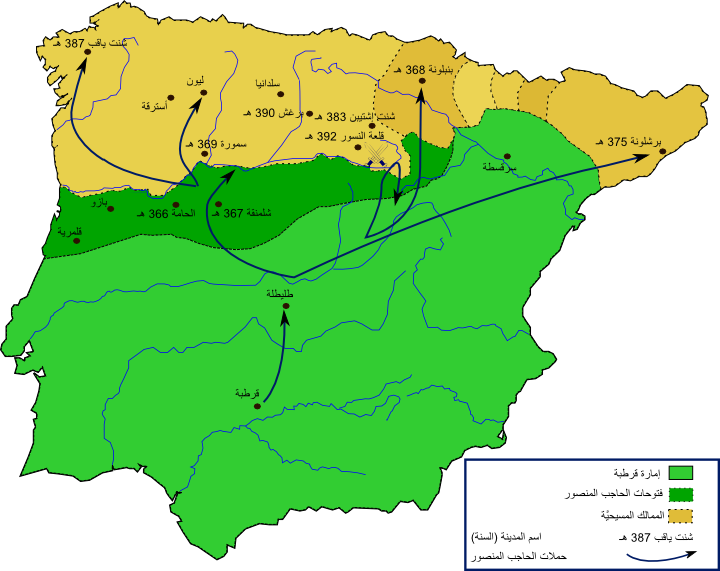
خط سير المنصور في حملاته ووجهاته التي سلكها والأراضي التي ضمها للدولة في عهده (باللون الأخضر الغامق).

#### خلافة قرطبة
مع تولى الأمير عبد الرحمن بن محمد الحكم عام 300 هـ، خاض حروبًا طويلة استطاع بعدها استعادة السيطرة على البلاد تحت سلطة مركزية في قرطبة. بل وامتدت سلطته إلى أجزاء من شمال المغرب الأقصى الذي تسابق أمرائه في الدخول في ولائه. وأمام خطر نشأة الدولة الفاطمية في شمال أفريقية، أعلن عبد الرحمن بن محمد في عام 316 هـ/929 م نفسه خليفة على الأندلس، وتلقب بالناصر لدين الله، ليقوي مركزه الديني في مواجهة الدولة الفاطمية في شمال أفريقية. وكذلك حصّن الناصر الموانئ الجنوبية للأندلس، وضم موانئ المغرب المطلة على الأندلس في مليلة وسبتة وطنجة، وقام بدعم البربر المعادين للفاطميين في المغرب ماديًا وعسكريًا، وفي الوقت نفسه استطاع التصدي لأطماع الممالك المسيحية في الشمال.
وقام الخليفة عبد الرحمن الناصر أيضًا بتعديل التنظيم العسكري، حيث أدخل في الجيش البربر والصقالبة (مصطلح يشير إلى «العبيد» الذين تم شراؤهم في الأسواق الأوروبية، خاصة أولئك الذين يعرفون ببشرتهم الفاتحة والشعر الأشقر، مما أدى إلى ظهور مصطلح السلافية أو الصقالبة، على الرغم من أن الجميع لن يكون من هذا الأصل العرقي). وكذلك لم يقتصر برنامج البناء حول قرطبة على توسعة المسجد (تقليد بدأ مع عبد الرحمن الداخل وحافظ عليه جميع الأمراء والخلفاء من ورائه)، ولكنه شمل بناء مدينة فخمة بالكامل من الروعة الأسطورية: مدينة الزهراء الذي اراد بها ابهار السفارات التي جاءت من جميع أنحاء العالم المعروف.
عرفت البلاد أوجها الثقافي في عهد ابنه الحكم الذي واصل سياسات أبيه، وكان عهده عهد ثقافة وعمران. فأصبحت خلافة قرطبة قوة اقتصادية وعسكرية كبيرة، مما ساعد على ازدهارها ثقافيا حيث وصلت إلى عصرها الذهبي الحقيقي: ليس عند الخلفاء فقط، ولكن عند عدد كبير من الشخصيات من النخبة الاجتماعية، الذين تنافسوا على الإحاطة حولهم بمجموعات صغيرة من الشعراء والموسيقيين، والمكتبات الكبيرة (لم يكن مقصد أكثرهم من جمع الكتب هو لتوسيع المعرفة بل للوجاهة). فقد اهتم الأمير عبد الرحمن بن الحكم الذي كان شغوفًا بجمع الكتب بنقل الثقافة من المشرق إلى قرطبة، فأرسل شاعره ووزيره عباس بن ناصح الجزيري إلى المشرق، للبحث عن الكتب القيمة واستنساخها، وهي النواة التي تكونت منها بعد ذلك منها مكتبة قرطبة، وهي الهواية التي شاركه فيها الخليفة عبد الرحمن الناصر وابنه الحكم المستنصر بالله الذي وصل عدد الكتب في مكتبته إلى 400,000 كتاب، بل واهتم الحكم أيضًا باستجلاب العلماء ورواة الحديث من الأقطار، وكان يحضر مجالسهم ويروي عنهم. لم يقتصر دور أمويي الأندلس على رعاية الأدب، بل كان منهم الشعراء كيعقوب وبشر ابني الأمير عبد الرحمن بن الحكم وأبو عبد الملك مروان بن عبد الرحمن بن مروان بن عبد الرحمن الناصر المعروف بالطليق. كانت مدرسة مسجد قرطبة في زمن هشام المؤيد بالله مركزًا للمعرفة وربما تتفوق على غيرها من المراكز العلمية المماثلة في العالم الإسلامي، وتتفوق كثيرًا على المدارس الرهبانية والكاتدرائية غير المستقرة في أوروبا المسيحية المعاصرة (مقارنة مع المفاهيم اللاحقة لجامعات القرون الوسطى والتي تتم في كثير من الأحيان، هي مقارنة تاريخية لالزوم لها).
إلا أن الحكم المستنصر بالله أخطأ حين اختار ابنه الوحيد الطفل هشام المؤيد بالله لولاية عهده الذي استغل بعض رجال الدولة كالحاجب جعفر بن عثمان المصحفي وصاحب الشرطة محمد بن أبي عامر صغر سنه وعدم قدرته على الحكم في سنه الصغيرة، وفرضوا على الخلافة وصاية أم الخليفة صبح البشكنجية، واستأثروا هم بكل السلطات. ثم انفرد محمد بن أبي عامر بكل السلطات بعد أن تخلص من كل شركائه في الحكم الواحد تلو الآخر وحجر على الخليفة الطفل، لتبقى بذلك السلطة الإسمية فقط للخليفة، والحكم الفعلي لابن أبي عامر الذي تلقب بعد ذلك بالحاجب المنصور.
استطاع الحاجب المنصور أن يؤسس دولة داخل الدولة حتى أن بعض المؤرخين سمَّاها «الدولة العامريَّة». تميزت تلك الفترة بوجود تطور اجتماعي جديد بسيطرة البربر على المناصب القياديَّة في الجيش وكثرة عددهم واختفاء القيادة العربيَّة من الجيوش. استمرَّت سيطرة العامريين على الحُكم طوال عهد الخليفة هشام المُؤيَّد بالله، حيثُ خلف الحاجب عبد الملك المُظفَّر بالله أباه المنصور سنة 392هـ في كافة سُلطاته ومناصبه، ثُمَّ خلفه أخاه عبدُ الرحمٰن شنجول بعد وفاته سنة 399هـ، الذي لم يمض شهر على توليه الحجابة، حتى أجبر الخليفة على إعلانه ولاية العهد لشنجول. أثار ذلك حنق الأُمويين في الأندلُس بعد أن رأوا في ذلك اغتصابٌ لِحقِّهم في حُكم البلاد، واستطاع أحد أُمرائهم ويُدعى مُحمَّد بن هشام أن يُدير انقلابًا في جمادى الأولى سنة 399هـ على حكم المُؤيِّد وشنجول، ويطيح بهما من سُدَّة الحُكم، ويعُلن نفسه الخليفة الجديد. حرص مُحمَّد بن هشام على التنكيل بالعامريين والبربر الذين كانوا عماد جيش الحاجب المنصور، مما دعا الفتيان العامريين إلى الفرار إلى شرق الأندلُس، وتأسيس إمارة في تلك الأرجاء، بينما التف البربر حول أميرٍ أُمويٍّ آخر يُدعى سُليمان بن الحكم الذي ثار على الخليفة، ونجح في اقتلاعه من منصبه وإعلان نفسه خليفة في ربيع الأول سنة 400هـ، لِتدخل الأندلس فترة من القلاقل تصارع فيها الأمويين والبربر والحموديين على السُلطة. وقد استمرت الفتنة أكثر من عشرين عامًا حتى سنة 422هـ حيثُ سقطت الخِلافة في الأندلس نهائيًا، وتفتت الدولة إلى دُويلاتٍ صغيرة عُرفت تاريخيًا بِدُول الطوائف.

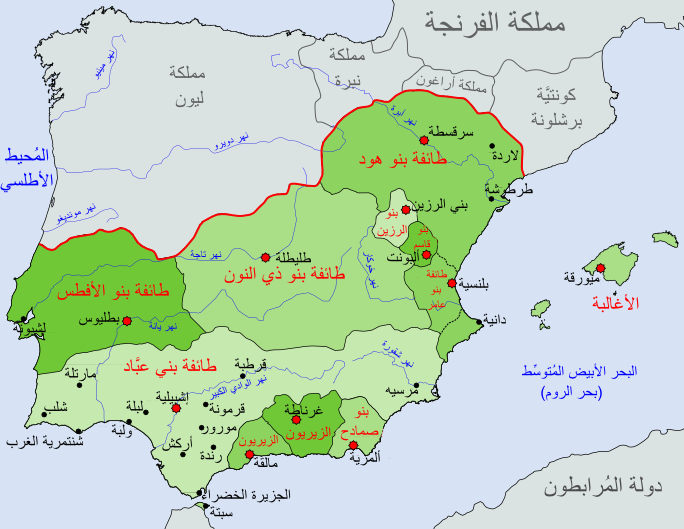
دويلات الطوائف الأندلسية سنة 1080م.

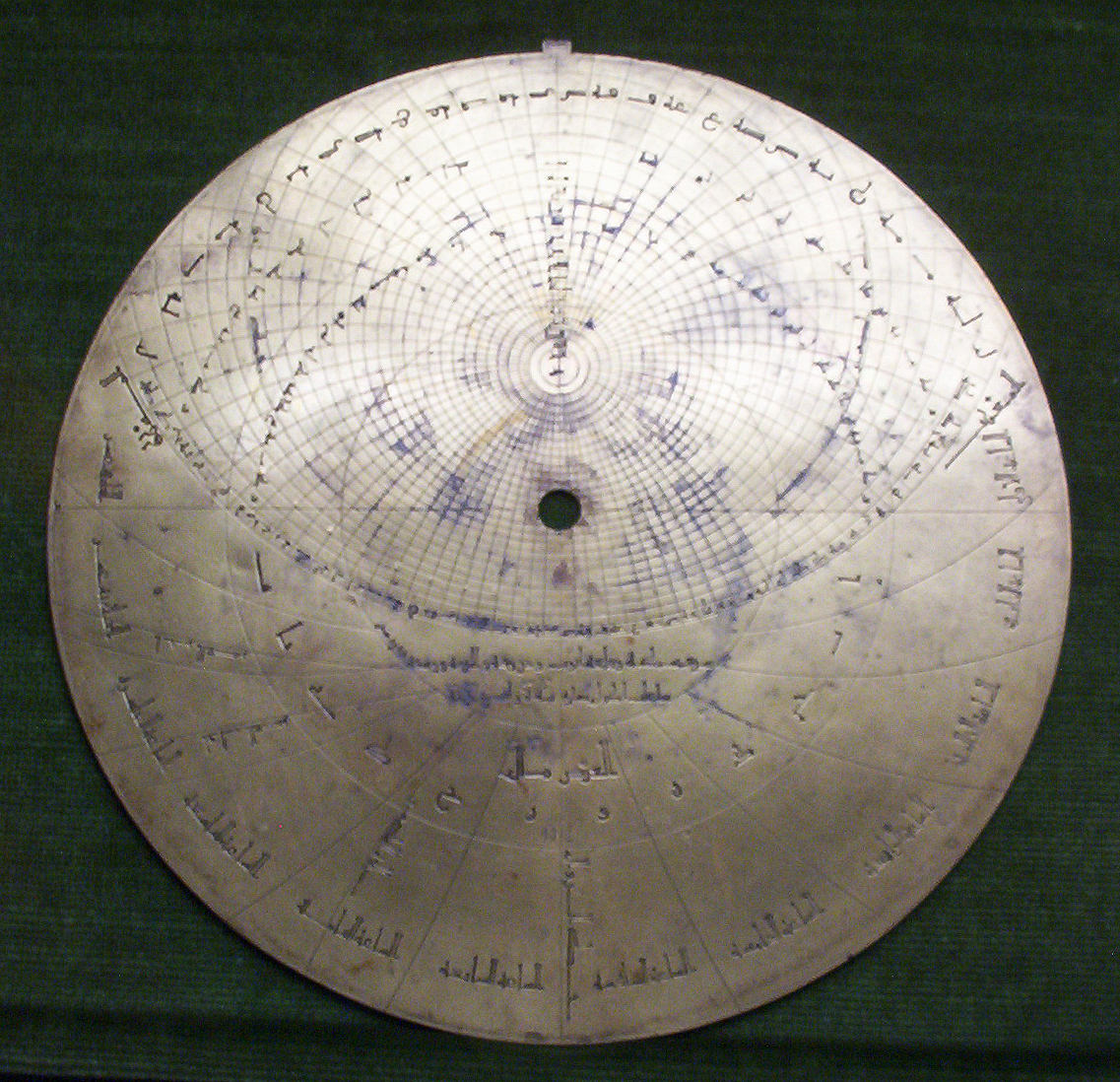
أسطرلاب أندلسي سنة 1067.

#### فتنة الأندلس وظهور ملوك الطوائف
في عام 1008 قام عبد الملك ابن المنصور بغارته العقابية الأخيرة ضد نصارى الشمال لأخذ الغنائم وجمع الضرائب أصابه مرض مفاجيء في مدينة سالم، فعاد أدراجه إلى قرطبة، وما لبث أن توفي في 17 صفر 399 هـ / 20 أكتوبر 1008 وخلفه أخاه عبد الرحمن، وسط تكهنات بأنه مات مسمومًا بتحريض من أخيه غير الشقيق عبد الرحمن شنجول. ولكن مالبثت أن اندلعت الثورات والانتفاضات سنة 1009 و 1010، التي قام بها محمد الثاني المهدي، بمساعدة المرتزقة المسيحيين الذين وفرها لهم ريموند بورل كونت برشلونة وإرمنغول كونت أورغل في آخر أزمة للخلافة. على الرغم من أن الثورات لم تتوقف حتى وفاة هشام المؤيد بالله (1031)، إلا أن العديد من المناطق قد استقل بها حكام الكور (التي كانت تدار من الإمارة بكثير من الحكم الذاتي والتنوع العرقي والقبلي) وكانت تسمى بالطائفة وفرض على قادتهم ألقاب مزيفة مثل الوالي أو الأمير.
فظهرت طوائف حكمها البربر (طائفة بطليوس وطائفة طليطلة وطائفة غرناطة) وطوائف حكمها الصقالبة أو السلاف (تلك الموجودة في شرق إسبانيا) مثل طائفة ألمرية وطائفة دانية والجزائر الشرقية. لقد أحاطت النخب البيروقراطية أو ملاك الأراضي أو الأصل العسكري بأنفسهم بقوات مسلحة وشكلوا أرستقراطية جديدة تم تعريبهم أو تقديمهم بأنهم عرب بغض النظر عن أصلهم العرقي الحقيقي وفرضوا أنفسهم على غالبية السكان المولدين والبربر.
في حين بدأ المجتمع الأندلسي بالتطور إلى تعقيد سياسي واجتماعي كبير وصقل ثقافي، ازدادت الاحتياجات العسكرية. فلجأ زعماء الطائف أكثر فأكثر إلى المرتزقة المسيحيين، الذين انتهى بهم الأمر إلى فرض سيطرتهم العسكرية وبدأوا في فرض جباية ليست على خدماتهم العسكرية فحسب، ولكن على وجه التحديد لعدم الانقلاب ضد دافعيهم. أدت المشاركة المتزايدة للممالك المسيحية القوية في الشؤون الداخلية للطوائف إلى درجة من التبعية السياسية جعلت منها دولًا تابعة حقيقية.
أثارت دلائل على احتمال الغزو المسيحي، وزيادة الضغط المالي (أعلى من المعايير الإسلامية) واستثارة الفقهاء للعامة إلى الخوف من ثورات مستمرة. بعد سقوط طائفة طليطلة (1085)، قرر المعتمد بن عباد أمير إشبيلية وغيره من ملوك الطوائف أن يستدعون سلطان المرابطين يوسف بن تاشفين، الذي وحد شمال إفريقيا تحت مذهب صارم. ولكن مثل هذا التدخل يعني نهاية استقلال الطوائف ذاتها.

### الممالك المسيحية في شمال شبه الجزيرة
أثار ظهور الممالك الإسبانية - المسيحية في الشمال سلسلة من الإشكالات التاريخية العالقة. فالتفسير القوطي التقليدي يرى نفسه بأنه امتداد للقوط الغربيين، خاصة مملكة أستورياس (التي شرعنت لنفسها هذا التفسير من خلال سجلاتها). وأعطت تعليلات بعض المؤرخين أهمية أكبر لشعوب ماقبل الرومان القاطنة في جبال كانتابريان (كانتابريون [الإنجليزية] وأستوريون [الإنجليزية] وفاسكونيون [الإنجليزية])، وهي الكتابة بالحروف اللاتينية والمسيحية غير المستقرة (اعتمدت بالأساس على الرهبان) والتي مضت بتعقيداتها إلى مملكة القوط الغربيين. فبرزت لاحقا خلافات حول التفسيرات التاريخية والأثرية. كان وجود القوط الغربيين أكثر وضوحًا في سبتمانيا (المنطقة الشمالية الشرقية من جبال البرانس المتمركزة في أربونة، حيث بقي أردون ملك القوط الغربيين حتى سنة 720)؛ وهناك تحديداً كان تدخل مملكة الفرنجة أكثر وضوحًا، بعد فشل تدخل شارلمان في سرقسطة (778)، مع إنشاء الثغور الإسبانية التي احتوت نواة البرانس الأخرى بعد غزو برشلونة (801) وبامبلونا (806).
لم يكن الحضور الإسلامي في تلك المناطق البعيدة كثيفا. فهزيمته في المواجهة التي سميت في سجلات المسيحيين باسم معركة كوفادونجا (722) لم تضع حداً لتوسع المسلمين في المناطق الأخرى، والتي استمرت على الأقل حتى معركة بلاط الشهداء (732). ولم يكن استقلال هذه النواة فعالًا تمامًا، كما يتضح من قدرة المسلمين على التدخل في سياستها الداخلية (تنصيب الملك موريجاتوس)، أو تنفيذ حملات تأديبية عندما يرونها مناسبة، أو طلب تقديم فروض الطاعة؛ وفي المجال الديني، استمرارية الاعتماد على سلطة أسقف طليطلة (المتكيفة تمامًا بالتعايش مع الحكم الإسلامي) حتى إعادة تشكيل أول أساقفة محليين (لوغو في 741 - لم يكن هناك أسقف في أوفييدو إلى سنة 802 -). بقيت أبرشية بامبلونا محفوفة بالمخاطر (كانت قادرة على الانتقال إلى لير عند حدوث غزوة للمسلمين).
لم تكن هناك أي شهادات مادية من القرن الثامن، إلا أنه في القرنين التاسع والعاشر تم تطوير إسلوب بناء بحجم معين، بالإضافة فقد نمت للمخطوطات المزهرة بقوة (وخاصة المباركة). وصنف مؤرخي الفن تلك الأساليب إلى: فن ماقبل الروماني والفن الاستوري والفن الموزارابي (المستعرب) والفن الشعبي أو فن الريف لتصنيف تلك القطع، ولاتكون دائمًا بشكل أحادي. حافظت الأشكال الأسلوبية على استمرارية معينة من فن القوط الغربيين، والتوازي مع فن ماقبل الرومانسية (الفن الكاروليني والفن الأوتوني). بالنسبة إلى الأقمشة الفاخرة والفنون الزخرفية، التي تميزت بسهولة الاستيراد، لجأت الممالك المسيحية في هذا العصر (ولعدة قرون) إلى حد كبير إلى الفن الأندلسي (صندوق ليرا، علبة مجوهرات زامورا، علبة مجوهرات المغيرة، صندوق بلنسية).

#### نشأة ممالك الغرب

##### مملكة أستوري ليون
تطور المجتمع الوثني التقليدي مع اندماج المولدين وتأثير المستعربون أو الموزارابي. وانتقال زعماء القبائل والعشائر إلى رؤساء بمسميات أرستقراطية إقطاعية. وظهور قوانين وأعراف للقوى الإقليمية. فيظهر الأمير أحيانا بلقب الملك وأحيانا أخرى بلقب الكونت. فالملكية الأستورية قد دعمتها الكنيسة على أنها تمثيل للنظام الملكي المسيحي والمدافع عن إسبانيا المسيحية. في محاولة لإضفاء الطابع المؤسساتي عليها، وكون تأثير رجال الدين الموزاربيين الذين هاجروا من الجنوب احتوى على مثالية «القوطية الجديدة» لتكون بداية «الاسترداد»: في محاولة لإعادة بناء مملكة القوط القديمة ونظامها الملكي؛ بغض النظر عن حقيقة أن تلك المملكة كان وجودها يمثل مشكلة في منطقة كانتابراين.
اعتمد الهيكل الاقتصادي في البداية على الثروة الحيوانية الممتد في كامل المملكة، ولكن مع التوطن وازدياد الاعتماد على الزراعة حتى أصبح نشاطها الرئيسي. فانتقل المجتمع من البداية القبلية وشبه الرحل ليكون مجتمعا مستقرا. فالأراضي ازدادت فيها الملكيات الخاصة بعدما كانت تخضع للطائفة.
بالنسبة للملك دون بيلايو الذي انتصر على المسلمين في معركة كوفادونجا سنة 722 لا يكاد يكون له أي أخبار في كتب التأريخ، مما يشير إلى احتمال أنه كان أحد النبلاء في بلاط القوط الغربيين الذين استقروا في جبال أستورياس عندما فروا من الغزو الإسلامي. أكثر من تلك المعركة (من المحتمل أن تكون مناوشة مبدئية دون عواقب وخيمة أدت إلى اهمال ذكره) ولكن بدأت المضايقات التي استمرت بالسنوات التالية مما تسبب في إخلاء الحاميات البسيطة للمسلمين الموجودة في المدن (أوفييدو - خيخون) وحققت السيطرة على موانئ تلك المناطق الجبلية، فسمحت لمجموعة بيلايو لتصبح قوة محلية فعالة.
كانت بداية ملكية أستوريان بالانتخاب على غرار النظام القوطي، ولكن علم الآثار كشف تأثير القيادات الموجودة سابقا في مجتمعات العشائر والقبائل المحلية بناءً على صلات الدم أو الزواج. من الأهمية بمكان أن الملك الثاني فافيلا ملك أستوريا، قتل وهو يحاول القيام بالطقوس القديمة المتمثلة في اصطياد دب. كما جرى مع الملكية القوطية القوطية، فإن مفهوم الملكية الوراثية بدأ بالتطبيق مع مرور الوقت. تم تأسيس تحالفات مع أقليات من جميع أنحاء جبال كانتابريا، من المقاطعة الرومانية السابقة غالايسيا القوطية إلى إقليم دوق بيدرو دي كانتابريا (الموقع مبهم - تم تحديده بدوقية كانتابريا القوطية، أو ربما بمساحة أوسع بمناطق سكنها الفاسكونيون -)، وبيدرو هو والد ألفونسو الأول (صهر بيلايو وخليفة فافيلا).
كان حاسما لخصوصية المملكة الجديدة أن تجعل وادي دويرة ذو العمق الاستراتيجي أواسط القرن الثامن منطقة محرمة (حكم ألفونسو الأول). وفوق ذلك ساهم فشل توطين البربر في تلك المنطقة (لأسباب داخلية) والحملات التأديبية في تدمير دفاعات المنطقة بسحب السكان المحليين نحو جبال الشمال.
إضافة إلى حفاظ ألفونسو الثاني على ضغطه العسكري (معركة لودوس 794) جرى في عهده الكشف عن أمر كان له أهمية كبرى: وهو اكتشاف قبر سانتياغو؛ وهي عملية مفهومة في إطار إضفاء الشرعية على الدين وساهم فيها الرهبان المحليين، واهتموا بقوة بالتمييز بين المستعربين الذين ظلوا في طليطلة وبقية إسبانيا المسلمة. وكذلك قصة برناردو ديل كابريو الخيالية، على الرغم من أنها أقحمت في العلاقة التاريخية بين ألفونسو الثاني وشارلمان.
بالتزامن مع ثورة عمر بن حفصون التي جرت في القرن التاسع أُعِيد احتلال المنطقة الواقعة بين جبال كانتابريان ونهر دويرة. وأصبحت مدينة ليون عاصمة للمملكة مع أوردونيو الأول سنة 856. وفي عهد ألفونسو الثالث فإن امتداد ماسمى فعليا مملكة ليون قد تضخم جدا، أي نصف الثلث الشمالي لشبه الجزيرة. اكتملت عملية إرث النظام الملكي بطريقة انقسمت المملكة عند موته بين أولاده (910)، وبدأت حقبة الصراعات الضروس بين هذه الكيانات السياسية الجديدة التي أدت إلى عدم استقرار المملكة لأكثر من قرن. والتي أثرت أيضًا على مملكة نافارا المجاورة.
بدأت عمليات إعادة التوطين في تلك الأراضي الحدودية الواسعة التي تعرضت لتوغلات المسلمين عن طريق الاستصلاح ووضع اليد، وسمحت لأي شخص يستطيع أن يزرع ويدافع بنفسه عن أرضه أن يعتبرها ملكًا له؛ في بعض الأحيان كان يتم تشجيع إعادة التوطين من خلال منح الامتيازات أو هبات محلية من خلال مستندات، مثل ميثاق بويبلا دي براينوسيرا. على مر القرون حيث تحركت الحدود جنوبًا ووفقًا لكل منطقة حيث تكون آمنة نسبيًا، يتعرض أحفاد المستوطنين الأوائل لظروف اجتماعية - سياسية تقلل من حرياتهم الشخصية، فارتبطت بالمانورالية التي أنشأها علمانيين أو نبلاء الكنيسة.
مع بداية القرن العاشر تم تجاوز خط دويرة، فلم يتمكن حتى جيش قوي قام بجمعه عبد الرحمن الثالث يمكن أن يفرض نفسه على تحالف مسيحي (معركة الخندق (939 م)). لكن في الفترة التالية تزامنت مع ذروة قوة الخلافة وحملات المنصور السنوية، التي أوقفت إعادة التوطين وأجبرتهم بدفع الضرائب، مرت مملكة ليون بفترة الضعف الأكبر ضد المسلمين والقوى الأرستقراطية المحلية. وبالرغم من ذلك استمرت المؤسسة السياسية في النمو، حتى أنتجت ألقابا طنانة مثل في الملك العظيم أو الإمبراطور التي تظهر في دبلوماسي ملوك ليون مع الممالك المسيحية الأخرى (ويبدو أن ذلك يشير إلى الاعتراف بتفوق البروتوكول عند استخدامه من سانشو الثالث ملك نافارا أو في محاضر بعض المجالس (مثل المجلس الذي عقده ألفونسو دي ليون حضره الأساقفة وكاتب المحكمة وأقطاب ليون واستورياس الكبار).

##### كونتية قشتالة

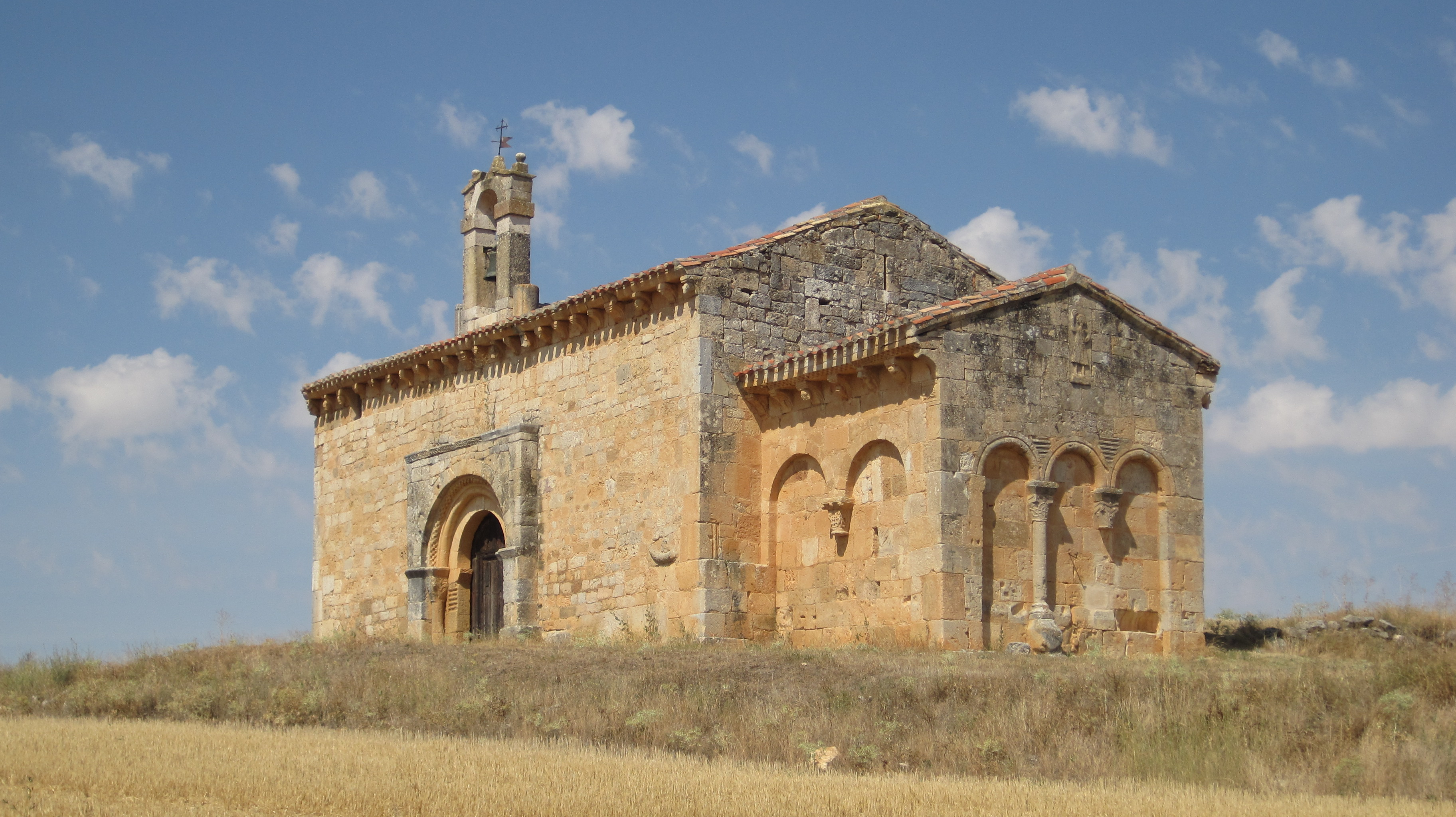
دير سانتو كريستو دي كورونيا ديل كوندي.

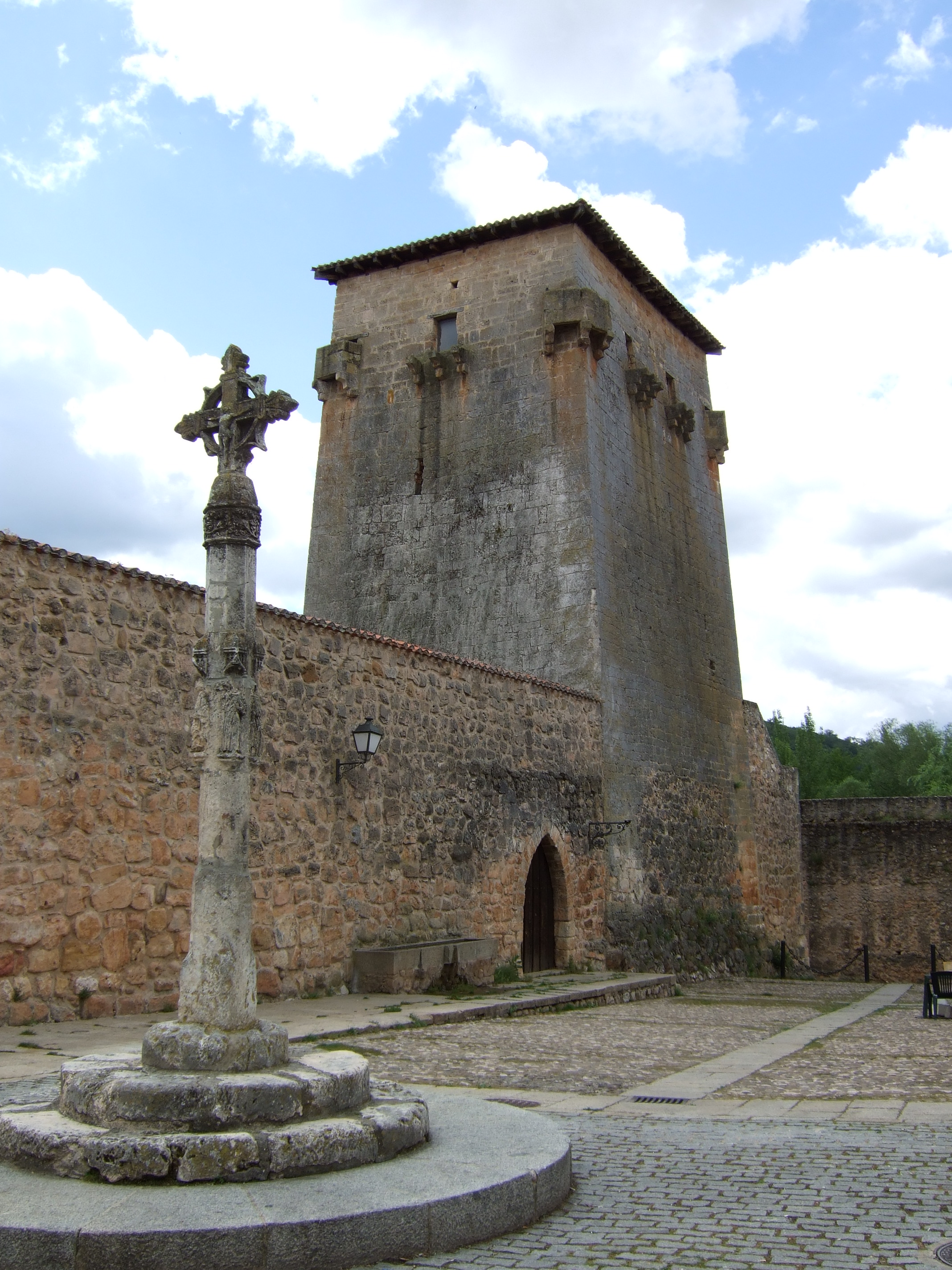
برج فرنان غونثالث في كوفاروباياس.

ذكرت سجلات والوقائع بأن قشتالة حكمها قضاة (قضاة قشتالة) بالبداية وليس الملوك. وكانوا ينفرون من القانون المكتوب ذي الأصل القوطي الذي كان ساريًا في مملكة ليون (Fuero Juzgo الذي أحرقت جميع نسخه التي أمكنهم جمعها). واعتمدت هوية تلك المنطقة الذاتية حسب حالتها الحدودية، ومن عدة جبهات: مسلمو إبرو والهضبة - التي تنطلق غزواتهم من تطيلة أو مدينة سالم - ومسيحيو نافارا (الذين كانوا يتنازعون مع القشتاليون على ريوخا وألافا). والحدود هنا في حالة نزاع دائم أكثر مما هي في شرق الكونتية، حيث استمرار قدرة الفلاحين على الدفاع عن الأرض التي طبق فيها نظام إعادة التوطين (presura)، ويطلق عليهم في تلك الحالة فئة «الفارس القروي» وهو الشخص الذي لديه موارد كافية ليمتلك حصان وأسلحة مناسبة. وحتى عندما تمددت الحدود بعد ذلك وتكونت إقطاعيات جديدة، أُنشئت اقطاعيات مانورالية لتكون سلاحا، أي أن الإقطاعية تُمنح للسيد الذي اختاره مجتمع الإقطاعية، وفي حالة عدم رضاهم يمكنهم تغيير ملكيتهم إلى رب آخر. وبالمقابل فإن التقسيمات الإدارية تسمى ميرينداد. وهناك مؤسسة أخرى تميزت بها قشتالة وهي المجلس المفتوح الذي كانت تدار من خلاله الحياة المحلية بشكل مشترك، دون الحاجة إلى تعيين حكومة محلية. قلل التأريخ الرومانسي من كل هذه المؤسسات، التي تفهم بأنها دليل على وجود ديمقراطية أصلية مليئة بالحريات. ولكن التاريخ الحديث يرفض هذا تفسير باعتباره مفارقة تاريخية، مشيرا إلى أن هذه المؤسسات فقط يمكن وجودها في السياق فقط.

##### كونتية البرتغال

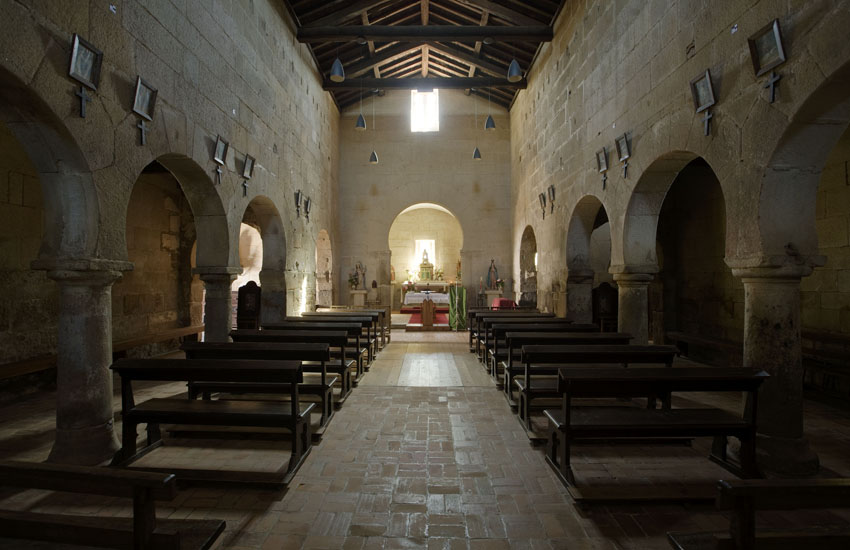
كنيسة ساو بيدرو دا لوزا في أوليفيرا دو هوسبتل، مؤرخة في (سنة 912) وتصنف على أنها «فن المستعربين».

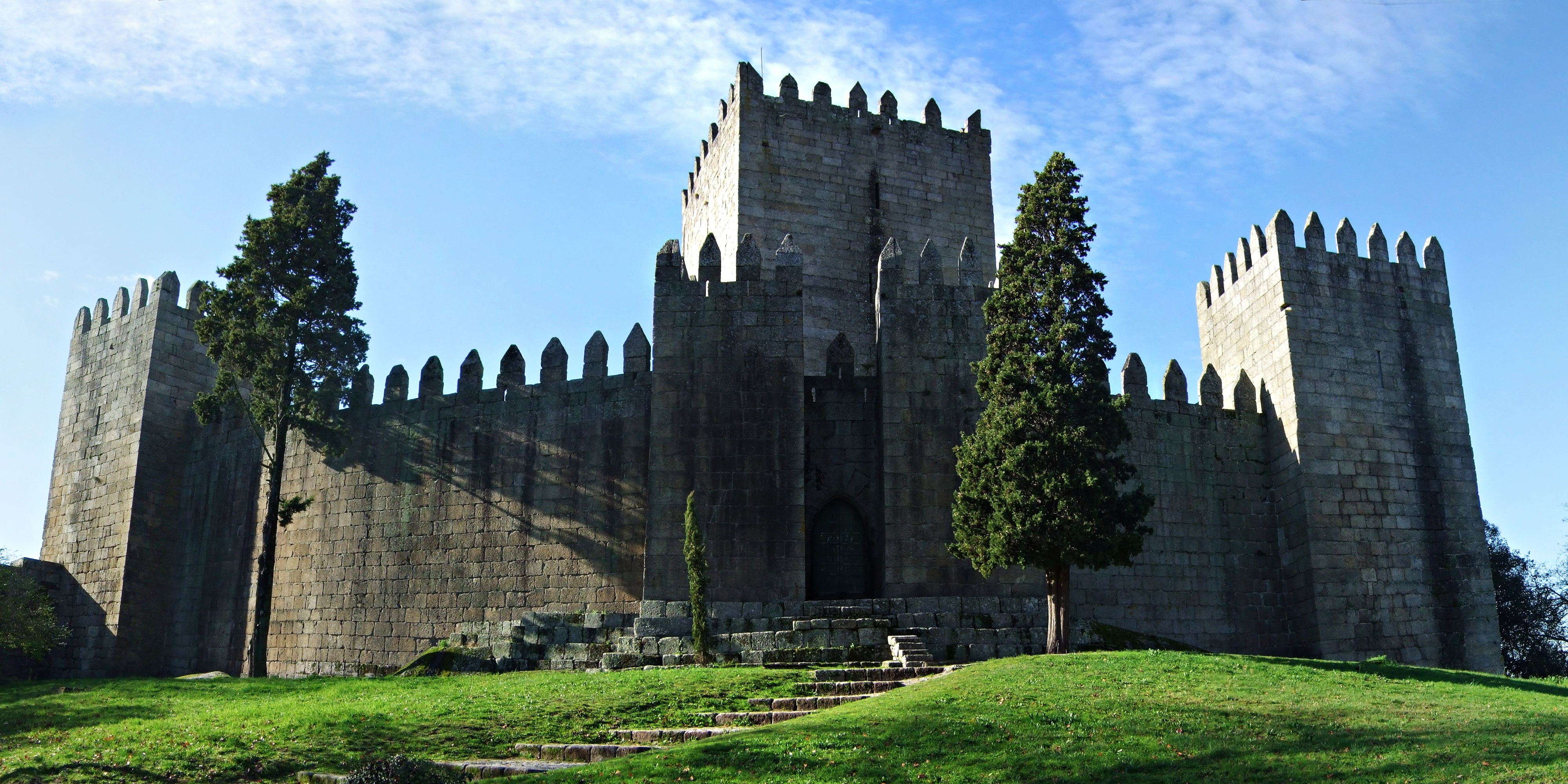
قلعة غيمارايس.

تأسست مقاطعة بورتس كال (بورتو) عندما غزاها ڤيمارا بيريز سنة 868. وقامت زوجته الكونتيسة مومدونا دياس بعد وفاته ببناء قلعة غيمارايس، التي أصبحت لاحقا مقر البلاط الكونتية. وبنت دير ساو ماميد حيث قضت أواخر عمرها فيه 959. آخر عضو من هذه الأسرة الحاكمة كان نونو مينديز الذي قتل في معركة بيدروسو (1071) ضد الملك غارسيا الثاني ملك جليقية، ولكن هزم في العام التالي أمام أخوه ألفونسو السادس (في سياق الاشتباكات بين الأشقاء والناجمة عن التقسيم الوراثي المعقد لميراث سانشو).
أنشأ ألفونسو السادس في سنة 1095 مقاطعة بورتوغالي التي أضيف إليها أراضي كونتية قلمرية السابقة وأراضي أبرشية توي-فيغو؛ التي قدمها لصهره إنريك دي بورغوندي. فحوٌل خلفاؤه المقاطعة إلى مملكة مستقلة، باعتبار أن ألفونسو هنريك أول ملك لها (معاهدة توي سنة 1137، معركة أوريك 1139، انتصار فالديفيز 1140، ومعاهدة زامورا 1143، واعتراف البابوية له ملكًا على البرتغال سنة 1179.

#### الجيوب البرانسية

كونتيات الثغر الإسباني.

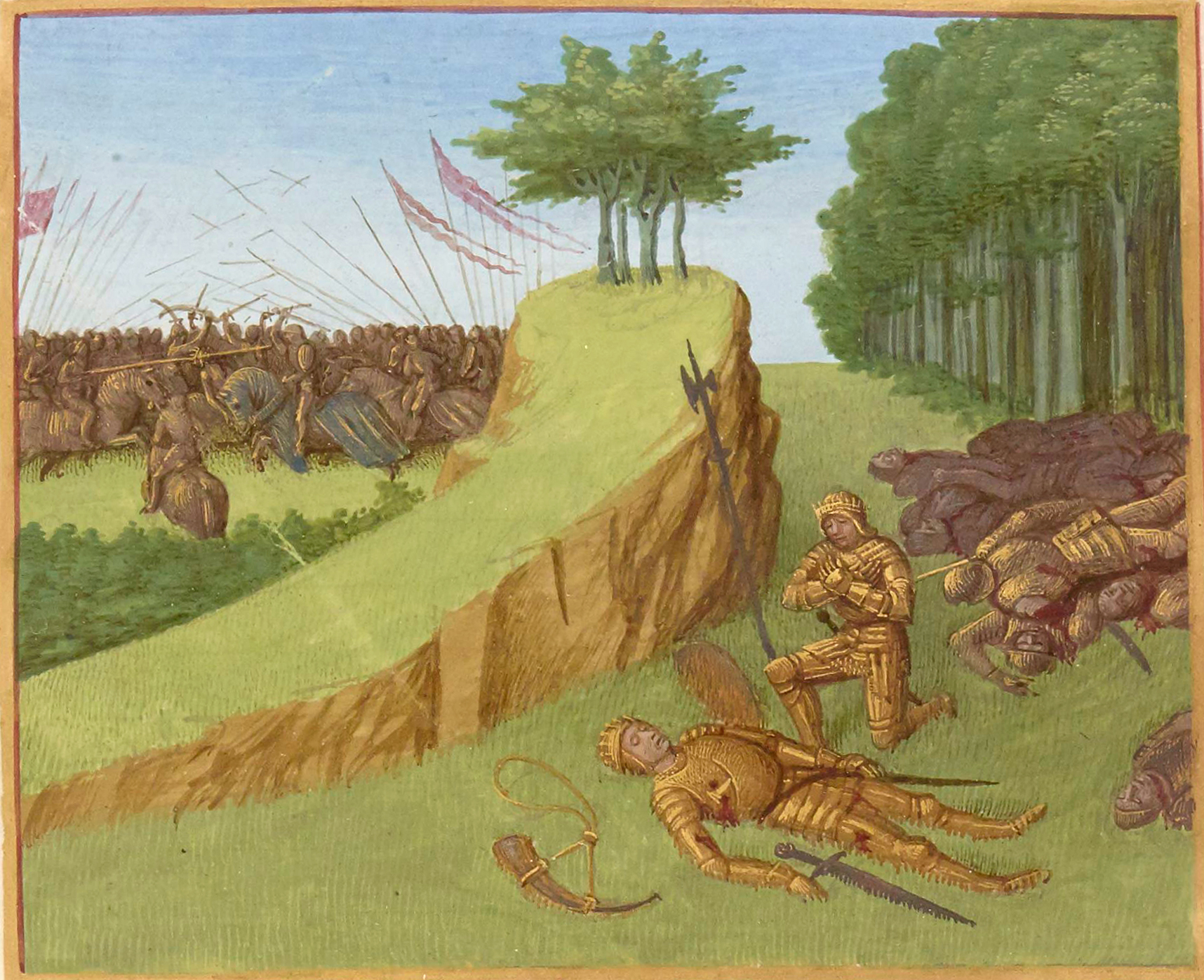
موت رولاند في معركة باب الشزري، بريشة جان فوكيه.

توحدت جيوب المقاومة للوجود الإسلامي في جميع أنحاء جبال البرانس. إلا أن نموها كان أضعف بكثير من نمو مملكة أستوري ليون، لأنها كانت محصورة بين مملكة الفرنجة من الشمال والثغر الأعلى للأندلس جنوبا (وادي إبرو أكثر قربا لنافارا أو أراغون أو كاتالونيا من الثغر الأوسط - طليطلة- لأستورياس).
قام جيش شارلمان بعد حملته الفاشلة إلى سرقسطة بتفكيك دفاعات بامبلونا، وعانى من مضايقات القوات المحلية عند عبوره ممر رونسفال (15 أغسطس 778).
استقبل لويس الأول ابن شارلمان في تولوسا سنة 798 مجموعة من قادة الثغر الإسباني، المنطقة الحدودية الجنوبية لمملكة الفرنجة، وكلفهم بحضور مندوبي مملكة أستورياس بتحصينها. كانت الامتدادات والتقسيمات الفرعية لهذ الثغر غير دقيقة وعامة ومتغيرة في غالب الاوقات (وديان جبال البرانس الغربية (مملكة نبرة) والوسط أراغون وبالشرق حيث المقاطعات الكاتالونية [الإنجليزية]، وبالنهاية فإن المصطلح الجغرافي للثغر الإسباني لم يعد موجودا. وبنفس الطريقة حدثت عند ترسيم الحدود الكارولنجية، حيث انتهى الثغر بإقطاعيات وراثية ومستقلة في الحكم؛ أكثر مما كانت عليه في المناطق الأخرى بالنظر إلى عزلتها (فيلاسكو حكم نافارا، وأزنار غالنديز الأول في أراغون، وأسرة برشلونة في كاتالونيا).
تحولت مملكة الفرنجة إلى الإمبراطورية الكارولنجية (منذ 800)، وجرى اعتراف متبادل مع إمارة قرطبة (مثل الهدنة التي تم الاتفاق عليها في 812)، مما سمح بتنظيم محفوف بالمخاطر للثغر الإسباني (يفضل بعض المؤلفون تسميتها بالحدود الإسبانية (بالإسبانية: Limes hispanicus) نظرًا لعمقها الجغرافي القريب، باستثناء كاتالونيا) مع تأكيد سيطرة المسلمين على وادي إبرو من البحر الأبيض المتوسط إلى لاريوخا.

##### مملكة بنبلونة

مملكة بنبلونة حوالي سنة 910 م

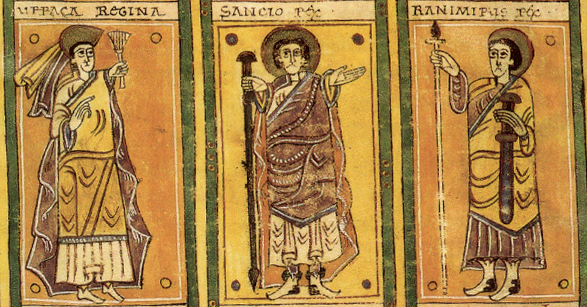
الملكة أوراكا فرنانديث والملك سانشو غارسيا الثاني ملك بنبلونة والملك راميرو غارسيا دي فيجويرا في كتاب قانون فيجيلانوس (976).

كان لاستعادة الإمارة السيطرة على المنطقة المحيطة ببنبلونة أنها وجدت معارضة محلية كافية لعدم اكتمالها. لكن هذا لا يعني السيطرة المسيحية عليها، حيث أن هناك تناوبًا بين مؤيدي الكارولنجيين بقيادة بلشك الجلشقي أو الكونت بلاسكو الذي عينه لويس الأول في مقاطعة بامبلونا عام 812؛ وأنصار خيمينو "الفويرتي" ونسله يدعون أبناء إنيغو أريستا (أو سلالة خيمينيز)، ومرتبطين بعلاقة قربى مع والي تطيلة (موسى بن موسى من بني قسي). وهؤلاء جميعا هم الذين أصبحوا في نهاية القرن التاسع قوة مستقلة فوضعوا غرسهم في أودية جبال البرانس الغربية؛ وكانوا قادرين على التدخل حتى في مقاطعة أراغون المجاورة.
ومع تفكك الإمبراطورية الكارولنجية، سحبت مقاطعة بامبلونا اهتمامها من الفرنجة في الشمال للمسلمين في الجنوب. بقيت تلك المقاطعة أو مملكة بامبلونا (التي أصبحت تعرف فيما بعد باسم مملكة ناجرة [الإسبانية]- المدينة التي غزاها سانشو غارسيا الأول سنة 923 - ومن ثم كانت مملكة نبرة) لأكثر من قرن في توازن غير مستقر بين إمارة قرطبة والإمبراطورية الكارولنجية والدول التي اعقبتهما (خلافة قرطبة من 929 ومملكة فرنسا من 843 -)، في كثير من الأحيان تكون دولة دافعة ضرائب إما إلى هذه أو تلك؛ ولم يتم توحيدها حتى بداية القرن العاشر (سانشو غارسيا الأول من سلالة خيمينيز)؛ وكانت مؤسسات الدولة والكنسية طوال تلك الفترة على النموذج الإقطاعي الفرنسي القائم على العائلات النبيلة المحلية التي مثل البيت الملكي نفسه الذي أقام روابط زوجية مع البيوت الملكية الأخرى.
توسعت المملكة إقليميا باتجاه وادي إبرو (لا ريوخا) والمقاطعات الحالية في غيبوثكوا وألافا وهي مساحات احتلها أحيانًا بالتعاون وأحيانًا بمنافسة أو معاداة مفتوحة مع مملكة ليون (أو مع كونتية قشتالة عند استقلالها). مع إضافة مناطق جديدة واستقبال مهاجرين تم تشكيل قاعدة سكانية متعددة الأعراق (فاسكونيون والمستعربون وفرنجة ويهود ومنذ القرن الحادي عشر - المسلمون - معظمهم من أصل هسبان-رومان وقوط).

##### كونتية أراغون

كونتية أراغون سنة 1037.

لم يعط الفاتحين المسلمين اهتماما قويا للوديان الجنوبية المنعزلة في وسط جبال البرانس (هيتشو وأنسو وكانفرانك ووادي نهر أراغون) بسبب طبيعتها الوعرة، لذا فقد كانوا مقتصرين على الحفاظ على تحصينات الثغر الأعلى للحماية من سرقسطة وبقية وادي ابرو.
وقد كانت تلك الكونتية من ضمن التنظيم الكارولنجي للثغر الإسباني وعاصمتها خاكا، مما وفر لها التحصينات والمؤسسات الرهبانية (San Pedro de Siresa) وارتباطها بمنطقة آكيتين. وكان أول كونت لها هو الفرنسي أوريولو ابن الكونت بيريجو. وخلفه سنة 802 أزنار الأول غالينديز الذي هرب من المقاطعة بسبب غزو صهره غارسيا غالينديز بدعم من إنيغو أريستا أول ملوك بامبلونا. فعوضت الإمبراطورية آزنار بمقاطعات أورغل وسيردانيا. وفجهز حملة انتقامية ولكنها هُزِمَت بتحالف نافاري-أراغوني-أندلسي (824). ولكن تمكن ابنه غاليندو الأول أزناريز من احتلال مقاطعة أراغون سنة 844. حددت التباينات السياسية-الأسرية المعقدة لمقاطعة أراغون بعد انهيار الإمبراطورية الكارولنجية (987) باعتمادها سياسيا على المولدين ومملكة نافارا.
بدأت الكونتية بالتوسع شرقا (أولاً عبر أودية تينا وأورين وجاليجو، ثم إلى مقاطعات ريباغورزا وسوبراربي وبالارز). ولكنهم لم يتجهوا جنوبا بسبب كثافة الوجود الإسلامي في المنطقة الجنوبية التي منعتهم. مما حصر أراضي أراغون ولعدة قرون بشريط طولي ضيق يرتبط بسلسلة جبال.
تجلت الحالة الوراثية للمقاطعة مع الكونتيسة أندريجوتو غاليندز التي نقلت حقها الملكي إلى ابنها سانشو الثاني وريث أراغون وبنبلونة (970). فاستمرت الكونتيتان موحدتان حتى 1035.
ألغي اعتماد التبعية الكنسية لمقاطعة أراغون تجاه أسقفية وشقة المستعربة (في أرض المسلمين) في القرن العاشر، عندما تم إنشاء مقعد الأسقفية في دير سان أدريان دي ساسابي. ولم ينتقل إلى خاكا حتى سنة 1077.

##### كونتيات كتالونيا

مقاطعات جبال البرانس الشرقية. الخط الأسود الرفيع هو الحد بين المجتمعات المستقلة في أراغون وكاتالونيا.

تعد منطقة البرانس الشرقية أكثر انتشارًا وسكانًا وتحضرًا، وكانت بها منطقة كبيرة شمال سلسلة الجبال إسمها (سبتمانيا). كانت أحوالهم الاجتماعية والسياسية أكثر تعقيدًا. حيث حافظ النبلاء المحليون خلال مملكة القوط الغربيين على اتصالاتهم مع طبقة النبلاء الفرنجة. لذلك لم يكن من الصعب عليهم بعد خروج الحكم الإسلامي منها اللجوء إلى الكارولنجيين لتشكيل دويلاتهم. ولكن بعد فشل غزو وادي إبرو اقتصر وجودهم على منطقة حدودية محصنة. وبدأ الاهتمام بتوسيع الإقليم على نحو تدريجي: جيرونا في 783 وبرشلونة في 801، وكان نهر لوبريغات هو الشريط الحدودي لها.
لمواجهة الهيمنة الكارولينجية، ظهرت مبادرات لإقامة قوى محلية بديلة، مثل تمرد الكونت بيرا الذي نال دعم حكومة قرطبة ولكنه لم ينل نجاحا يذكر وهزم في (820).
كانت أراضي ما يسمى كاتالونيا القديمة [الإنجليزية] محصنة بالقلاع التي كان واضحا فيها نظام إعادة التوطين [الإسبانية] على غرار إعادة التوطين القشتالي. قام الكونت ويلفريد المشعر بإعادة توطين منطقة فاليس وبلانا دي فيتش (كونتية أوسونا لاحقا 878-881)، وتحويل كونتية برشلونة إلى حكم وراثي، وفصلها عن أي ارتباط شرعي مع إمبراطور أو ملك فرنسا، وتوجيه اهتمامه بالتوسع نحو الجنوب وشؤون شبه الجزيرة. وكان هذا سببه تفكك الإمبراطورية الكارولنجية (مقسمة بين أحفاد شارلمان حسب معاهدتي فردان 843 ومرسن 870)، والتي لم يعد من الممكن توقع الدعم أو السيطرة عليها، مما أدى إلى الاستقلال الفعلي للمقاطعات الكاتالونية، التي بدأت بالتكتل في التجمع حول مجمع برشلونة-جيرونا أولوت (الذي استخدم لقب كونت برشلونة أو أسرة برشلونة). وفي كونتية أورغل تأسست سلالة أخرى خاصة بها.

### هيمنة نافارا

ممتلكات سانشو الثالث "الكبير".

الخريطة السياسية لشبه الجزيرة حوالي سنة 1030.

مع عهد سانشو الثالث «الكبير» (1005-1035) احتلت نافارا موقعًا مركزيًا. وتزامن ذلك مع سقوط الخلافة وبداية عصر الطوائف. فظهر مفهوم جديد للملكية، وهي الملكية الإقطاعية. على أساس دعم متبادل مع الأسر الأرستقراطية. بنيت القلاع التي سيطرت على الوديان مع تقدم إعادة التوطين، ثم يتنازل الملك عن تلك الممتلكات إلى النبلاء، مقابل أداء يمين الولاء للملك. مارس سانشو الكبير سلطته داخل المملكة دون عوائق كبيرة. بينما بدا تأثيره الخارجي على جيرانه، فقد أصبحت التحالفات أكثر تعقيدًا، استنادًا إلى ممتلكاته في قشتالة وأراغون، والتي امتدت من خلالهما نفوذه المتزايد نحو ليون وكاتالونيا. كان امتداد الحدود إلى الجنوب متواضعًا ومشكوكًا فيه، بل إنه عانى من حملات المسلمين التأديبية. حارب في البداية طائفة سرقسطة ولكن دون نجاح، إلا أنه تمكن من إثارة العداء بينها وبين طائفة لاردة، مما رغبه بتوسيع نافارا نحو حوض إبرو.
تسبب مفهوم سانشو الكبير للوراثة الملكية بعدم استمرار تكتله الإقليمي الذي انقسم بين أبنائه. وافتتح هذا الانقسام باستخدام مصطلح مملكة لكيانين من أكبر الكيانات اللاحقة: قشتالة وليون.
تسبب قرب نافارا من فرنسا وسهولة الاتصالات البرية معها أن أصبحت نقطة ارتباط بين شبه الجزيرة الأيبيرية وأوروبا. فالتحديث أظهر تغييرات في هياكلها الاقتصادية. وسمحت الدورة النقدية (القادمة من جباية الطوائف) بمزيد من التبادلات السائلة، وأصبح تطوير التجارة مفتاحًا للازدهار الحضري المرتبط بفتح طريق القديس يعقوب، حيث كان سانشو الثالث أول ملك يوفر حماية فعالة للحجاج
تحول نظام إعادة التوطين من كونه مبادرة من الملوك أو الأقطاب أو العمال على الأراضي القاحلة، لتصبح دستورًا للمانورالية الإقطاعية التي أبقت الفلاحين في تبعية القنانة.

## العصور الوسطى المتوسطة

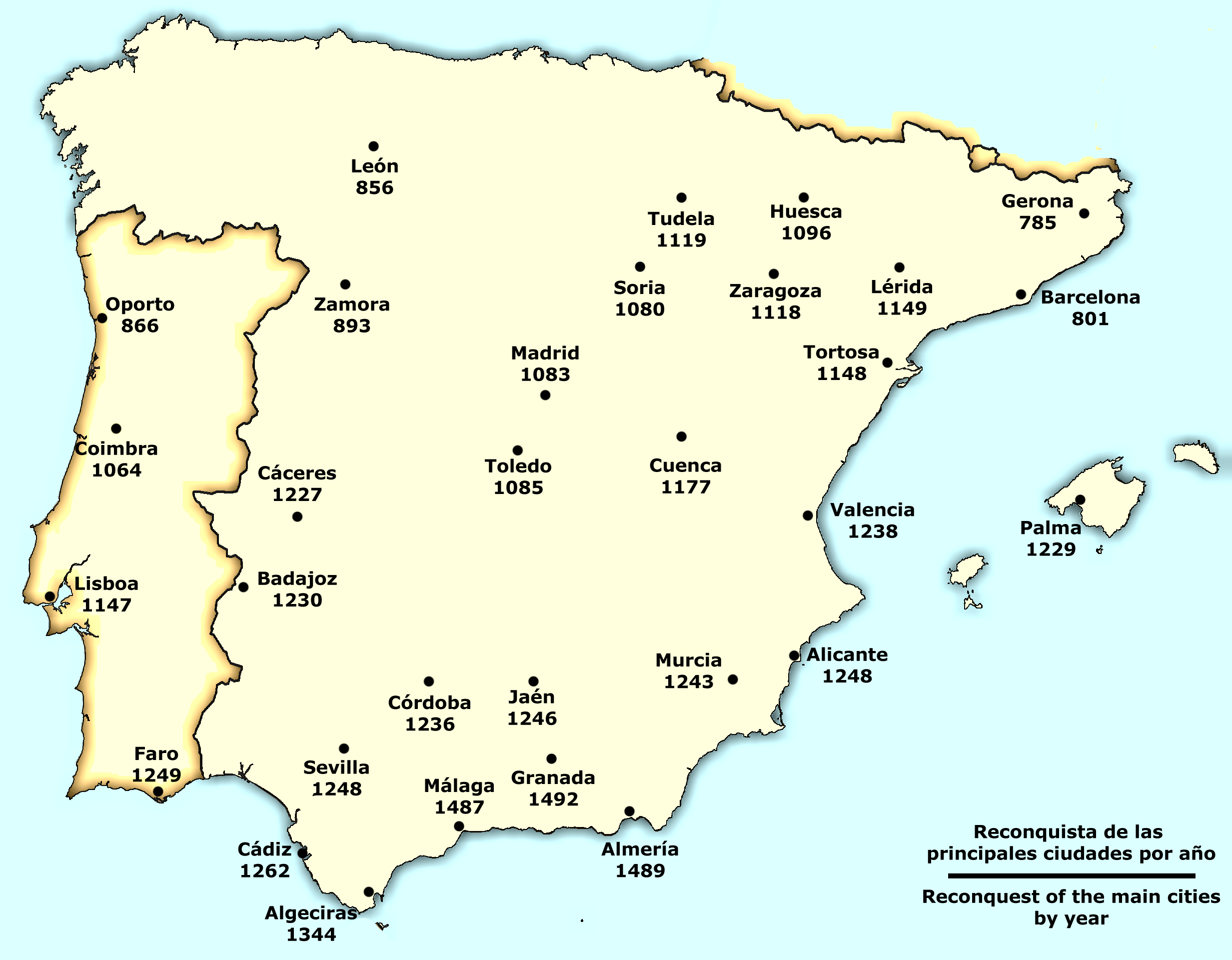
السنوات التي سقطت فيها المدن خلال حروب الإسترداد.
حروب الاسترداد حسب الحقب.
مجتمعات القرى والأراضي في منطقة إكستريمادورا القشتالية [الإسبانية](إقليم "ماوراء دويرة").
ممالك إسبانيا الخمس، من منتصف القرن الثالث عشر إلى نهاية القرن الخامس عشر.
مقاطعات المنظمات العسكرية.

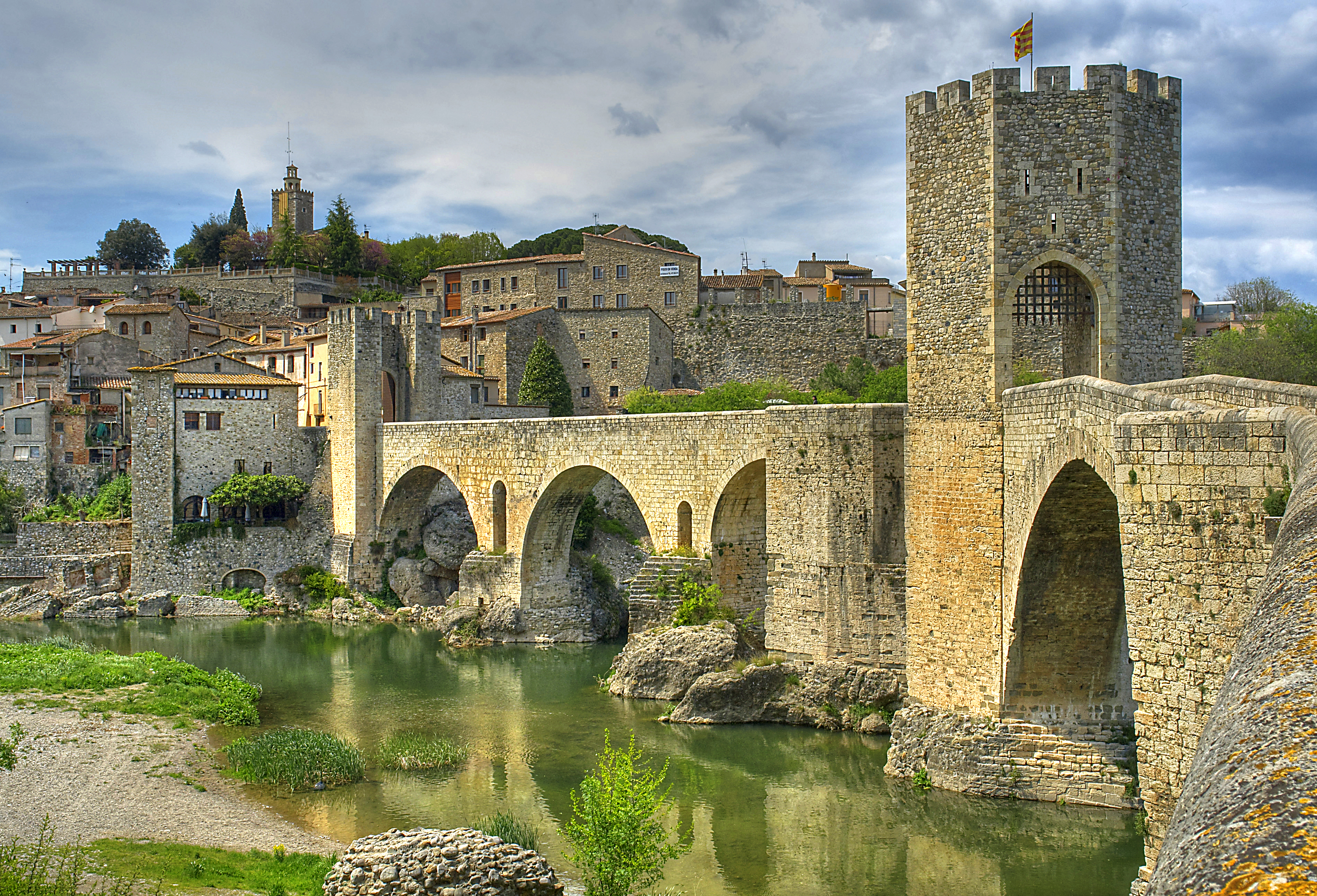
جسر ومدينة بيسالو.

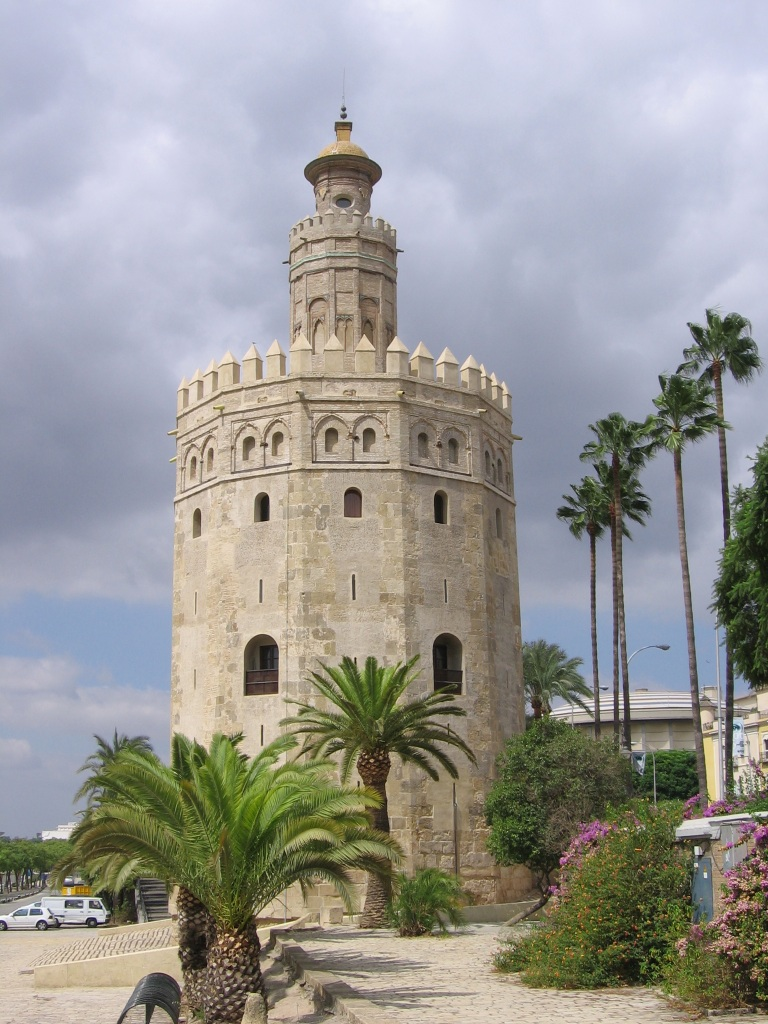
برج الذهب، إشبيلية.

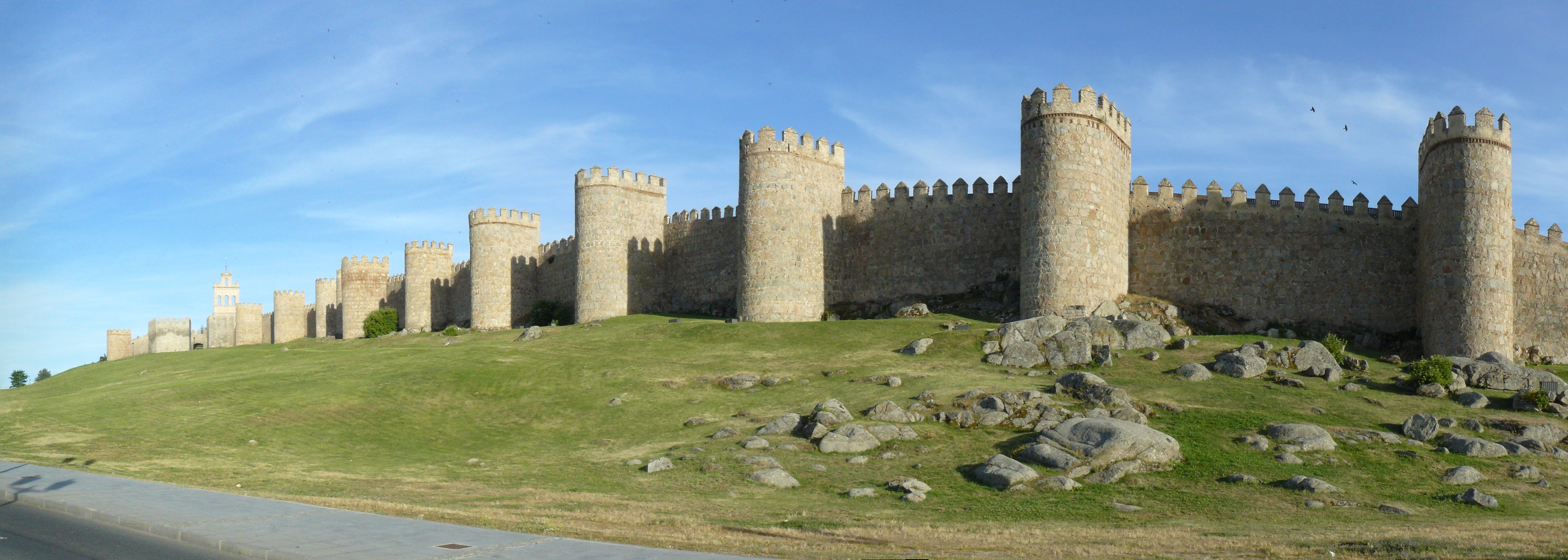
سور آبلة.

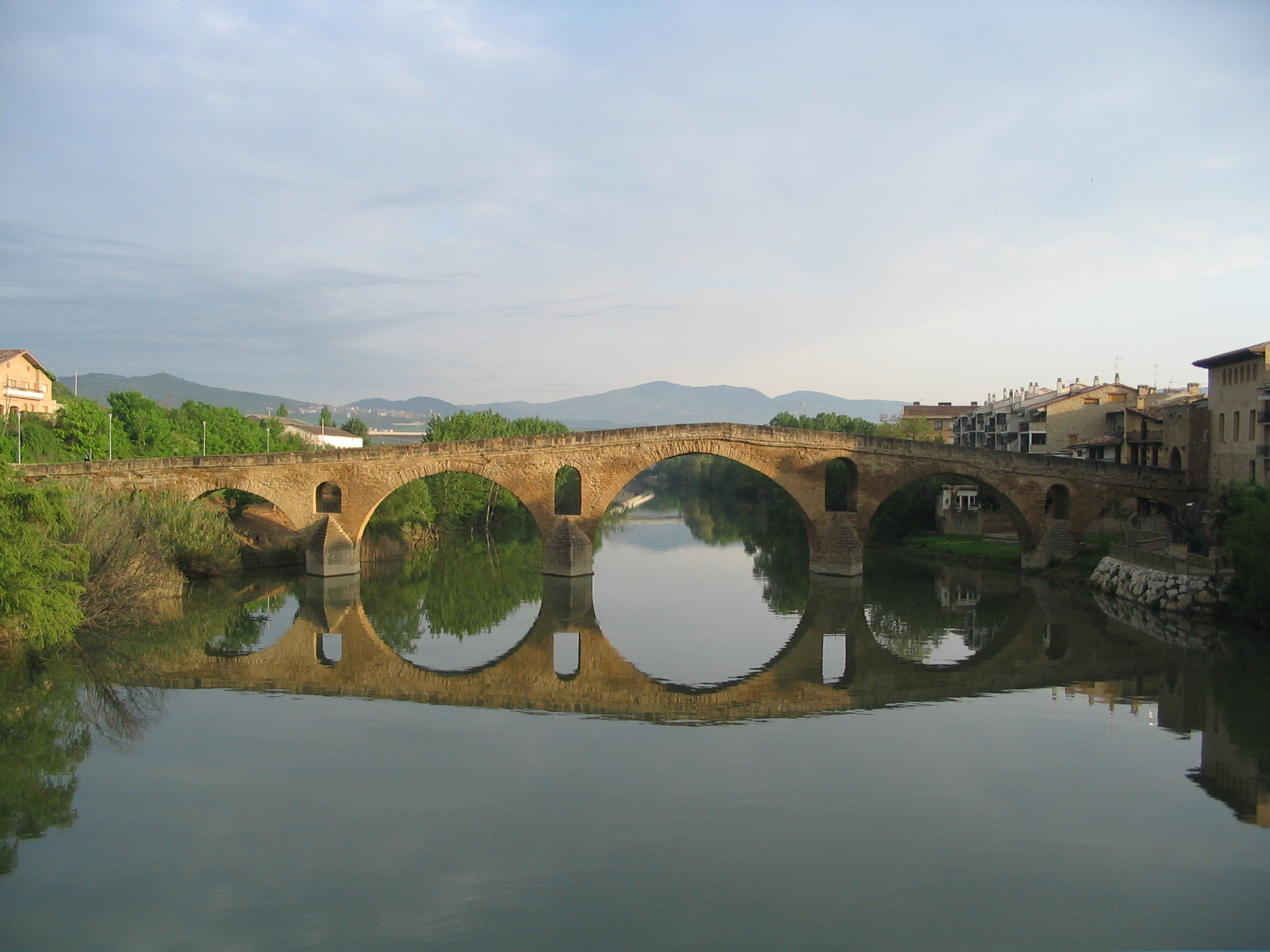
جسر الملكة.

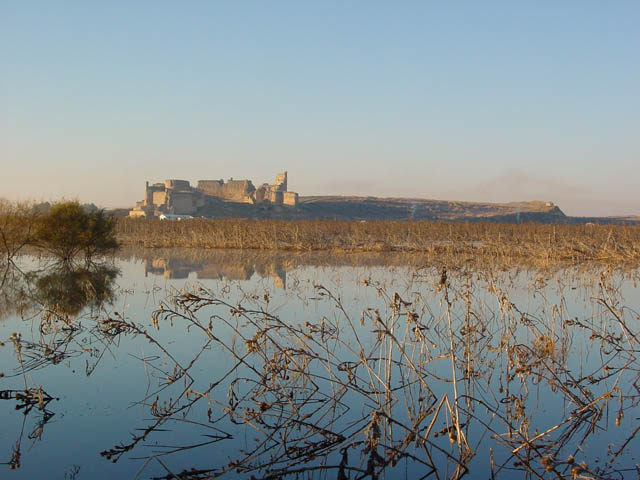
قلعة رباح.

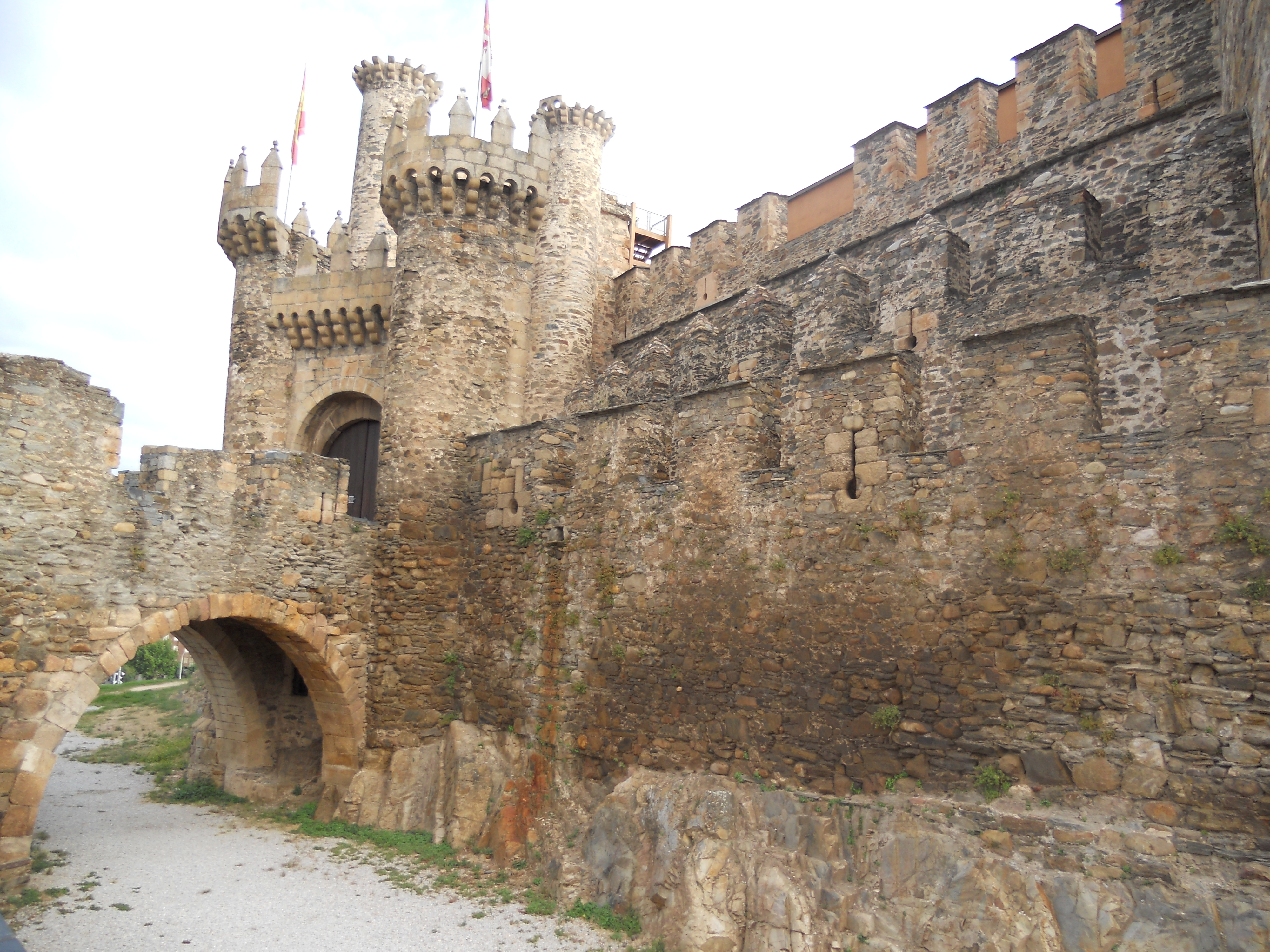
قلعة بونفيرادا.

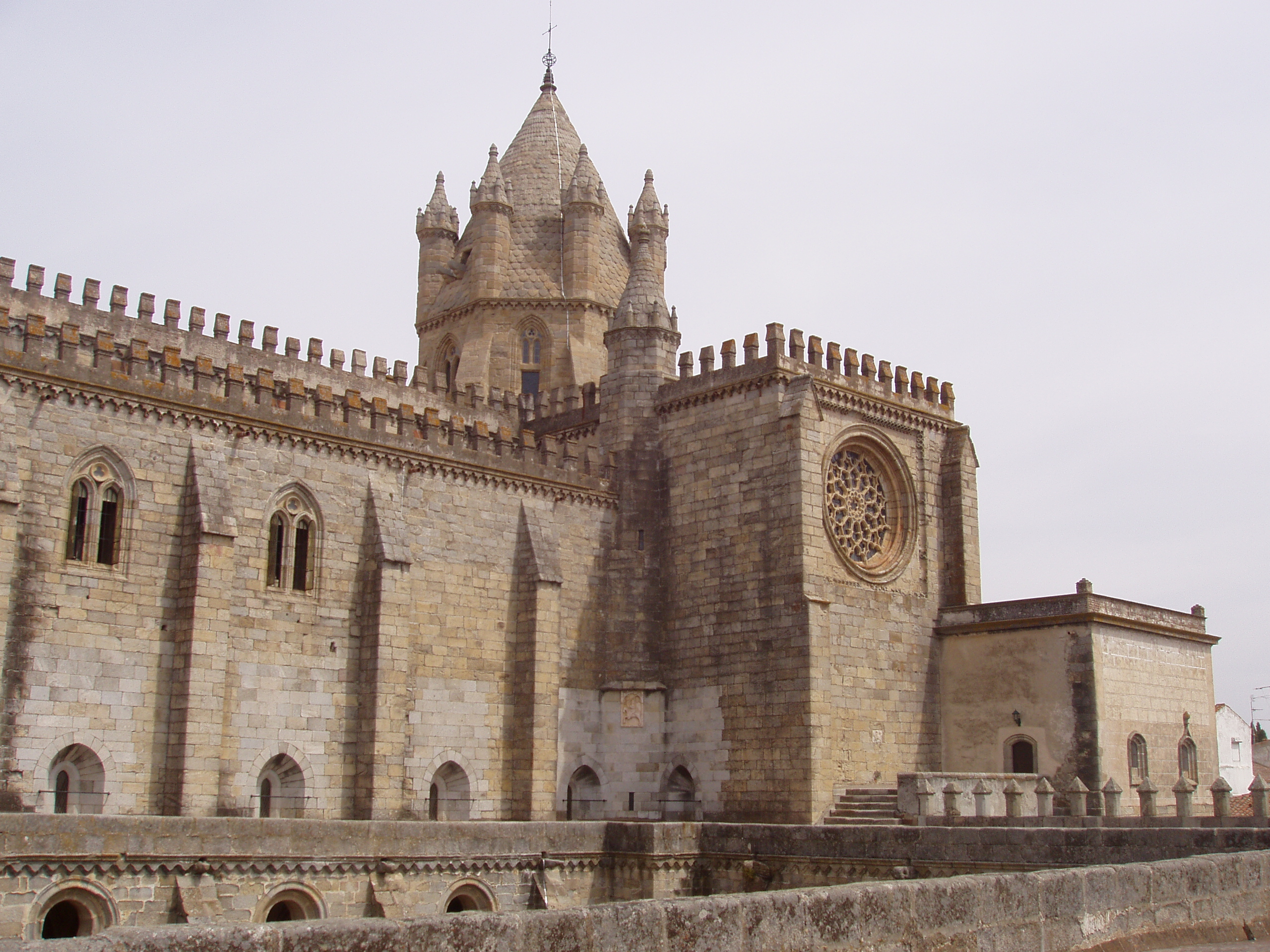
كاتدرائية يبورة.

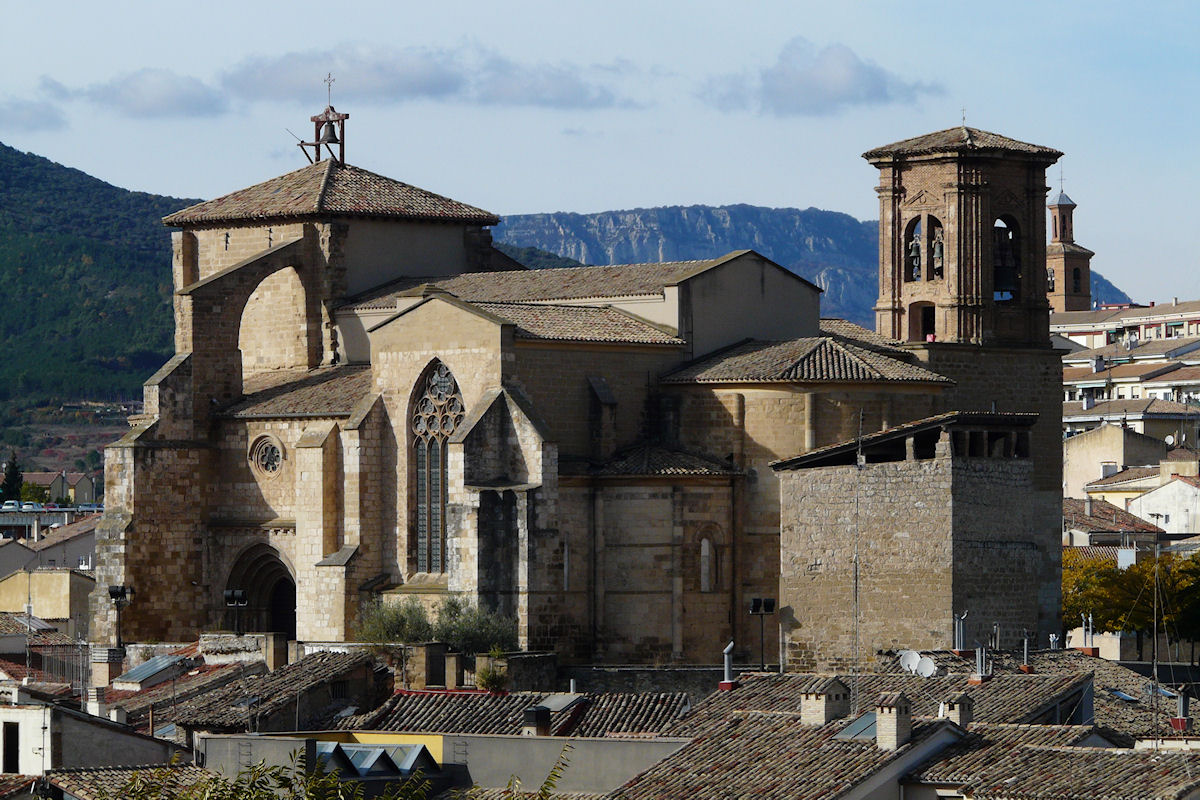
كنيسة سان ميغيل.

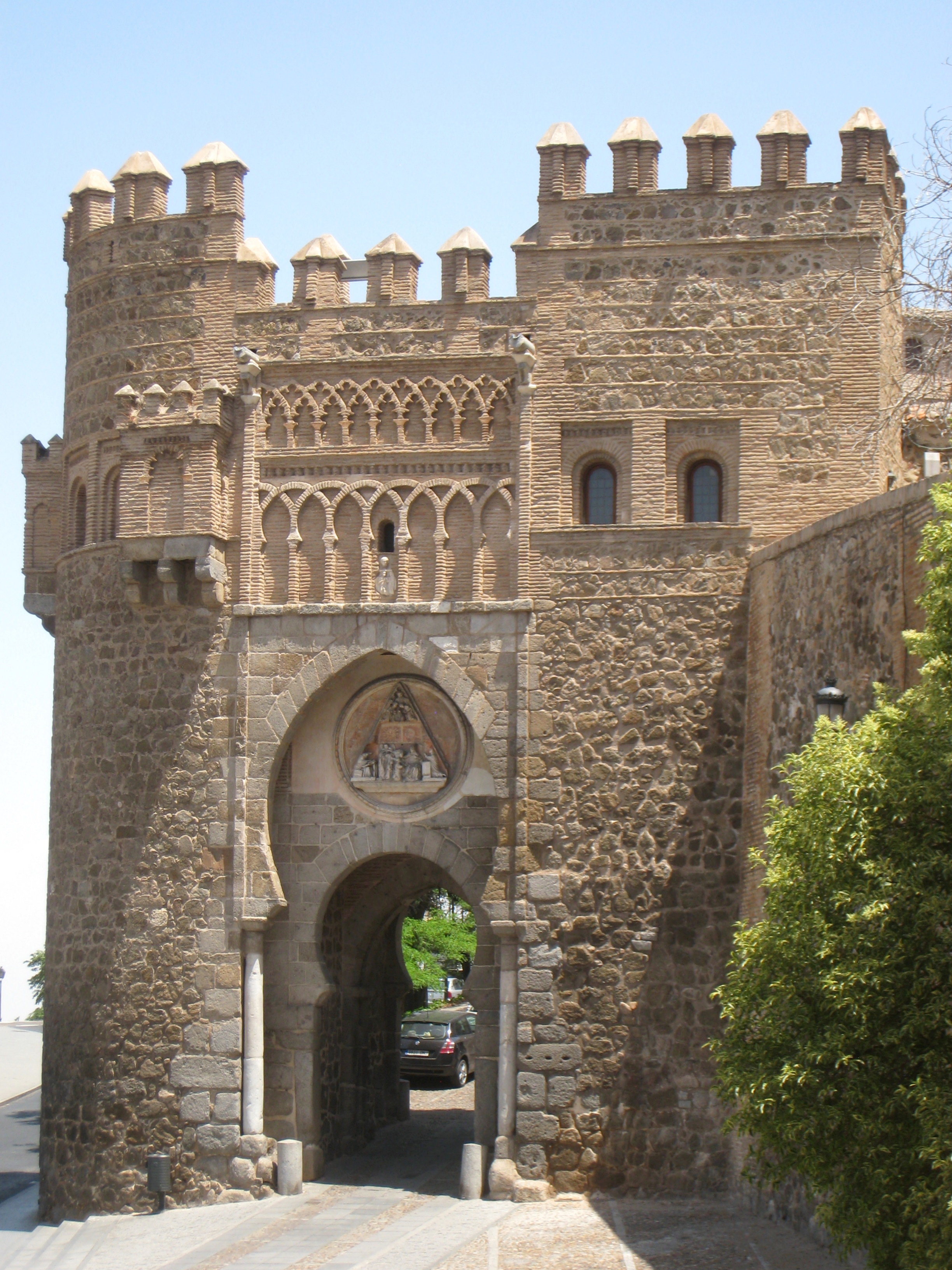
بويرتا ديل سول (طليطلة).

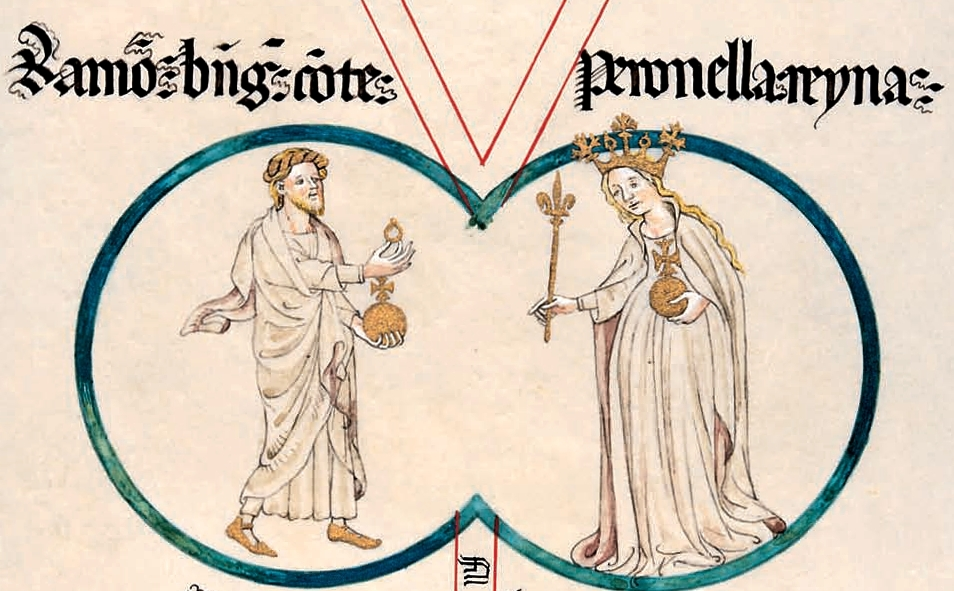
تصوير زواج ريموند برانجيه الرابع من برشلونة وبيترونيلا ملكة أراغون.

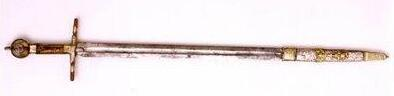
سيف لوبيرا، وهو سيف فرناندو الثالث «القديس». ومحفوظ في كاتدرائية إشبيلية، بجانب الجرة مع بقايا الملك. تعد كتابته وهي بأربع لغات (الإسبانية واللاتينية والعربية والعبرية)، علامة على مستوى العلاقة بين الثقافات في ذلك الوقت. هذه هي الفكرة الجديرة بالثناء: هنا يوجد جثمان فرناندو، سيد قشتالة وطليطلة وليون وغاليسيا وإشبيلية وقرطبة ومرسية وجيان، الذي احتل كل إسبانيا الأكثر ولاءً وحقيقة، إنه الأكثر صراحةً، إنه الأكثر نضالاً، إنه الأكثر وسامة، إنه الأكثر ذرية، إنه الأكثر نعومة، إنه الأكثر شؤمًا، هو الذي يخاف الله أكثر، إنه الشخص الأكثر خدمة، هو الذي حطم ودمر جميع أعدائه، وهو الذي حيا جميع أصدقائه وأعزهم، غزا مدينة إشبيلية التي هي رأس كل إسبانيا، ودخلها مرحبا به في اليوم الأخير من شهر مايو، في حقبة الألف ومئتين وتسعون سنة. في النسخة العربية، مؤرخ العشرين من ربيع الأول سنة ستمائة وخمسون هجري، وفي النسخة العبرية ليلة اليوم الثاني والعشرين من شهر سيفان، سنة خمسة آلاف واثنا عشر من إنشاء العالم.

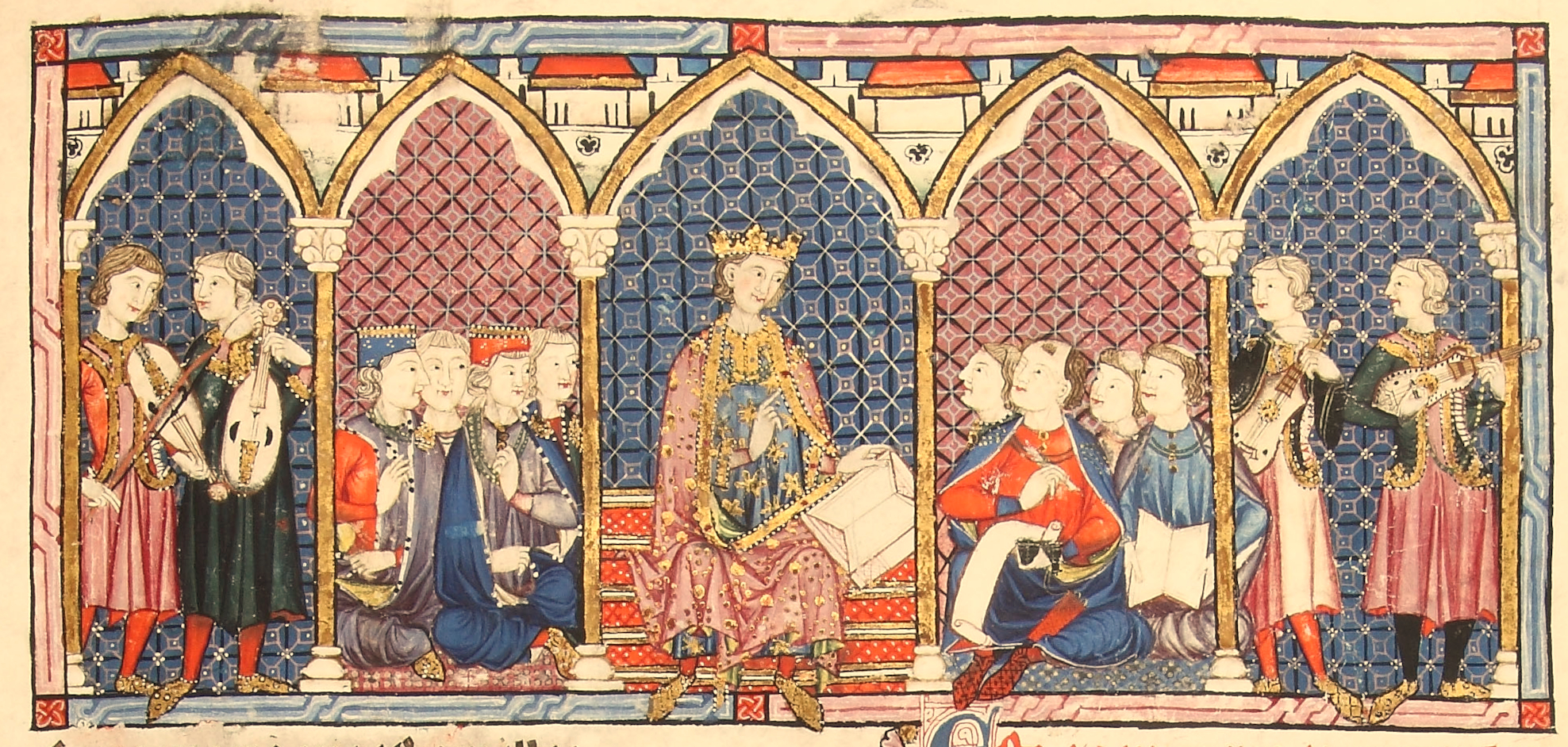
لوحة للبلاط، حيث الموسيقيين والكتاب يعزفون نشيد كانتيغا أمام ألفونسو العاشر «الحكيم».

### التوازن الإقليمي
بين القرنين الحادي عشر إلى الثالث عشر (والتي تعتبر في تحقيب الفترات التاريخية المختلفة بداية أواخر العصور الوسطى وفي فترة متباينة تسمى العصور الوسطى العليا) مرت على شبه الجزيرة الأيبيرية فترة من اختلاف في التوازن بين المسيحيين والمسلمين في تلك الحقبة.
تجلت الهيمنة المسيحية الأولى على ممالك الطوائف في غزو طليطلة (1085 على يد ألفونسو السادس)، مما سمح للممالك الغربية بإعادة التوطين بالأراضي شمال نهر تاجة. وجرت تلك العملية الاجتماعية الحاسمة من خلال منح الامتيازات (Fuero) (الامتيازات الإقليمية) للمجالس الحضرية القوية التي أحاطت نفسها بمناطق جغرافية ريفية تسمى الفوز [الإنجليزية] (مجتمع القرية والحقل).
وخوفا من فقدان أراضيهم طلب ملوك الطوائف من أمير المرابطين يوسف بن تاشفين العبور إلى الأندلس لمساعدة الأندلسيين. وقد نجح في كبح جماح التقدم المسيحي بل واجبرها بالتقهقهر في معركة الزلاقة 1086، واستردوا جيب أليدو - المسيحي التابع لمرسية بين 1088 و 1091، واستردوا بلنسية - استولى عليها إل سيد وأرملته من بعده بين 1094 و 1102- في معركة أقليش 1108.
بعد سقوط دولة المرابطين ظهرت الفترة الثانية لملوك الطوائف [الإسبانية]. فبدأ معها التوسع المسيحي مرة أخرى في القرن الثاني عشر: ففي سنة 1118 سقطت سرقسطة وتلتها في العام التالي تطيلة (كلاهما على يد ألفونسو الأول ملك أراغون ونافارا - الذي قام برحلة استكشافية طويلة عبر الأندلس [الإسبانية] بين 1125 و 1126 -) والذي مات حسرة في سبتمبر 1134 م بعد هزيمته أمام المرابطين في معركة إفراغة. وفي 1147 سقطت لشبونة (أمام ملك البرتغال أفونسو الأول)، وطرطوشة سنة 1148 ولاردة في السنة التالية (أدرج ريموند برانجيه الرابع لقب «الماركيزية» على مجموعة من المقاطعات الكاتالونية، في 1171 سقطت طرويل (ضمها ألفونسو الثاني ملك أراغون إلى ملكه)، ثم قونكة في 1177 أمام ألفونسو الثامن ملك قشتالة. مثل هذا التقدم جعل من الممكن البدء في إعادة التوطين في الأراضي بين نهر تاجة وسييرا مورينا في الممالك الغربية (ألنتيجو وإكستريمادورا ولا مانشا) ووادي إبرة والنظام الإيبيري ومايسترازجو في الشرق. في هذه الأراضي الحدودية الجديدة كان هناك دور لإعادة توطين المنظمات العسكرية، (مشتركًا بين جميع المعابد المسيحية - فرسان الهيكل وفرسان مالطة والقبر المقدس) وفرسان شبه الجزيرة - وسانتياغو وفرسان قلعة رباح ومونتيسا وغيرها الكثير.
ثم بدأ الشمال الأفريقي بالتدخل من جديد، وتلك المرة من الموحدون، الذين دفعوا الحدود المسيحية إلى الوراء في معركة الأرك واستولوا على قلعة رباح 1195، ومرة أخرى توحد الفضاء الإسلامي. ولكن في ذروة قوتهم وقعت الهزيمة في معركة العقاب (16 يوليو 1212). التي اعتبرت المعركة الأكثر حسمًا في حروب الاسترداد، وسمحت بالتغلغل المسيحي بالمناطق الأكثر سكانًا في العقود التالية: في سهل الوادي الكبير (فرناندو الثالث «القديس») وطائفة منورقة وبلنسية وطائفة مرسية (خايمي الأول «الفاتح»، في الحالة الأخيرة مع صهره ألفونسو العاشر «الحكيم» - بعد معاهدات تطيلة 1154 وديالمزرا 1244، اللتان اعتبرتا أن توسع قشتالة وأرغون نحو جنوب شبه الجزيرة بمثابة اتفاق مشترك، وعلى أرغون التخلى عن التوسع شمالا بعد معركة موريه 1213. بدأ إعادة توطين تلك الأراضي باستخدام نظام التوزيع [الإسبانية]، مما يعني ضمناً تعويضًا يعادل المساهمة العسكرية في الحرب (مما أفاد النبلاء والمؤسسات ذات القدرة الأكبر على تعبئة المضيفين [الإنجليزية]).
في تلك الفترة كانت الكيانات السياسية تصنع ثم تلغى بسهولة كبيرة، بعد الديناميكيات الإقطاعية والألعاب الأسرية (حتى لفترة وجيزة كانت هناك ملكية برأسين بين أوراكا وألفونسو الأول ممكنة). وقد توطد التقسيم السياسي الإقليمي منتصف القرن الثالث عشر والذي أطلقه رامون مينينديز بيدال على ممالك إسبانيا الخمس: مملكة البرتغال ومملكة نافار وتاج قشتالة وتاج أراغون وإمارة بني نصر (الدولة الإسلامية الوحيدة الباقية في ذلك الوقت).

### الهيكلة ومؤسسات الدول والأيديولوجيات
لم يكن عدم الاستقرار السياسي لطائفة ما هو انخفاض في ثقافتها أو بنيتها: فمن المفارقات أنه كان هناك نمو ثقافي واقتصادي وديمغرافي لتلك الطوائف، فكثفت الممالك المسيحية من قدرها الاستغلالية، مدركين انخفاض مستواهم. فحرصوا على رفع التنمية الأولية والنمو على حساب الطوائف. وإن جرت بعض الحالات استثنائية: من سانشو السابع ملك نافارا (الشخص الذي تمكن من كسر قوة الموحدين في معركة العقاب)، حتى قيل أن الغنائم المتراكمة من المعركة قد أضحت بنكا له. فدخلت تلك الغنائم الهائلة الخزينة لتقوية تلك المملكة المسيحية. فجعلت من سانشو ملك نافارا أكبر مقرض في أوروبا الغربية. سمحت القوة الاقتصادية التي وصلت إليها الممالك المسيحية بالاضطلاع ببرامج بناءة وفنية ذات أهمية استثنائية، ففي الأنماط المعاصرة (الرومانسكي والقوطي) دخلت عليهما خصائص محلية سميت فن المدجنين وهو (رومانسكي المدجنين أو قوطي المدجنين) فظهر التأثير الأندلسي واضحا للغاية (غالبًا بسبب الحرفيين المسلمين). فكان هناك تشجيع لتوسعة أديرة النظام البندكتي المرتبط بالمنازل الفرنسية (أولاً المعابد الكلونية ثم بعدها سيسترسية) من عوائل قوية وملوك مرتبطين أسريا مع سلالات أوروبا الوسطى - سلالة خيمينيز مع سلالة بورغندي-) لتعزيز مجتمع أساسي نموذجي للإقطاع. وكان الصراع الاجتماعي الناتج عن هذا السياق الاجتماعي والاقتصادي عبر عنها في حركات كان لها انعكاس وثائقي، مثل الثورات البرجوازية لساهاجون (حوالي 1111) وثورات سانتياغو ضد المطران جلمريز (1136).
أنشئ الكورتيس لإضفاء الطابع المؤسساتي على الملكية الإقطاعية، وتوسيع «بلاط الملك» لتشكيل جمعية تمثيلية للنبلاء ورجال الدين ومدن كل المملكة. حددت بدائل السياسة الأسرية الميراث والزيجات التي قسمت ودمجت الممالك (قشتالة وليون في عدة مناسبات، حتى تم التوحيد النهائي مع فرناندو الثالث). لمواجهة القوة الداخلية الكبرى التي تمكن ملوك تاج قشتالة من جمعها، ولكن كانت الحالة المعاكسة مع أراغون: تم تحويلها إلى مملكة بعد انفصالها عن نافار، ويمكن أن تصبح منطقة تحت مسؤولية عن التنظيمات العسكرية إذا تحققت رغبة ألفونسو الأول ملك أراغون؛ وافق النبلاء على تجاهله، واستلم العرش من بعده راميرو الثاني الراهب (الذي اشتهر بقصة جرس وشقة [الإنجليزية] الأسطوري) الذي وافق بعد عام واحد من ولادة ابنته بترونيلا بالتنازل لها بشرط زواجها من كونت برشلونة ريموند برانجيه الرابع، الذي ترك حكم المملكة وعاد إلى ديره (سنة 1137 - كان على العروس الانتظار ثلاث عشرة سنة-). كان الكيان السياسي (تاج أرغون) ناتجا من دمج الغزوات المتتالية بمعيار فصل مماثل: أراضي فدرالية بمؤسسات مختلفة.
كان تعزيز الأنشطة الفكرية مهمًا جدًا في بعض المجالات (مدرسة طليطلة للمترجمين - دومينجو جونديسالبو ويوحنا الإشبيلي)، لحماية أول استوديوهات عامة (وهو اسم جامعات القرون الوسطى) - جامعات بلنسية وسلامانكا وبلد الوليد القلعة ولشبونة، وتأسست كلها في القرن الثالث عشر-)، والتي نقلت إسبانيا مابين القرن الحادي عشر والقرن الثالث عشر إلى مساحة مصيرية لتشكيل الحضارة الغربية: من أجل استهلال عصر النهضة من القرن الثاني عشر، كان لا بد من إقامة اتصال بين المثقفون الأندلسيون العظام (ابن رشد المسلم واليهودي ابن ميمون- الذين استكشفوا الحدود بين العقل والإيمان -) مع المدرسة الأوروبية. حاول رامون لول دون جدوى تنصير المسلمين عن طريق الإقناع الفكري، ولكن جهده الذي قاده إلى إتقان العديد من اللغات، قام بما هو على الأرجح أول الأعمال الفلسفية باللغة الشعبية. لا ينبغي الخلط بين هذه الاتصالات أو فترة التسامح الكبير مع نوع من التعددية الثقافية بشكل عفا عليه الزمن: على الرغم من الغرض من معرفة أسباب من الآخر، فإن رغبة الجميع (المسلمون واليهود والمسيحيون) هي الحفاظ على إيمانهم، وفي معظم الحالات فرض نفسه بعنف على الآخرين. أما بالنسبة للتفسيرات المختلفة في كل من هذه القوانين (قانون محمد - قانون موسى - قانون المسيح)، لم يكن هناك حل وسط أو تسامح: تلك التي تم تعريفها على أنها هرطقةمن وجهة نظر الأرثوذكسية تم اضطهادها بشدة. أسس الراهب إسباني دومينيك دو غوزمان الرهبنة الدومينيكانية سنة 1215 لمحاربة الزنادقة، من خلال عمليات الإقناع والاستقصاء.

### ولادة اللغات الرومانسية وآدابها

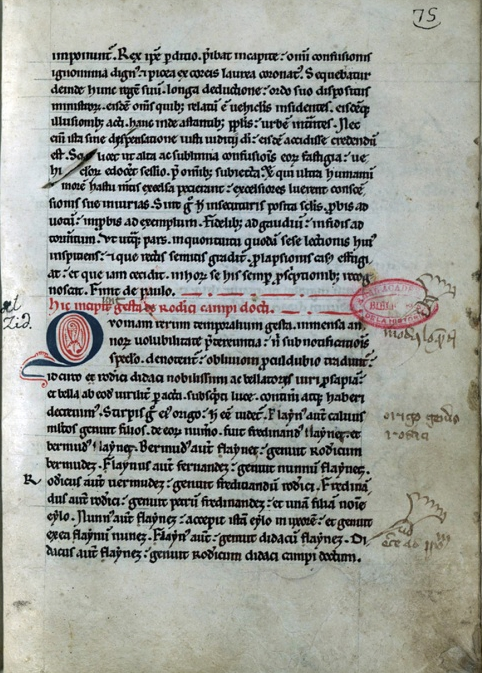
Historia Roderici أو ("أعمال ريدريغو البطل" أو "تاريخ ريدريغو")، نص مكتوب حوالي 1190 حول رودريغو دياز دي فيفار، نسخة مصورة لمجلد مخطوط من القرن الثالث عشر.

ظهرت في تلك الفترة وثائق كتبت باللغات الرومانسية أو اللاتينية الجديدة. حيث لم تعد اللاتينية القديمة تفهم شعبيا فهما جيدا، فكان من الضروري احتواء تلك المستندات على كلمات أو جمل أو حواشي من اللغة المحلية مثل: مخطوطة نوديسيا دي كيسوس من القرن العاشر، حواشي سيلنسيس وإيميليانينسس بالإسبانية من القرن الحادي عشر (واحتوت على كلمات باسكية وهي من اللغات ماقبل الرومانسية)، وبعض الأمثلة على القطلونية (القسم الإقطاعي أو شكاوى). وفي نهاية القرن الثاني عشر وبداية القرن الثالث عشر ظهرت بعض النصوص الرائعة مثل: عظات أورغانيا وملحمة السيد وأغنية الاستهزاء:«انظر ماذا يفعل لورد نافارا». ولكن قبل ذلك بكثير (أواخر القرن العاشر وأوائل القرن الحادي عشر) تركت الرومانسية الجنوبية أو المستعربية وثائق لها خرجة (أجزاء من المؤلفات الشعرية الأكثر شمولاً باللغة العربية الإسبانية حيث استخدمت عبارات باللغة المستعربية كمورد أدبي) كتبها مسلمون ويهود أندلسيون بأحرف عربية. أصبحت الرومانسية الغربية أو جاليكية-برتغالية لغة أدبية مرموقة (وهي التي اختارها ألفونسو العاشر لكانتيجاس دي سانتا ماريا). من بين جميع الرومانسية المركزية (الليونية والأستورية ونافارا-أرغون) فإن القشتالية هي الوحيدة التي تمكنت من الانتشار، وهي مرموقة لاستخدامها اللطيف ولقوة أدبها سواء شعبيا أو بين المثقفين (المنشدين الجوالة ورجال الدين لجونزالو دي بيرسيو). أما الرومانسية الشرقية أو الكتالانية فقد تمددت عبر بلنسية (اللغة البلنسية) ومايوركا (المايوركية) وثم لاحقا في ألغيرو بسردينيا (لغة ألغيرية).

### الفن من القرن الحادي عشر إلى الثالث عشر

#### فن الطوائف والمرابطون والموحدون
لم ينتج عن الضعف السياسي للطوائف عن تراجع ثقافي، بل العكس هو الصحيح، فالتحصيل العلمي والثقافي ازداد وتوسع في جميع أراضي الأندلس، لكثرة الأمراء المتنافسين. وقد برز قصر الجعفرية في سرقسطة على العديد من القصور أو القصبات المحصنة (مثل الموجودة في ألمرية ومالقة). وهناك حمام البانيويلو) في غرناطة وهو مبنى فريد من نوعه (فترة حكم بنو زيري في القرن الحادي عشر). وهناك عدد قليل جدًا من الفن المرابطي مثل قبة قصر المورق في إشبيلية، وقلعة منت أقوط في مرسية. أفاد الإدريسي أن مصانع ألمرية للمنسوجات حققت درجة عالية من الكمال في صناعة الحرير العتابي[بحاجة لمصدر] والذي عرفه الفرنسيون والإيطاليون باسم تابس واشتهر بهذا الاسم في أنحاء أوروبا، مقارنة بالحرير الفارسي.
ومما بقيت من الإنشاءات الرائعة للفن الموحدي في إشبيلية: برج الذهب والخيرالدة (مئذنة للمسجد الكبير، والتي حافظت على الزخرفة الأولية في جدرانه - الأجزاء العلوية منه بنيت في العصر المسيحي -) وقصر المورق.
تطور السيراميك الأندلسي والفنون الأندلسية الثانوية تطوراً كبيراً.

#### الفن الرومانسكي
بدءا من القرن الحادي عشر بدأ تأثير الفن الأوروبي بارزا (خاصة الكنائس البورغندية من الأديرة كلونية واللومباردية) على التقاليد الفنية المحلية (القوطية والأندلسية والأسترية والمستعربة والمدجن) مما أدى إلى فن ذو شخصية مميزة، وهو الفن الرومانسكي المسيحي الذي اقتصر على الثلث الشمالي من شبه الجزيرة، مع اختفائه فعليًا جنوب نهري إبرة وتاجة.
بدأ واضحا التسلسل الزمني لانتشار الأشكال المعمارية من الشرق إلى الغرب، كون أول الأمثلة كانت في كاتالونيا (دير سان بيدرو دي رودا 1022) ثم تطور في كامينيو دي سانتياغو وفي أراغون (كاتدرائية خاكا سنة 1054)، نافارا (سان بيدرو دي ليير في 1057) وقشتالة (سان مارتين دي فروميستا في 1066) وليون (سان إيسيدورو الرواق سنة 1067)، وانتهت في غاليسيا حيث تم بناء أبرز الأعمال: كاتدرائية سانتياغو دي كومبوستيلا (بدأت في عام 1075 بخطة الحج التي تميزت بها معظم الكنائس الموجودة في الطريق، بدءا من سان سيرنين دي تولوز). كان القرن الثاني عشر تتويجا لذلك الإسلوب (دير ريبول وكنائس بوهي وتاهول في كاتالونيا، وقلعة لوار ودير سان خوان دي لا بينيا في أراغون، وقصر استيلا الملكي ودير سان ميغيل دي إستيلا ودير سانتا ماريا دي إيوناتي ودير سان بيدرو دي أوليتي في نافارا، كنائس رواق سيغوفيا وسانتو دومينغو دي سوريا وسان خوان دي دويرو في قشتالة، كاتدرائية زامورا وكاتدرائية سلامنكا القديمة في ليون. ومع نهاية القرن ال12 بدأ تثبيت الانتقال من الفن الرومانسكي إلى القوطي (كاتدرائية طرغونة وكاتدرائية لاردة).
احتوي النحت الرومانسي في القرن الحادي عشر على عينات رئيسية من جملونات سان إيسيدورو ليون وواجهة بلاترياس في سانتياغو ودير سانتا دومنيغو دي سيلوس. في القرن الثاني عشر برز باب ريبول وباب كنيسة سانتا ماريا دي سانغويسا ودير سان خوان ديلا بينيا. وظهر الانتقال إلى الفن القوطي في أعمال مطلع القرن: رسولية الغرفة المقدسة في أوفييدو وغطاء سان فيسنتي دي أفيلا ورواق جلوريا سانتياغو.
تعتبر اللوحات الجدارية الرومانية الإسبانية رائعة: النصب الجنائزي دي ليون المحفوظة في مواقعها، أو تلك التي انتزعت من أماكنها الأصلية (صومعة سان باوديليو دي برلانجا وصومعة فيرا كروز دي ماديرويلو - كلاهما في متحف ديل برادو - وهناك مجموعة موجودة في المتحف الوطني للفنون في كتالونيا).

#### بداية القوطية واكتمالها
تجلى استمرار العلاقة مع فرنسا في استمرارية تأثير الأشكال الفنية عبر البرانس، والتي جاءت مع نهاية القرن الثاني عشر من خلال إنشاء الأديرة السيسترسية (الفن السسترسي). تميزت العمارة الإسبانية القوطية المبكرة والكاملة بقلة الاهتمام بالارتفاع مقارنة بالكاتدرائيات الفرنسية، ووصلت إلى أقصى حد في تاج أراغون، حيث كانت الخطوط الأفقية هي السائدة.
يتبع النحت الحجري النماذج الفرنسية لشارتر أو رانس. في حين أن النحت الخشبي متعدد الألوان الذي يشكل لوحات مذبح يزداد تعقيدا، وكانت له نماذجه الخاصة التي استقبلت في القرون التالية التأثير الفلمنكي والإيطالي، كما جرى مع الرسم.

## أواخر العصور الوسطى

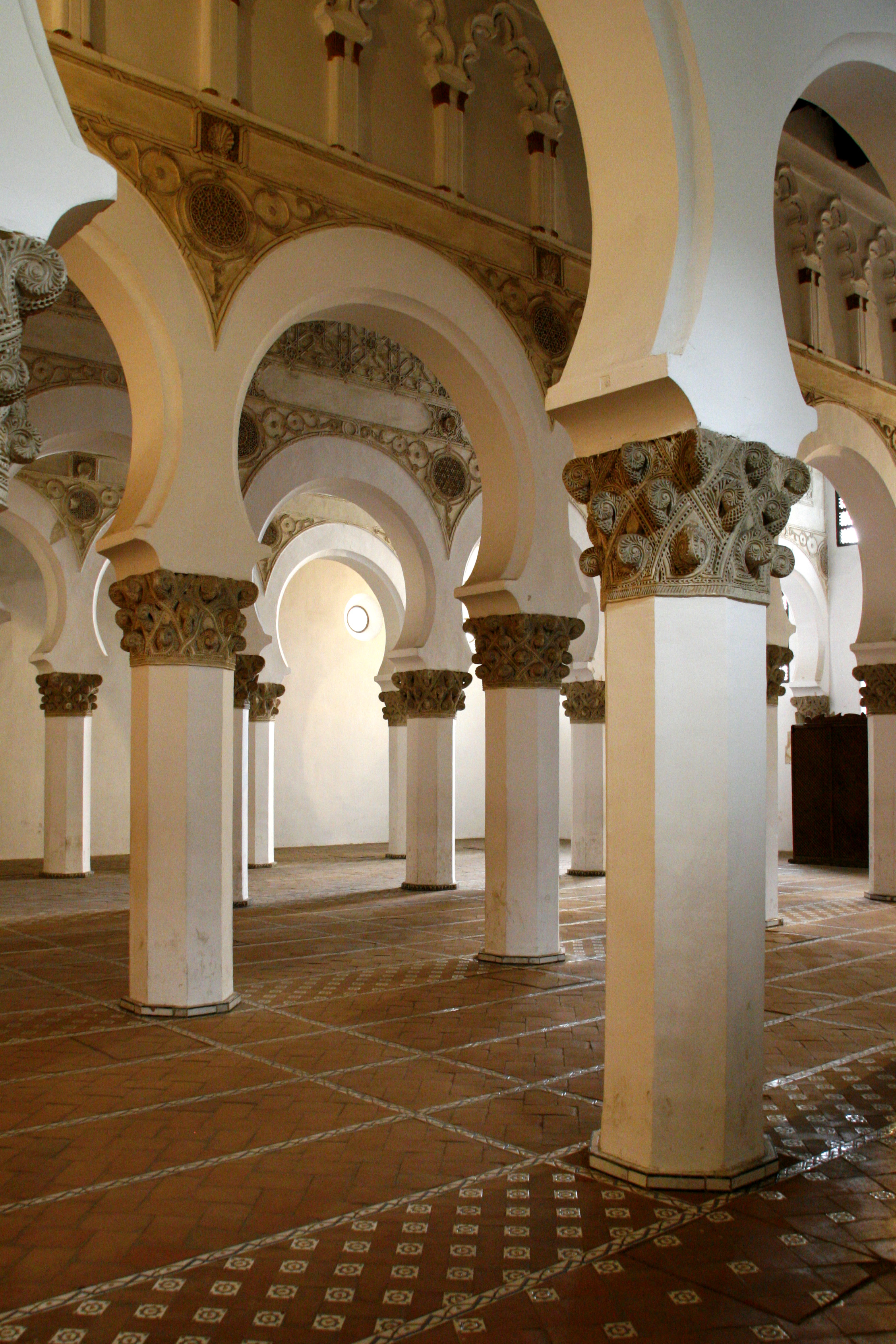
كنيس ابن شوشان في طليطلة.

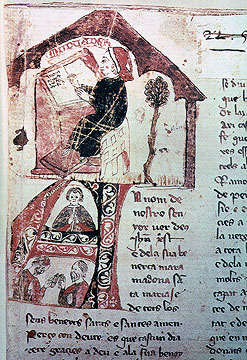
صفحة من كتاب تاريخ مونتانير.

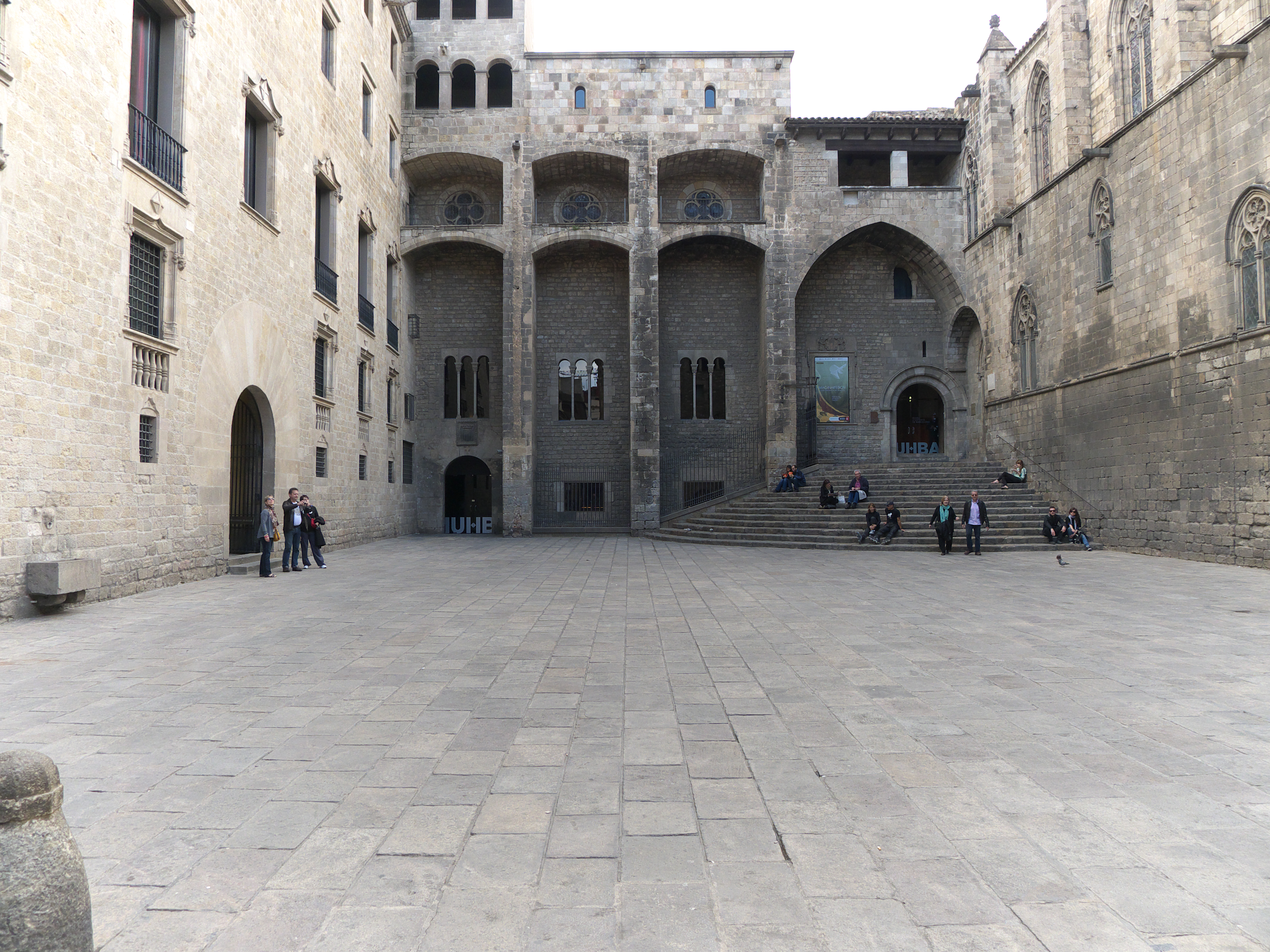
قصر برشلونة الملكي الكبير.

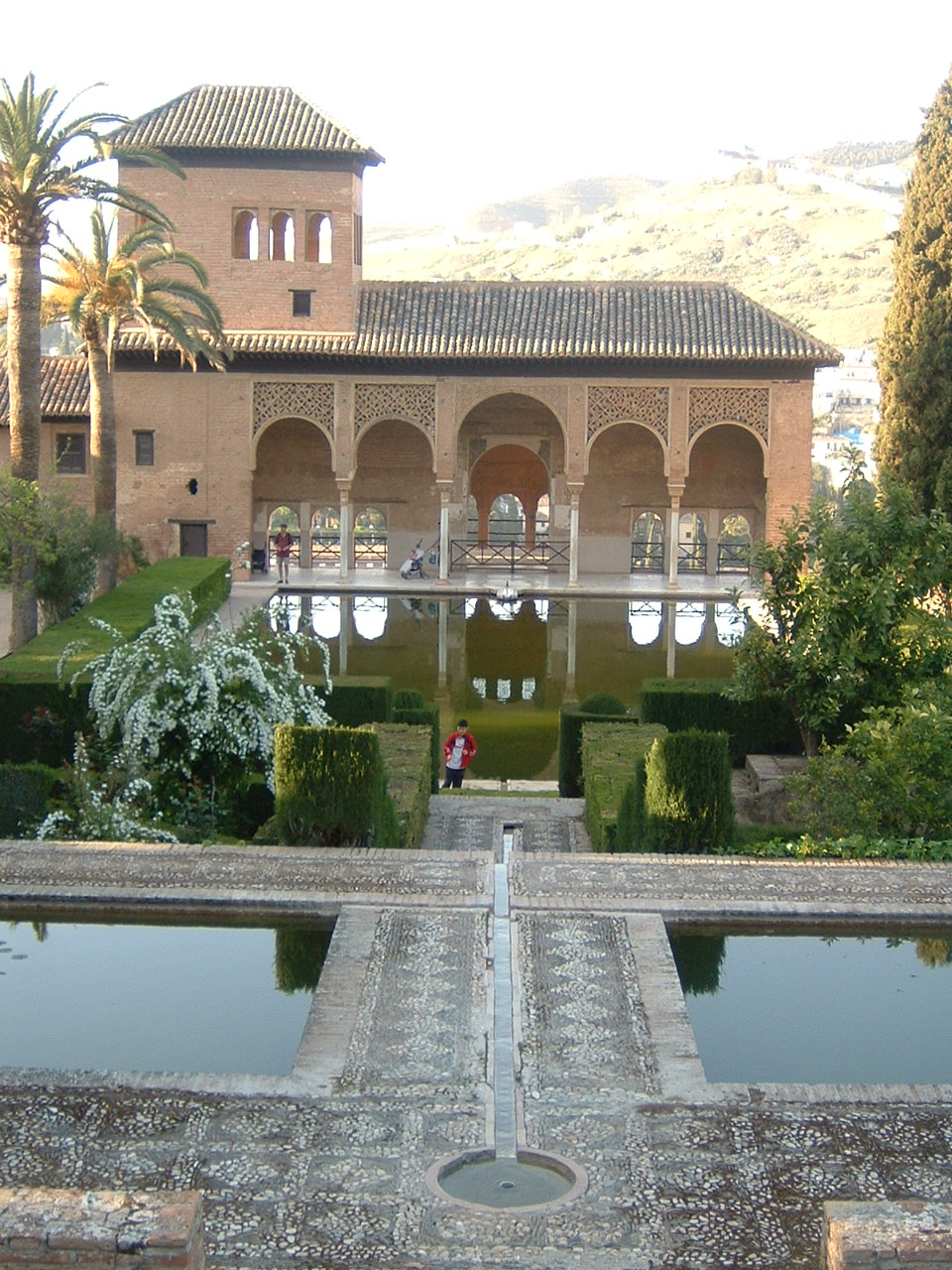
حدائق قصر الحمراء بغرناطة.

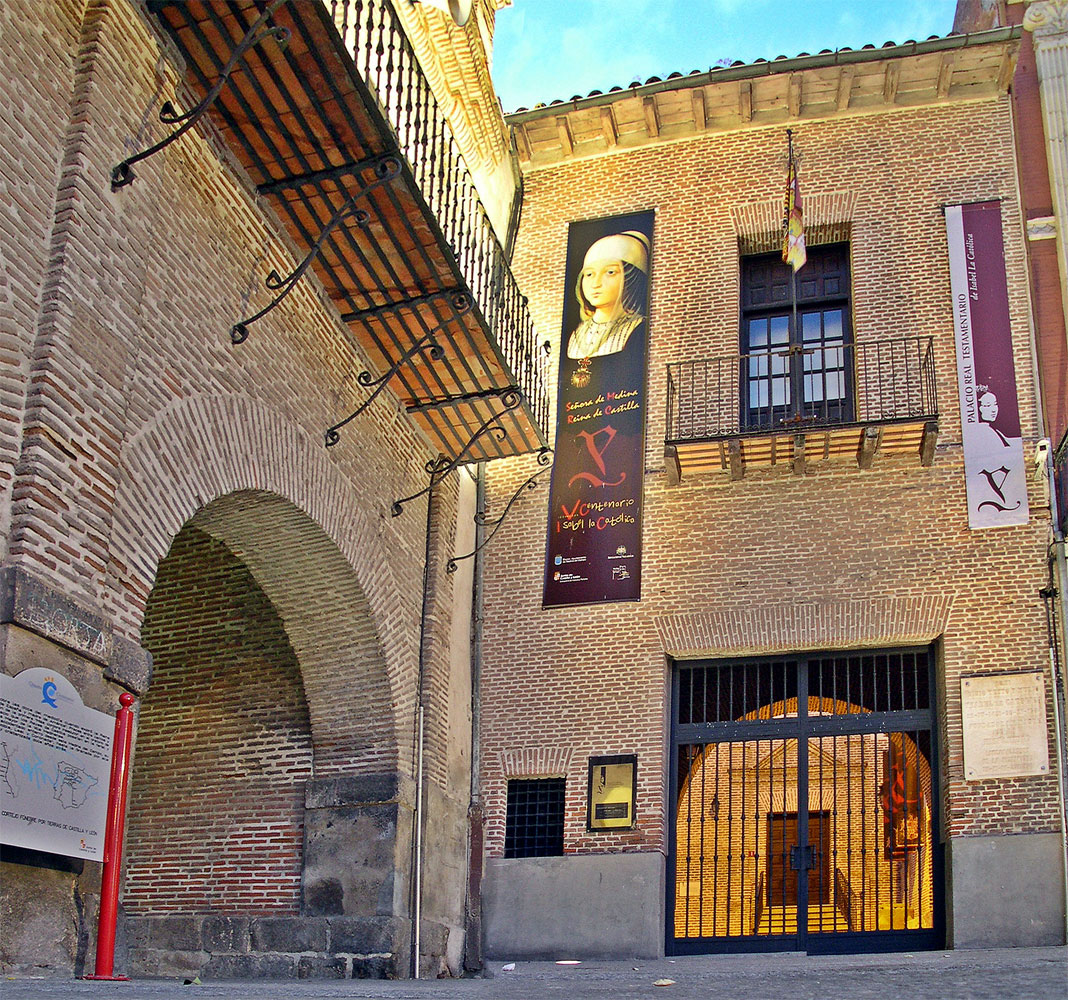
القصر الملكي أو "الوصية" لميدينا ديل كامبو، العرش المؤقت لبلاط قشتالة. حيث ماتت فيها الملكة إيزابيل الكاثوليكية بعد كتابة وصيتها. أعيد بناء مبنى المدجنين في القرن الرابع عشر بالكامل. ولكن كانت السلطة الحقيقية تمارس بوضوح أكثر على المنطقة من قلعة دي لا موتا.

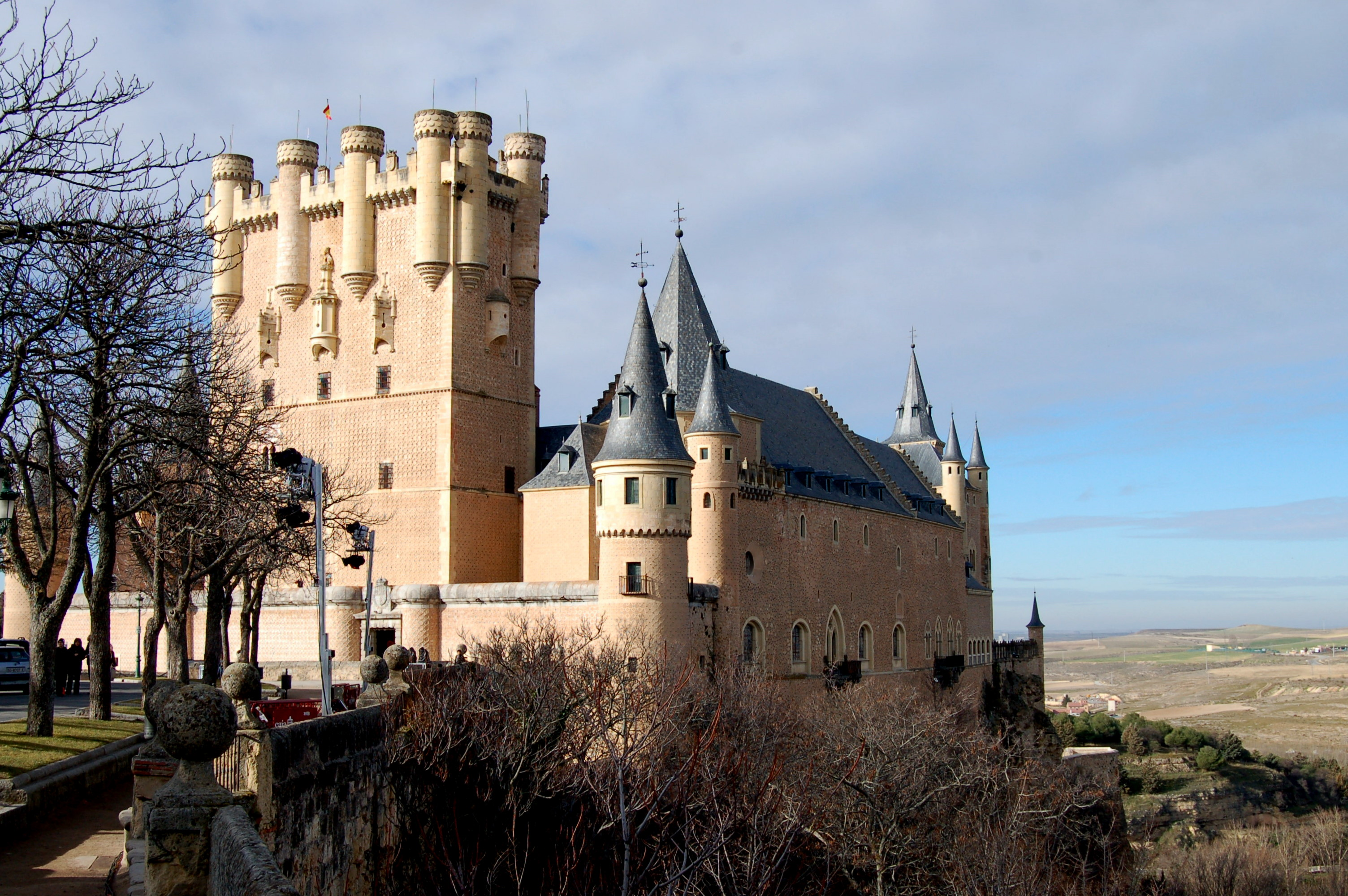
قصر شقوبية.

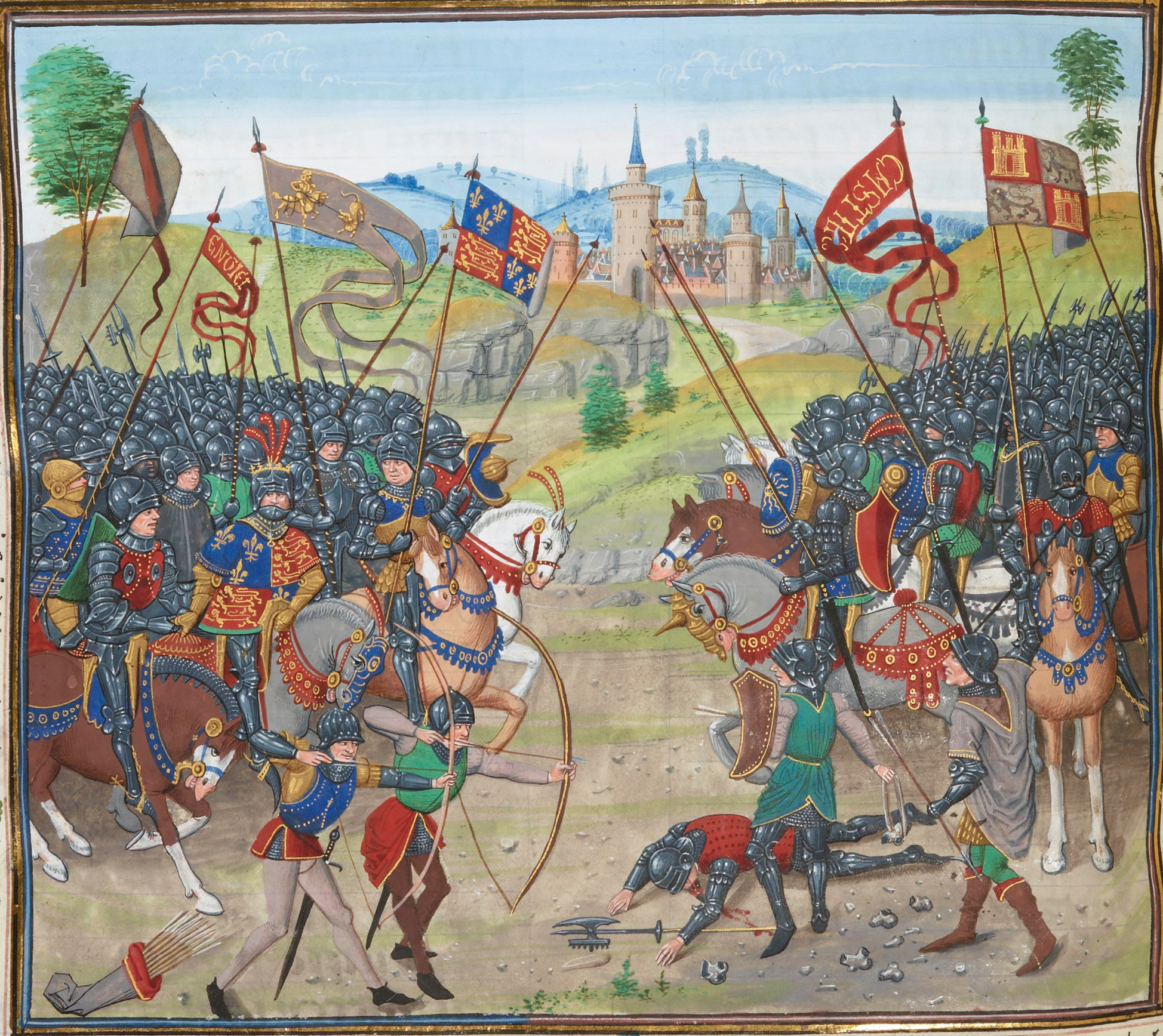
تصوير لمعركة ناخرة أو النافارية (1367) في كتاب تاريخ جين فروسارت.

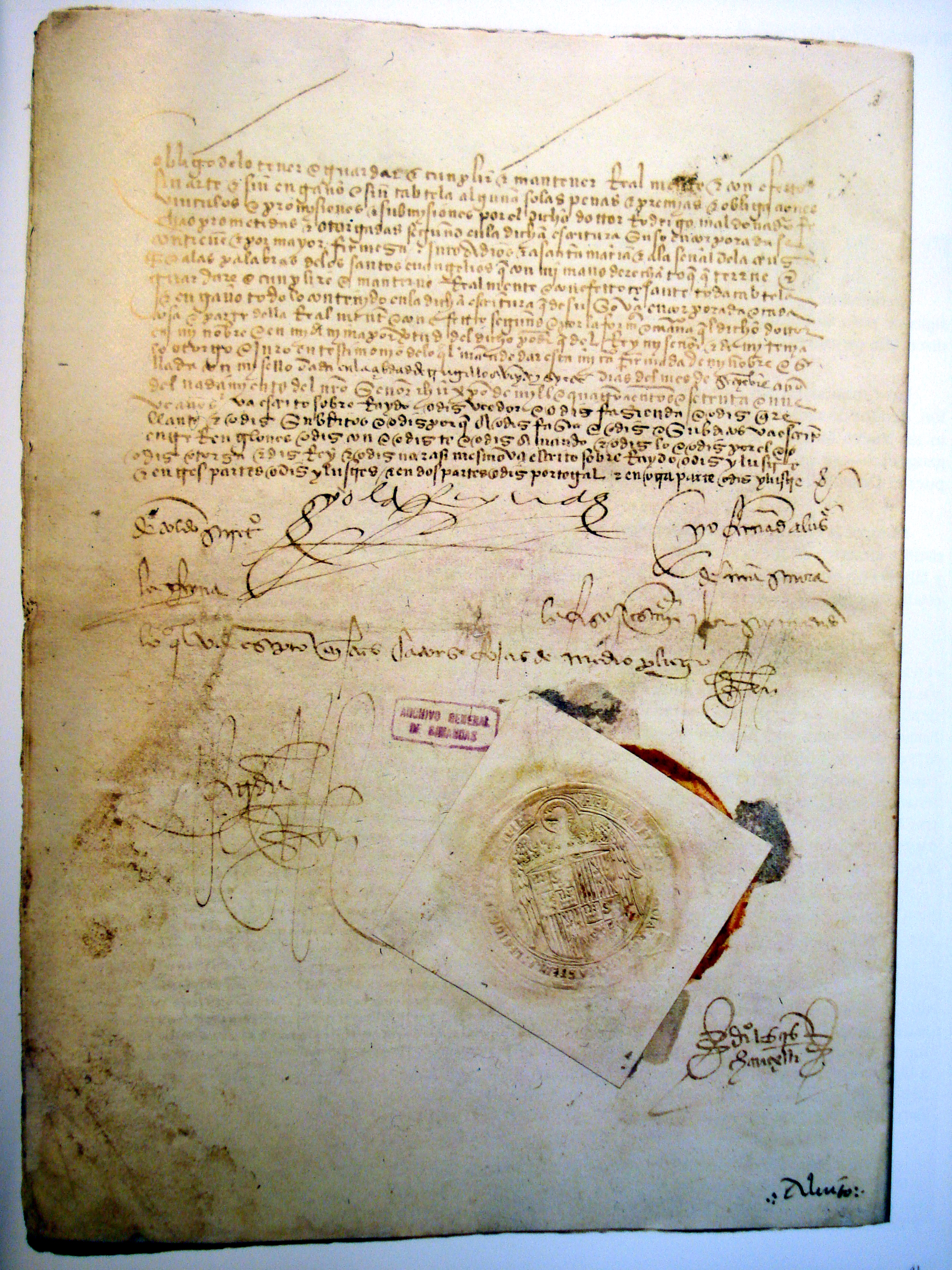
معاهدة ألكاسوفاس, 1479.

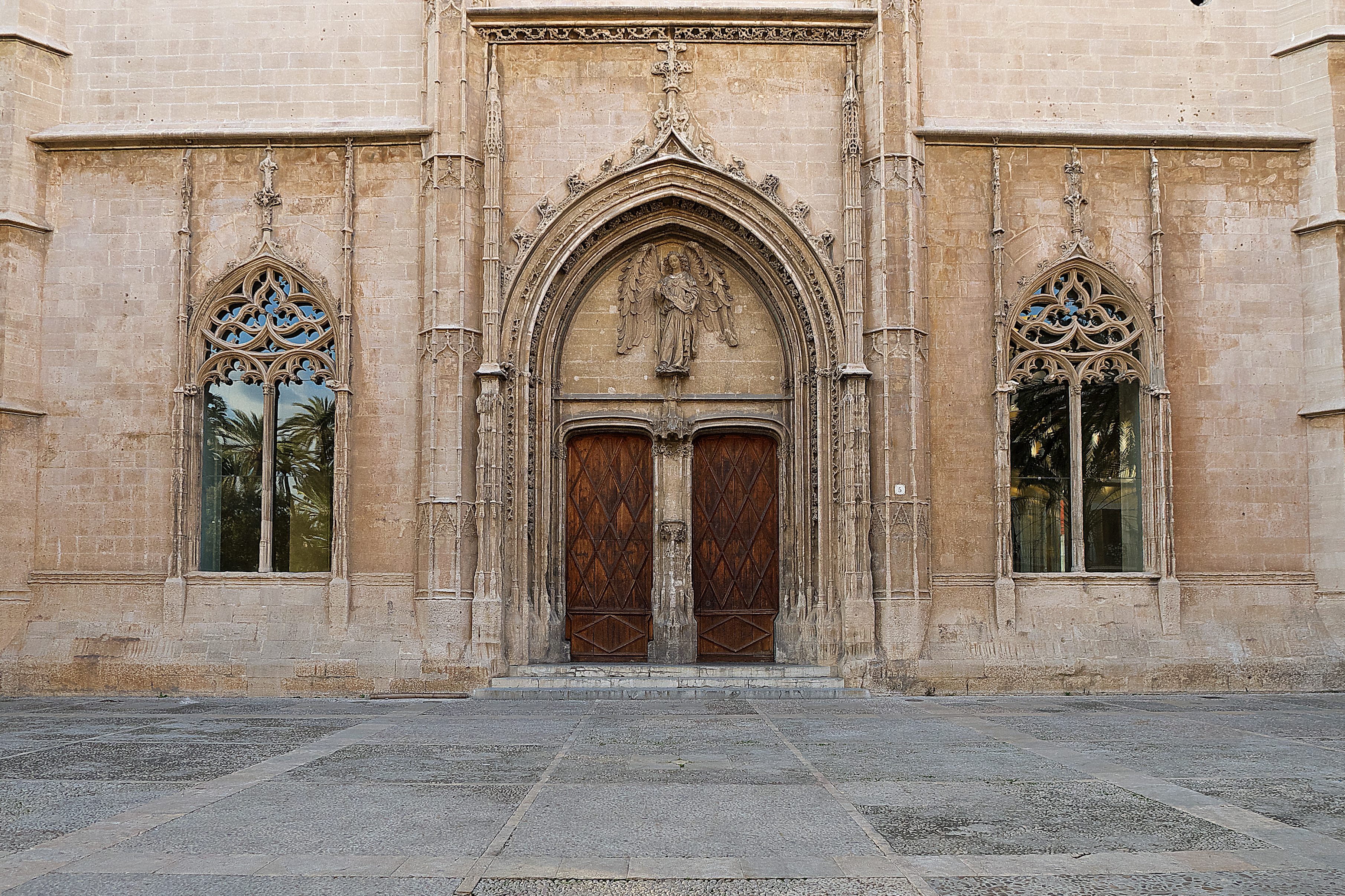
مبنى سوق مايوركا (1420-1452) مقر أهل التجارة. المراكز المسماة "الأسواق" (تلك الموجودة في سرقسطة وبلنسية) أو جمرك البحر، ومؤسسة طاولة دي كانفي في برشلونة التي قامت بوظائف تجارية ومالية مهمة في تاج أراغون.

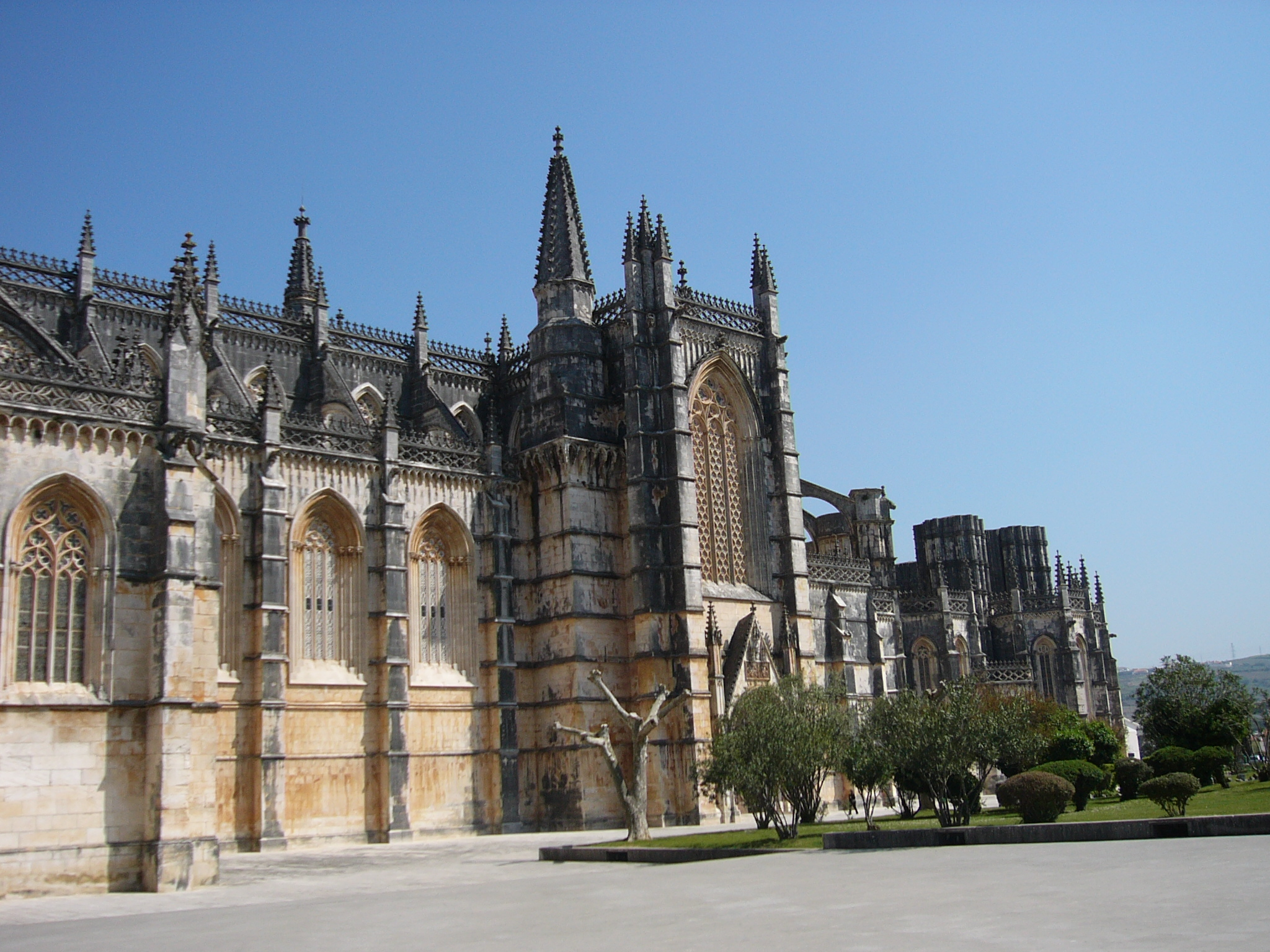
دير باتالها بالبرتغال.

سمح «المناخ المثالي للعصور الوسطى» الذي استمر حتى نهاية القرن الثالث عشر بزيادة سكانية ملحوظة، وهو مافسر سهولة إعادة التوطين في القرى السابقة وانشاء العديد من «القرى الجديدة»). ولكن بدا التغيير واضحًا بضعف المحاصيل والمجاعات في النصف الأول من القرن الرابع عشر، وقبلها كان الطاعون الأسود سنة 1348، الذي قتل مابين ثلث إلى خمس سكان المناطق الجغرافية المختلفة (ومنهم الملك: ألفونسو الحادي عشر).
كانت النتائج الاقتصادية والاجتماعية البعيدة المدى: هو التخلي عن الأراضي الزراعية تجاه زيادة الاهتمام بالثروة الحيوانية (التي سيطرت عليها الطبقة الأرستقراطية من خلال مؤسسات مثل Mesta أو مبنى سرقسطة للماشية وشبكات طرق المواشي)؛ أدت الزيادة في الضغط الإقطاعي (وليس ضغط القنانة التي قد انخفضت فعليا) إلى ثورات الفلاحين مثل ثورة إرماندنيو [الإنجليزية] في غاليسيا أو الفلاحين في كاتالونيا; كان هناك انتقال استقطابي اجتماعي إلى العقارات (بين طبقات النبلاء والبرجوازيين العليا والدنيا) التي عبرت عن تباين مصالحها الاقتصادية بصراعات مثل التي اندلعت بين مجموعات برشلونية سميت بيغا وبوسكا [الإسبانية]. وفي تاج قشتالة أنشئت مجموعات حول الفئات الاجتماعية المهتمة بتصدير الصوف الخام إلى فلاندرز [الإسبانية] من خلال شبكة معارض (مدينا ديل كامبو) والمدن التجارية في الأطراف (إشبيلية وبرغش -حيث يرسل الصوف نحو موانئ كانتابريا مثل سانتاندر ولاردة وبلباو، التي أسست سنة 1300-) أو ترسل إلى المدن الحرفية بالمناطق الداخلية (شقوبية وقونكة أو طليطلة) لصناعة الأقمشة. حتى أنهم حددوا السياسة الخارجية (تحالف مع فرنسا أو إنجلترا). بعد الهزائم الإنجليزية في المراحل الأخيرة من حرب المائة عام (1337-1453) أغلقت السوق الفلمنكية أمام الصوف الإنجليزي وفتحته أمام القشتالية: كان ذلك تمجيد الأرستقراطية المستقيمة والبرجوازية العالية للممولين والتجار، وإحباط التطور الاجتماعي للرعاية الحضرية.
كان لدى الصراع الاجتماعي آلية انحراف غريبة نحو هدف سهل تحديده: وهم اليهود، فهدف ثورة 1391 قد تسبب بعمليات قتل وتحويل جماعي للدين، مما انتج فئة اجتماعية جديدة: اليهود المارانوس أو المسيحيون الجدد. بعيدًا عن إنهاء مشاكلهم وازدهارهم (حيث عمل عدد كبير منهم في مناصب رفيعة بالكنيسة والخزانة الملكية) إلا أنهم كانوا عرضة للتمييز والهجمات (ثورة بيدرو سارمينتو في طليطلة 1449، وقوانين نقاء الدم) حيث اتهموا بممارسة اليهودية سرا؛ مما أدى إلى إنشاء محاكم التفتيش الإسبانية ومطالبة الملوك الكاثوليك بقطع جميع أنواع العلاقات مع اليهود فطردوا من المملكة سنة 1492، ثم تلتها مملكة البرتغال [الإنجليزية] في 1497.
بعد بضع سنوات من غزو الوادي الكبير وشقورة، اندلعت ثورة كبيرة للمدجنين في تلك المناطق (1264)، مما أدى إلى تدفق أعداد كبيرة من السكان إلى المناطق الواقعة تحت سيطرة المسلمين، فعززت سلالة بني نصر السلطة في إمارة غرناطة. وبعد الاستيلاء على طائفة لبلة 1262 (التي شهدت معركتها استخدام الأسلحة النارية البدائية) وقادس (1264) أضحت شبه الجزيرة الجنوبية كلها تحت السيطرة المسيحية. ولكن حروب الاسترداد توقفت في تلك الفترة، حيث بالكاد ثبتت الحدود لمائتي سنة تالية. ومن الأحداث المهمة في تلك الفترة هي الاستيلاء المسيحي على طريفة (1292) وجبل طارق (1309)، ولكن تمكنت إمارة غرناطة بمساعدة المرينيون من استعادة للجزيرة الخضراء (1329) ثم جبل طارق (1333). ثم أتت معركة طريف (1340) التي سهلت للمسيحيون قدرتهم على التحكم في الملاحة عبر المضيق، فأصبح الطريق التجاري بين المراكز الاقتصادية الأكثر ديناميكية في أوروبا (فلاندرز وإيطاليا) سالكا. وفي ميناء إشبيلية (نقطة توقف مثالية) تم إنشاء مستعمرة نشطة للتجار والممولين الجنويين. فانتصارات المسيحيين في غزو أنتقيرة (1410) وفي معركة أغيرا (1431) كان لها نتائج سياسية، أكثر منها إقليمية، مما أعطى مكانة لفرناندو دي تراستامارا (ملك أراغون المستقبلي). حدث الاستيلاء المسيحي النهائي على جبل طارق في 1462 أي قبل عشرين عامًا من حرب غرناطة. وضعت الموانئ التجارية النشطة لتاج أراغون (بلنسية وبرشلونة) الأسس الاقتصادية للتوسع عبر البحر الأبيض المتوسط الذي أدى إلى دمج صقلية (حرب صلاة الغروب 1282) وسردينيا ونابولي (1420 و 1443 مع ألفونسو الخامس ملك أراغون) وحتى دوقيات أثينا ونيوباتريا (بعثة المغاوير التابعة للشركة الكاتالونية العظمى لروجر دي فلور 1302-1391). لم يتوقف التوسع القشتالي والبرتغالي في المضيق، بل استمر على طول الطرق البحرية الأطلسية، على الحدود مع الساحل الأفريقي (غزو سبتة أمام البرتغال 1415، وغزو قشتالة لجزر الكناري 1402، مدرسة ساجريس التي أسسها هنري الملاح 1417).
مع نهاية القرن الثالث عشر اندلعت الصراعات الداخلية التي كان سببها النزاعات حول الخلافة، مما أشعل حروب أهلية في جميع ممالك شبه الجزيرة سواءا كان المسلمين أو المسيحيين، وخاصة في نافارا (الحرب النافارية والحرب الأهلية النافارية) وفي تاج قشتالة (بين مؤيدي ألفونسو العاشر وأنصار ابنه سانشو، وبين أنصار فرناندو دي لا سيردا وفرناندو الرابع، وبين بيدرو الأول وهنري الثاني ملك قشتالة - مؤسس سلالة تراستامارا الجديدة - من بين أفراد تلك الأسرة خوانا لا بلترانيخا وإيزابيلا الأولى). ساهم العديد منهم في صراعات ذات بعد أوروبي، مثل حرب المائة عام أو بين الممالك المسيحية في شبه الجزيرة مثل حرب البطرسين (1356-1369 بين قشتالة وأراغون) ومعركة ألجوباروتا (1385 بين قشتالة والبرتغال). أثبت التحالف الإنجلو-برتغالي (1373) أن له إسقاطًا استثنائيًا (استمر بأشكال مختلفة حتى يومنا هذا). في تاج أراغون أدى غياب الوريث المباشر إلى اختيار كورتيس لفرناندو الأول ملكا عليهم، فيما يتعلق بقشتالة تراستامارا (تمت تسوية كاسبي لسنة 1412).
أدت الزيادة في الهيمنة الملكية لقشتالة إلى نشاط تشريعي وتصنيفي مكثف (القانون ذو الأجزاء السبعة، قانون الكالا)؛ وتشكيل نظام ملكي استبدادي يقوم على ثروات موجودة إلى حد كبير في أيدي عائلات يهودية وبيروقراطية قوية سمحت بظهور محامين من أصول اجتماعية متواضعة (مستشارية في بلد الوليد وأمناء ملكيون ومجلس قشتالة). وفي تاج أراغون أدت القوة الكبرى للمدن والنبلاء إلى التركيز على الكورتيس والحكومة المحلية في المهام التي مارستها السلطة الملكية مباشرة في قشتالة، ووتطوير خصوصية محلية قائمة على أيديولوجية متشددة.

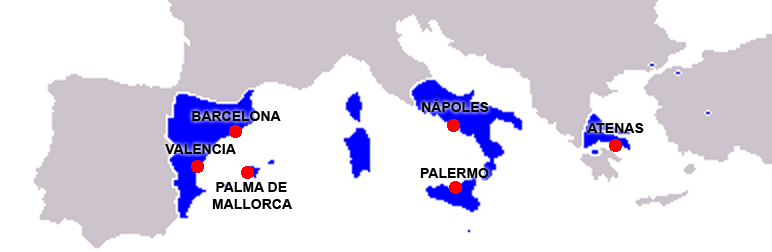
تمدد تاج أراغون في البحر المتوسط.
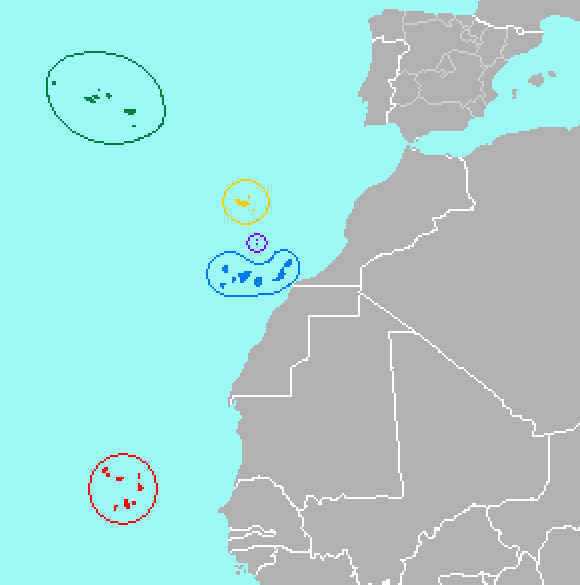
توسع القشتاليين والبرتغال في الأطلسي (من الشمال إلى الجنوب: الأزور 1431، ماديرا 1418، كناري بدءا من 1402 والرأس الأخضر 1462).

### الفن والثقافة في القرنين 13 و14
تطور الفن النصري في إمارة غرناطة، حيث برز مجمع قصر الحمراء الفاخر. وفي سنة 1349 أسس يوسف الأول مدرسة غرناطة.
بالنسبة للفن المسيحي ، كان القرنان الرابع عشر والخامس عشر هو استمرارية الفن القوطي، الذي أصبح أكثر تعقيدا وتصورا (قوطية متأخرة، قوطية ملتهبة، قوطية دولية، قوطية منمقة). بعض السمات الجديدة للفن في القرن الخامس عشر وخاصة التأثيرات الفلمنكية والإيطالية عجلت فترة الانتقال إلى عصر النهضة أو ماقبل عصر النهضة في إسبانيا [الإسبانية]؛ على الرغم من الحفاظ على أشكال التقاليد المحلية القاطعة (فن المدجنين). وكانت أسماء الأنماط في ذلك الوقت: هسبانو-فلامنكو "Hispano-flamenco" وقوطي-إيزابيلي "Gótico-isabelino" ونمط الملوك الكاثوليك والفن البرتغالي المسمى مانويلين "Manueline" (نسبة للملك مانويل الأول ملك البرتغال، الذي ظهر في بداية القرن السادس عشر - في قشتالة فإن نمط ثيسنيروس (نسبة إلى الكاردينال ثيسنيروس) ونمط بلاتريسك في مراحله الأخيرة ولكن موجودة فعليا-). اكتسبت العناصر الزخرفية أهمية خاصة ليس فقط في الأعمال الحجرية، ولكن أيضًا في فن الأثاث (الحرف الحديدية، كراسي المنشدين، وغيرها).
افترض أن القرون الأخيرة من العصور الوسطى واجهت ازدهارًا حقيقيًا للحياة الفكرية، فتضاعفت المؤسسات التعليمية مع وجود تنافس للفرق الدينية (خاصة الدومينيكان والفرنسيسكان والأوغسطينيين). أصبحت الجامعات والكليات الرئيسية تدريجياً آلية لتشكيل النخب الكنسية والبيروقراطية، والتي تم من خلالها إنشاء شبكات العلاقات العامة. بالإضافة إلى الموجودين فعليا في سالامانكا وبلد الوليد ومرسية، والجامعات المعنية بدراسة اللغة العربية (طليطلة ومرسية وإشبيلية وبرشلونة)؛ جامعة لاردة (1300) وقلمرية (1308 نقلت من لشبونة) وجامعة بربينيان (1350) وجامعة سيرتوريانا وشقة (1353) وجامعة بلنسية (1414) وجامعة برشلونة (1450) وجامعة سانتياغو دي كومبوستيلا (1495).
استغرق وصول المطابع إلى إسبانيا [الإسبانية] بضع سنوات بعد ظهورها وانتشارها في جميع أنحاء أوروبا الوسطى وإيطاليا، ولكن كان ذلك مبكرًا جدًا. وبسبب اهتمام الإنساني خوان أرياس دافيلا أسقف سيغوفيا، بإصلاح عادات رجال الدين (مجمع أغويلافينتي 1472). وفي السنوات التالية افتتحت ورش عمل الطباعة في برشلونة وبلنسية وإشبيلية وسلامنكا. في نهاية القرن كان هناك ما يقرب من ثلاثين عاملاً. وكان هناك أيضًا إصلاحًا كنسيًا، وهو الإصلاح الذي اقترحه الكاردينال ثيسنيروس (وسمي الإصلاح الثيسنيروسي) الذي حفز على إعادة تأسيس جامعة ألكالا سنة 1499 (كانت كلية منذ 1293).

## دراسة العصور الوسطى في إسبانيا

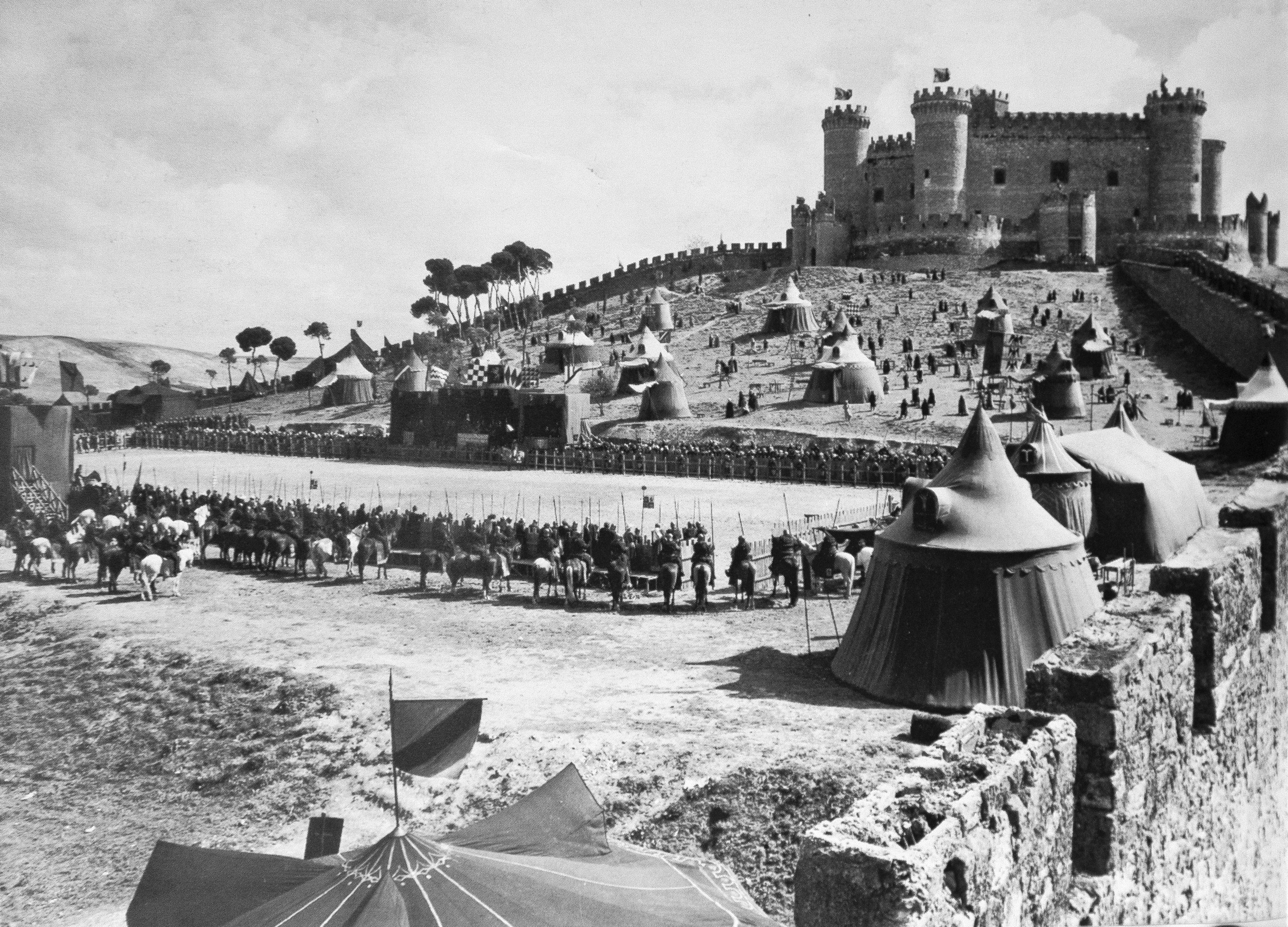
تصوير فيلم لإل سيد أمام حصن بلمونت. بالنسبة للمشاهد الواقعة في بلنسية فقد استخدمت حصن بنشكلة، ولأنها لم تكن تبدو وكأنها «من العصور الوسطى بما فيه الكفاية» فقد جهزت ببعض الأسوار التي لم تتم إزالتها بعد.

اهتمت دراسات العصور الوسطى على أنها دراسة لتلك الحقبة وكان لها مجال مميز في التأريخ وتاريخ الأدب الإسباني، سواء بالنسبة للوفرة النسبية للوثائق (مقارنة بالمناطق الأخرى) أو للجودة الفكرية لأولئك الذين كرسوا أنفسهم لها سواء كانوا إسبان أو أجانب.
كان بناء التاريخ الوطني الإسباني كما هو الحال في بلدان أخرى، خطوة أساسية في عملية بناء الوعي الوطني والقومية الإسبانية. التنافس مع نهاية القرن التاسع عشر مع القوميات المحيطة. وفي كلتا الحالتين كان الادعاء بأنه «أمجاد وطنية» لشخصيات القرون الوسطى موردًا استخدم بقوة (بخلاف مبرر هذا الاستخدام أم لا).
وللفهم التاريخي في المجالات الجمالية كان حال الرومانسية الإسبانية مثل رومانسيات البلدان الأخرى، تميل ميلا خاصًا نحو العصور الوسطى (في الواقع هناك العديد من رومانسيي البلدان الأخرى لهم ميل نحو العصور الوسطى الإسبانية، مثل واشنطن إيرفينج (حكايات الحمراء). فعمليات إعادة البناء العصور الوسطى قد جرت في المسرح الرومانسي الإسباني، بالإضافة إلى الرواية التاريخية الإسبانية. أيضا في اللوحات التاريخية (المشهورة هي مجموعات مبنى البرلمان ومبنى مجلس الشيوخ، بالإضافة إلى المجموعة التي تم جمعها في متحف ديل برادو) وفي المنحوتات سواءا تماثيل أو مباني، التي تعد من المعالم الحضرية في العديد من المدن. بالإضافة إلى اتباع العمارة الإسبانية الموضة القوطية الدولية الجديدة، فقد ساهمت عمارة المدجنين الجديدة [الإسبانية] لتكون ميزة منفردة بها.
في المنحوتات العامة كان هناك تفضيل تقليدي للشخصيات المسيحية على الإسلامية، ولكن في الآونة الأخيرة أفسح المجال للشخصيات المسلمة التي لها علاقة خاصة مع المدن التي تكرمها (على سبيل المثال: تم افتتاح حديقة محمد الأول حول بقايا سور بناه المسلمين في مدريد [الإسبانية]، وهو الأمير الذي أسس مجريط).
تأريخ الفن في إسبانيا ليس «أكاديميًا» بالشكل الصحيح، وكان جوفيلانوس [الإنجليزية] هو أول الكبار الذين أعادوا تقييم العصور الوسطى (على الرغم من خشونة تفسيره - فقد عرَف الفن الأستوري بتماثله مع الفن الرومانسكي-)؛.

## قائمة المصادر